# 2024-es NBA-rájátszás
A 2024-es NBA-rájátszás (hivatalos nevén: 2024 NBA Playoffs presented by Google Pixel) 2024. április 20-án kezdődött és júniusban fejeződött be az NBA-döntővel. A döntőt június 17-én fejezték be, a Boston Celtics 18. bajnoki címével. A címvédő a Denver Nuggets volt.

## Lebonyolítás
2021-től az alapszakaszból a teljesítmények alapján (győzelem–vereség arány) automatikusan a főcsoportok első hat–hat helyezettje jut a rájátszásba. A teljesítmények alapján a csapatok az 1–6. kiemeléseket kapják. A hetediktől a tizedik helyezettig a csapatok részt vesznek a play-in tornán. A hetedik és a nyolcadik csapat játszik először egymás ellen, ahol a győztes megkapja a 7. helyezést. Ezen mérkőzésnek a vesztese játszik ezt követően a kilencedik és tizedik helyezett közötti mérkőzés győztesével, hogy eldöntsék ki kapja meg az utolsó, nyolcadik helyet. Mindkét főcsoportnak külön play-in tornája van. A rájátszás első fordulójában a főcsoportok kiemeltjei a következő párosítások szerint mérkőznek meg egymással: 1–8, 2–7, 3–6, és 4–5. Mindegyik forduló négy nyert mérkőzésig tart, azaz egy párosítás legalább négy, de legfeljebb hét mérkőzésből állhat. A párosítások győztesei a második fordulóba, a főcsoport-elődöntőbe jutnak, ahol az 1–8 és a 4–5 párosítások győztesei, valamint a 2–7 és a 3–6 párosítások győztesei játszanak. A két győztes jut a harmadik fordulóba, a főcsoportdöntőbe. A főcsoportdöntők győztesei játsszák az NBA-döntőt. A rájátszást az NBA-döntő zárja, amelyen a két főcsoport győztese vesz részt. A NBA-döntő győztese lesz az NBA bajnoka.

## Áttekintés

### Általános
Első forduló
- 2010 óta ez az első rájátszás, amiben nem játszik Chris Paul.
- 23,9 éves átlagéletkorral az Oklahoma City Thunder lett az NBA történetének legfiatalabb csapata, ami első helyezett lett az egyik főcsoportban.[1]
- Az elmúlt hét évben a Thunder már a hetedik különböző első helyezett lett a nyugaton, ami a leghosszabb sorozat a 16 csapatos rájátszás bevezetése óta.[2]
- A Boston Celtics tizennégy győzelemmel előzte meg a második helyezettet a keleti főcsoportban, 1976 óta ez a legnagyobb különbség az első és a második között bármely főcsoportban.[3]
- 2013 óta először minden hazai csapat megnyerte az első mérkőzést az első fordulóban.
- A Knicks győzelme az első forduló második mérkőzésén mindössze a negyedik találkozó volt 1996 óta, amin egy csapat úgy diadalmaskodott, hogy legalább öt pont hátrányban volt 30 másodperccel a mérkőzés vége előtt.[4] A Knicks ezek mellett az első csapat volt, aminek ez rendes játékidőben sikerült.[5]
- A Miami Heat 23 hárompontosa a Celtics elleni második mérkőzésen rekordnak számított egy idegenbeli győzelem során. Ez ezek mellett a Heat csapatrekordja is a rájátszásban.[6][7]
- A Knicks elleni harmadik mérkőzésen Joel Embiid lett az NBA történetének első játékosa, aki kevesebb, mint 20 próbálkozásból szerzett legalább 50 pontot.[8]
- A Minnesota Timberwolves vereség nélkül kiejtette a Phoenix Suns csapatát, amivel ez a szezon sorozatban a 48. lett, amiben ilyen típusú győzelem megtörtént. Összességében pedig a 148. alkalom.
  - A Timberwolves 2004 óta először nyert meg egy rájátszás-sorozatot és a csapat történetében először nyertek meg egyet vereség nélkül.
- Április 28-án, a rájátszás történetében először négy játékos is legalább negyven pontot szerzett egy napon: Devin Booker, Jalen Brunson, Anthony Edwards és Kyrie Irving.
- LeBron James és Paul Pierce után Jamal Murray a harmadik játékos, aki ugyanabban a sorozatban kétszer is megnyert egy mérkőzést csapatának a találkozó utolsó pillanataiban.
- Ez mindössze a második év volt, mikor LeBron James kiesett az első fordulóban, legutóbb ez 2021-ben történt meg, a Phoenix Suns ellen.
- A 76ers lett az első csapat az 1996–1997-es szezon óta, ami megnyert egy mérkőzést úgy, hogy 25 másodperccel a találkozó vége előtt legalább hat pontos hátrányban voltak.
- A Bucks lett az első csapat, ami megnyert egy mérkőzést úgy, hogy az alapszakaszban két legtöbb pontot szerző játékosuk se játszott.
- A Celtics lett az első csapat az NBA történetében, ami legalább 100 pontot szerezve sorozatban három mérkőzésen is 90 pont alá szorította ellenfelét.
- A Pacers 2014 óta először nyert meg egy sorozatot a rájátszásban.
- Jalen Brunson a harmadik játékos lett az NBA történetében, aki sorozatban négy mérkőzésen legalább 35 pontot és 5 gólpasszt szerzett, LeBron James és Michael Jordan után.
- A Cavaliers és a Magic közötti sorozat volt az első 2024-ben, ami hét mérkőzésig tartott. Ezzel a 2024-es sorozatban a 25. rájátszás lett, amiben legalább egy sorozat hét mérkőzésig tartott.
- A Cleveland Cavaliers 1993 óta először nyert meg egy sorozatot LeBron James nélkül.
- A Cavaliers hatodik mérkőzésén Donovan Mitchell szerezte a csapat pontjai 52,1%-át, ami a legtöbb volt egy sorozatgyőzelem-téttel rendelkező mérkőzésen az NBA történetében a rájátszásban.
- Mitchell harmadjára is 50 pontot szerzett a rájátszásban, amivel már csak Wilt Chamberlain és Michael Jordan van előtte az örökreanglistán.
- A hetedik mérkőzésen a Cavaliers ledolgozott egy 17 pontos hátrányt, ami a legnagyobb ledolgozott különbség volt egy sorizat hetedik mérkőzésén.

Főcsoport-elődöntők
- 2005 óta először nem szerepelt a főcsoport-elődöntőben LeBron James, Kevin Durant vagy Stephen Curry.
- 2005 óta ez az első alkalom, hogy nem szerepel kaliforniai csapat a főcsoport-elődöntőben.
- Anthony Edwards Kobe Bryant után a második 22 éves vagy fiatalabb játékos lett, aki sorozatban két mérkőzésen is legalább 40 pontot szerzett a rájátszásban.[9]
- Jalen Brunson az NBA történetének első játékosa lett, aki sorozatban négy mérkőzésen legalább 40 pontot és öt gólpasszt szerzett.[10]
- Sorozatban harmadjára egyetlen sorozatot se nyert meg egy csapat vereség nélkül a második fordulóban.
- Jayson Tatum 1973 óta mindössze a második játékos lett, aki egy sorozatban a legjobb volt a következő kategóriákban: pontok, lepattanók, gólpasszok, labdaszerzések és blokkok. A legutóbb ezt 2016-ban LeBron James érte el.
- A Timberwolves 45 pontos győzelme a Nuggets ellen a legnagyobb különbségű siker volt egy címvédő ellen az NBA történetében. Ezek mellett a második legnagyobb különbségű győzelem volt egy olyan csapat által, ami a kiesés szélén állt a mérkőzésen. Csak a Minneapolis Lakers nyert több ponttal, az 1956-os rájátszásban 58 ponttal verték meg a St. Louis Hawks csapatát.
- A Pacers 67,1%-os dobóhatékonysága a Knicks elleni hetedik mérkőzésen NBA-rekordnak számít.
- A Timberwolves a sorozat hetedik mérkőzésén le tudott dolgozni egy 20 pontos hátrányt, ami a legnagyobb ledolgozott különbség a hetedik mérkőzések történetében.
- Azzal, hogy a Timberwolves kiejtette a Nuggets-et, a 2024-es rájátszás sorozatban az ötödik év volt, ahol a címvédő nem jutott be a főcsoportdöntőbe.
- Azzal, hogy a Timberwolves kiejtette a Nuggets-et, sorozatban a hatodik évben lesz különböző bajnok a ligában, ami 1975–1980 óta nem történt meg.
- 2024. május 19-én az NBA történetében először két idegenbeli csapat is megynerte sorozata hetedik mérkőzését.

Főcsoportdöntők
- 2022 óta először a nyugati főcsoport legjobb két csapata az alapszakaszban nem jutott be a főcsoportdöntőbe.

### Rájátszás-szereplések
Bejutott
- A Boston Celtics sorozatban tizedjére jutott a rájátszásba, amely jelenleg a leghosszabb sorozat az NBA-ben. 2008 óta először lettek az NBA legjobb csapata az alapszakaszban.
- A Milwaukee Bucks sorozatban nyolcadjára jutott a rájátszásba.
- A Denver Nuggets sorozatban hatodjára jutott a rájátszásba.
- A Philadelphia 76ers sorozatban hatodjára jutott a rájátszásba.
- A Phoenix Suns sorozatban ötödjére jutott a rájátszásba.
- A Miami Heat sorozatban negyedjére jutott a rájátszásba.
- A Minnesota Timberwolves sorozatban harmadjára jutott a rájátszásba, története második legjobb alapszakaszát zárva.
- A Los Angeles Clippers és a Los Angeles Lakers is sorozatban másodjára jutott a rájátszásba.
- A New York Knicks sorozatban másodjára jutott a rájátszásba.
- A Cleveland Cavaliers sorozatban másodjára jutott a rájátszásba.
- A Dallas Mavericks és a New Orleans Pelicans 2022 óta először van a rájátszásban.
- Az Oklahoma City Thunder 2020 óta először van a rájátszásban, 2013 óta először főcsoportgyőztesként.
- Az Orlando Magic 2020 óta először van a rájátszásban, 2011 óta legjobb helyezését elérve az alapszakaszban.
- Az Indiana Pacers 2020 óta először van a rájátszásban.

Play-In
- A Philadelphia 76ers története során először szerepelt a play-in tornán.
- Az Atlanta Hawks sorozatban harmadjára szerepelt a play-in tornán, először nem jutott a rájátszásba a rendszer bevezetése óta.
- A Miami Heat sorozatban másodjára szerepelt a play-in tornán, ismét bejutva a rájátszásba.
- A Los Angeles Lakers a rendszer bevezetése óta harmadjára szerepelt a play-in tornán, minden egyes alkalommal a rájátszásba jutottak.
- A Sacramento Kings története során először szerepelt a play-in tornán és sorozatban másodjára juthatott volna a rájátszásba.
- A New Orleans Pelicans és a Chicago Bulls is sorozatban másodjára szerepelt a play-in tornán, 2022 óta először juthattak volna a rájátszásba. A Bulls kiesett.
- A Golden State Warriors a rendszer bevezetése óta másodjára szerepelt a play-in tornán, egyszer se jutott a rájátszásba.

Nem jutott be
- A Charlotte Hornets sorozatban nyolcadjára nem volt ott a rájátszásban, ami jelenleg a leghosszabb sorozat. Az elmúlt 20 évben a csapat mindössze háromszor szerepelt a rájátszásban és egyszer se jutott az első fordulónál tovább.
- A San Antonio Spurs sorozatban ötödjére nem volt ott a rájátszásban. 1998 óta mindössze ötször nem jutott rájátszásba a csapat, 2020 és 2024 között.
- A Detroit Pistons sorozatban ötödjére nem volt ott a rájátszásban. 2009 óta mindössze kétszer jutott el a rájátszásig a csapat és egyszer se az első fordulónál tovább.
- A Houston Rockets sorozatban negyedjére nem volt ott a rájátszásban.
- A Washington Wizards sorozatban harmadjára nem volt ott a rájátszásban.
- A Portland Trail Blazers sorozatban harmadjára nem szerepelt a rájátszásban, azt követően, hogy előtte nyolc évig minden évben ott voltak.
- A Toronto Raptors sorozatban másodjára nem szerepelt a rájátszásban.
- A Utah Jazz sorozatban másodjára nem szerepelt a rájátszásban.
- A Chicago Bulls sorozatban másodjára nem szerepelt a rájátszásban.
- A Sacramento Kings 2022 óta először nem szerepelt a rájátszásban. 2023 volt az első év 2006 óta, hogy a csapat kijutott az alapszakaszból.
- A Golden State Warriors 2021 óta először nem szerepelt a rájátszásban, a play-in szakaszban kiesve.
- A Memphis Grizzlies 2020 óta először nem szerepelt a rájátszásban.
- Az Atlanta Hawks 2020 óta először nem szerepelt a rájátszásban.
- A Brooklyn Nets 2018 óta először nem szerepelt a rájátszásban.

## Kvalifikáció

### Tabella
- z – Hazai pálya előny az egész rájátszásban
- c – Hazai pálya előny a főcsoportdöntőig
- y – Csoportgyőztes
- x – Rájátszásba jutott
- c – Már nem juthat rájátszásba
- * – csoportvezető

| Keleti főcsoport |                         |    |    |      |      |
| Hely.            | Csapat                  | Gy | V  | %    | GB   |
| 1.               | z – Boston Celtics *    | 64 | 18 | .780 | –    |
| 2.               | x – New York Knicks     | 50 | 32 | .610 | 14.0 |
| 3.               | y – Milwaukee Bucks *   | 49 | 33 | .598 | 15.0 |
| 4.               | x – Cleveland Cavaliers | 48 | 34 | .585 | 16.0 |
| 5.               | y – Orlando Magic *     | 47 | 35 | .573 | 17.0 |
| 6.               | x – Indiana Pacers      | 47 | 35 | .573 | 17.0 |
|                  |                         |    |    |      |      |
| 7.               | x – Philadelphia 76ers  | 47 | 35 | .573 | 17.0 |
| 8.               | x – Miami Heat          | 46 | 36 | .561 | 18.0 |
| 9.               | pi – Chicago Bulls      | 39 | 43 | .476 | 25.0 |
| 10.              | pi – Atlanta Hawks      | 36 | 46 | .439 | 28.0 |

| Nyugati főcsoport |                             |    |    |      |      |
| Hely.             | Csapat                      | Gy | V  | %    | GB   |
| 1.                | c – Oklahoma City Thunder * | 57 | 25 | .695 | –    |
| 2.                | x – Denver Nuggets          | 57 | 25 | .695 | –    |
| 3.                | x – Minnesota Timberwolves  | 56 | 26 | .683 | 1.0  |
| 4.                | y – Los Angeles Clippers *  | 51 | 31 | .622 | 6.0  |
| 5.                | y – Dallas Mavericks *      | 50 | 32 | .610 | 7.0  |
| 6.                | x – Phoenix Suns            | 49 | 33 | .598 | 8.0  |
|                   |                             |    |    |      |      |
| 7.                | x – Los Angeles Lakers      | 47 | 35 | .573 | 10.0 |
| 8.                | x – New Orleans Pelicans    | 49 | 33 | .598 | 8.0  |
| 9.                | pi – Sacramento Kings       | 46 | 36 | .561 | 11.0 |
| 10.               | pi – Golden State Warriors  | 46 | 36 | .561 | 11.0 |

### Bejutott csapatok

#### Keleti főcsoport
| Hely | Csapat              | Mutató | Dátum       | Dátum       | Dátum           | Dátum                         | Dátum                     |
| Hely | Csapat              | Mutató | Play-in     | Rájátszás   | Csoportgyőzelem | Legjobb mutató a főcsoportban | Legjobb mutató az NBA-ben |
| ---- | ------------------- | ------ | ----------- | ----------- | --------------- | ----------------------------- | ------------------------- |
| 1    | Boston Celtics      | 64–18  | —           | március 14. | március 20.     | március 24.                   | április 3.                |
| 2    | New York Knicks     | 50–32  | —           | április 10. | —               | —                             | —                         |
| 3    | Milwaukee Bucks     | 49–33  | —           | április 7.  | április 14.     | —                             | —                         |
| 4    | Cleveland Cavaliers | 48–34  | —           | április 12. | —               | —                             | —                         |
| 5    | Orlando Magic       | 47–35  | —           | április 14. | április 14.     | —                             | —                         |
| 6    | Indiana Pacers      | 47–35  | —           | április 14. | —               | —                             | —                         |
| 7    | Philadelphia 76ers  | 47–35  | április 14. | április 17. | —               | —                             | —                         |
| †    | Miami Heat          | 46–36  | április 14. | április 19. | —               | —                             | —                         |

#### Nyugati főcsoport
| Hely | Csapat                 | Mutató | Dátum       | Dátum       | Dátum           | Dátum                         | Dátum                     |
| Hely | Csapat                 | Mutató | Play-in     | Rájátszás   | Csoportgyőzelem | Legjobb mutató a főcsoportban | Legjobb mutató az NBA-ben |
| ---- | ---------------------- | ------ | ----------- | ----------- | --------------- | ----------------------------- | ------------------------- |
| 1    | Oklahoma City Thunder  | 57–25  | —           | március 31. | április 14.     | április 14.                   | —                         |
| 2    | Denver Nuggets         | 57–25  | —           | március 31. | —               | —                             | —                         |
| 3    | Minnesota Timberwolves | 56–26  | —           | április 1.  | —               | —                             | —                         |
| 4    | Los Angeles Clippers   | 51–31  | —           | április 9.  | április 9.      | —                             | —                         |
| 5    | Dallas Mavericks       | 50–32  | —           | április 9.  | április 10.     | —                             | —                         |
| 6    | Phoenix Suns           | 49–33  | —           | április 14. | —               | —                             | —                         |
| 7    | Los Angeles Lakers     | 47–35  | április 10. | április 16. | —               | —                             | —                         |
| †    | New Orleans Pelicans   | 49–33  | április 14. | április 19. | —               | —                             | —                         |

## Play-In szakasz

### Keleti főcsoport
|  |                                        |                                        |                                        |               |            |                |                    |                    |         |  |                  |                  |                  |
|  | 7. helyezésért és a második fordulóért | 7. helyezésért és a második fordulóért | 7. helyezésért és a második fordulóért |               |            | 8. helyezésért | 8. helyezésért     | 8. helyezésért     |         |  | Végső helyezések | Végső helyezések | Végső helyezések |
|  | 7. helyezésért és a második fordulóért | 7. helyezésért és a második fordulóért | 7. helyezésért és a második fordulóért |               |            | 8. helyezésért | 8. helyezésért     | 8. helyezésért     |         |  | Végső helyezések | Végső helyezések | Végső helyezések |
|  |                                        |                                        |                                        |               |            |                |                    |                    |         |  |                  |                  |                  |
|  |                                        |                                        |                                        |               |            |                |                    |                    |         |  |                  |                  |                  |
|  | 7.                                     | Philadelphia 76ers                     | 105                                    |               |            |                | Philadelphia 76ers | Philadelphia 76ers | 7. hely |  |                  |                  |                  |
|  | 7.                                     | Philadelphia 76ers                     | 105                                    |               |            |                | Philadelphia 76ers | Philadelphia 76ers | 7. hely |  |                  |                  |                  |
|  | 8.                                     | Miami Heat                             | 104                                    |               |            |                |                    |                    |         |  | Miami Heat       | Miami Heat       | 8. hely          |
|  | 8.                                     | Miami Heat                             | 104                                    |               |            |                |                    |                    |         |  | Miami Heat       | Miami Heat       | 8. hely          |
|  |                                        |                                        |                                        | 8.            | Miami Heat | 112            |                    |                    |         |  |                  |                  |                  |
|  |                                        |                                        |                                        | 8.            | Miami Heat | 112            |                    |                    |         |  |                  |                  |                  |
|  |                                        |                                        | 9.                                     | Chicago Bulls | 91         |                |                    |                    |         |  |                  |                  |                  |
|  |                                        |                                        |                                        | Chicago Bulls | 91         |                |                    |                    |         |  |                  |                  |                  |
|  | 9.                                     | Chicago Bulls                          | 131                                    |               |            |                |                    |                    |         |  |                  |                  |                  |
|  | 9.                                     | Chicago Bulls                          | 131                                    |               |            |                |                    |                    |         |  |                  |                  |                  |
|  | 10.                                    | Atlanta Hawks                          | 116                                    |               |            |                |                    |                    |         |  |                  |                  |                  |
|  | 10.                                    | Atlanta Hawks                          | 116                                    |               |            |                |                    |                    |         |  |                  |                  |                  |
|  |                                        |                                        |                                        |               |            |                |                    |                    |         |  |                  |                  |                  |

Minden dátum EDT (UTC–04:00) időzóna alapján van feltüntetve. A hazai pályán játszó csapatok mindig jobb oldalon vannak feltüntetve.
(7) Philadelphia 76ers vs. (8) Miami Heat
| 2024. április 17. | Miami Heat                               | 104–105   | Philadelphia 76ers | Wells Fargo Center, Philadelphia Nézőszám: 19 788 Játékvezetők: Tony Brothers, Bill Kennedy, Mitchell Ervin |
| 2024. április 17. | (23–22, 28–17, 23–30, 30–36) Jegyzőkönyv |           |                    | Wells Fargo Center, Philadelphia Nézőszám: 19 788 Játékvezetők: Tony Brothers, Bill Kennedy, Mitchell Ervin |
| 2024. április 17. | Tyler Herro 25                           | Pont      | Joel Embiid 23     | Wells Fargo Center, Philadelphia Nézőszám: 19 788 Játékvezetők: Tony Brothers, Bill Kennedy, Mitchell Ervin |
| 2024. április 17. | Bam Adebayo 12                           | Lepattanó | Joel Embiid 15     | Wells Fargo Center, Philadelphia Nézőszám: 19 788 Játékvezetők: Tony Brothers, Bill Kennedy, Mitchell Ervin |
| 2024. április 17. | Tyler Herro 9                            | Gólpassz  | Tyrese Maxey 6     | Wells Fargo Center, Philadelphia Nézőszám: 19 788 Játékvezetők: Tony Brothers, Bill Kennedy, Mitchell Ervin |

A csapat történetének első play-in-mérkőzésén a Philadelphia 76ers-nek ismét szüksége volt Joel Embiidre a győzelem megszerzéséhez. Az MVP-center eleinte nem játszott túl jól, de végül 23 ponttal és 15 lepattanóval zárta a mérkőzést és ő adta a gólpasszt Kelly Oubre Jr. hárompontosához, ami beállította a végeredményt és megnyerte a mérkőzést a 76ers-nek. Nicolas Batumnak szintén nagy szerepe volt a cserepadról, fontos hárompontosokat értékesített, 20 ponttal zárva a mérkőzést. A 76ers számára nagyon fontos volt, hogy megnyerjék ezt a találkozót, hiszen így a New York Knicks ellen játszhattak, az NBA legjobbja, a Boston Celtics helyett. A Heat sorozatban másodjára juthat nyolcadikként a rájátszásba, Tyler Herro 25 ponttal és kilenc gólpasszal zárta mérkőzését. A Heat legjobbja, Jimmy Butler, megsérült az első félidőben, így csak 19 pontot szerzett a találkozón.
(9) Chicago Bulls vs. (10) Atlanta Hawks
| 2024. április 17. | Atlanta Hawks                            | 116–131   | Chicago Bulls     | United Center, Chicago Nézőszám: 21 627 Játékvezetők: Sean Corbin, Marc Davis, Nick Buchert, Tyler Ford |
| 2024. április 17. | (22–40, 45–33, 25–37, 24–21) Jegyzőkönyv |           |                   | United Center, Chicago Nézőszám: 21 627 Játékvezetők: Sean Corbin, Marc Davis, Nick Buchert, Tyler Ford |
| 2024. április 17. | Dejounte Murray 30                       | Pont      | Coby White 42     | United Center, Chicago Nézőszám: 21 627 Játékvezetők: Sean Corbin, Marc Davis, Nick Buchert, Tyler Ford |
| 2024. április 17. | Clint Capela 17                          | Lepattanó | Nikola Vučević 12 | United Center, Chicago Nézőszám: 21 627 Játékvezetők: Sean Corbin, Marc Davis, Nick Buchert, Tyler Ford |
| 2024. április 17. | Trae Young 10                            | Gólpassz  | DeMar DeRozan 9   | United Center, Chicago Nézőszám: 21 627 Játékvezetők: Sean Corbin, Marc Davis, Nick Buchert, Tyler Ford |

Coby White 42 pontot szerzett a mérkőzésen kiemelkedő hatékonysággal (15/21), nagy szerepet játszva a Bulls 131–116-os győzelmében. A 42 pont karriercsúcsnak számított White-nak, a legtöbb pontja az alapszakaszban és a rájátszásban eddig 37 volt. Nikola Vučević 24 ponttal és 12 lepattanóval zárta a mérkőzést, míg DeMar DeRozan 22 pontot szerzett és kilenc gólpasszt adott. A sérülésből visszatérő Ayo Dosunmu 19 ponttal járult hozzá a sikerhez. Atlanta legtöbb pontját Dejounte Murray szerezte harminccal, de a Hawks ismét kikapott, azt követően, hogy az alapszakaszt hat vereséggel zárták. Trae Young és Clint Capela is 22 pontot tudtak szerezni, a korábbi ezek mellett tíz gólpasszt is fel tudott mutatni, de hatszor eladta a labdát. Capela 17 lepattanót szerzett. Bogdan Bogdanović 21 ponttal fejezte be szezonját. A Bulls 88–85-re vezetett a harmadik harmadban, mikor Vučević értékesített egy hárompontost, megindítva egy három perces időszakot a mérkőzésen, mikor a Bulls 17 pontot szerzett, a Hawks csak kettőt. Alex Caruso megsérült a harmadik negyedben.
(8) Miami Heat vs. (9) Chicago Bulls
| 2024. április 19. 19:00 | Chicago Bulls                            | 91–112    | Miami Heat     | Kaseya Center, Miami Nézőszám: 19 600 Játékvezetők: Zach Zarba, Sean Wright, Justin Van Duyne |
| 2024. április 19. 19:00 | (17–34, 20–13, 23–35, 31–30) Jegyzőkönyv |           |                | Kaseya Center, Miami Nézőszám: 19 600 Játékvezetők: Zach Zarba, Sean Wright, Justin Van Duyne |
| 2024. április 19. 19:00 | DeMar DeRozan 22                         | Pont      | Tyler Herro 24 | Kaseya Center, Miami Nézőszám: 19 600 Játékvezetők: Zach Zarba, Sean Wright, Justin Van Duyne |
| 2024. április 19. 19:00 | Nikola Vučević 14                        | Lepattanó | Tyler Herro 10 | Kaseya Center, Miami Nézőszám: 19 600 Játékvezetők: Zach Zarba, Sean Wright, Justin Van Duyne |
| 2024. április 19. 19:00 | Nikola Vučević 5                         | Gólpassz  | Tyler Herro 9  | Kaseya Center, Miami Nézőszám: 19 600 Játékvezetők: Zach Zarba, Sean Wright, Justin Van Duyne |

### Nyugati főcsoport
|  |                                        |                                        |                                        |                      |                  |                |                    |                    |         |  |                      |                      |                  |
|  | 7. helyezésért és a második fordulóért | 7. helyezésért és a második fordulóért | 7. helyezésért és a második fordulóért |                      |                  | 8. helyezésért | 8. helyezésért     | 8. helyezésért     |         |  | Végső helyezések     | Végső helyezések     | Végső helyezések |
|  | 7. helyezésért és a második fordulóért | 7. helyezésért és a második fordulóért | 7. helyezésért és a második fordulóért |                      |                  | 8. helyezésért | 8. helyezésért     | 8. helyezésért     |         |  | Végső helyezések     | Végső helyezések     | Végső helyezések |
|  |                                        |                                        |                                        |                      |                  |                |                    |                    |         |  |                      |                      |                  |
|  |                                        |                                        |                                        |                      |                  |                |                    |                    |         |  |                      |                      |                  |
|  | 7.                                     | New Orleans Pelicans                   | 106                                    |                      |                  |                | Los Angeles Lakers | Los Angeles Lakers | 7. hely |  |                      |                      |                  |
|  | 7.                                     | New Orleans Pelicans                   | 106                                    |                      |                  |                | Los Angeles Lakers | Los Angeles Lakers | 7. hely |  |                      |                      |                  |
|  | 8.                                     | Los Angeles Lakers                     | 110                                    |                      |                  |                |                    |                    |         |  | New Orleans Pelicans | New Orleans Pelicans | 8. hely          |
|  | 8.                                     | Los Angeles Lakers                     | 110                                    |                      |                  |                |                    |                    |         |  | New Orleans Pelicans | New Orleans Pelicans | 8. hely          |
|  |                                        |                                        |                                        | Sacramento Kings     | Sacramento Kings | 98             |                    |                    |         |  |                      |                      |                  |
|  |                                        |                                        |                                        | Sacramento Kings     | Sacramento Kings | 98             |                    |                    |         |  |                      |                      |                  |
|  |                                        |                                        | New Orleans Pelicans                   | New Orleans Pelicans | 105              |                |                    |                    |         |  |                      |                      |                  |
|  |                                        |                                        |                                        | New Orleans Pelicans | 105              |                |                    |                    |         |  |                      |                      |                  |
|  | 9.                                     | Sacramento Kings                       | 118                                    |                      |                  |                |                    |                    |         |  |                      |                      |                  |
|  | 9.                                     | Sacramento Kings                       | 118                                    |                      |                  |                |                    |                    |         |  |                      |                      |                  |
|  | 10.                                    | Golden State Warriors                  | 94                                     |                      |                  |                |                    |                    |         |  |                      |                      |                  |
|  | 10.                                    | Golden State Warriors                  | 94                                     |                      |                  |                |                    |                    |         |  |                      |                      |                  |
|  |                                        |                                        |                                        |                      |                  |                |                    |                    |         |  |                      |                      |                  |

(7) New Orleans Pelicans vs. (8) Los Angeles Lakers
| 2024. április 16. | Los Angeles Lakers                       | 110–106   | New Orleans Pelicans | Kaseya Center, New Orleans Nézőszám: 18 591 Játékvezetők: Scott Foster, Curtis Blair, Eric Dalen, Gediminas Petraitis |
| 2024. április 16. | (26–34, 34–16, 23–26, 27–30) Jegyzőkönyv |           |                      | Kaseya Center, New Orleans Nézőszám: 18 591 Játékvezetők: Scott Foster, Curtis Blair, Eric Dalen, Gediminas Petraitis |
| 2024. április 16. | LeBron James 23                          | Pont      | Zion Williamson 40   | Kaseya Center, New Orleans Nézőszám: 18 591 Játékvezetők: Scott Foster, Curtis Blair, Eric Dalen, Gediminas Petraitis |
| 2024. április 16. | Anthony Davis 15                         | Lepattanó | Larry Nance Jr. 12   | Kaseya Center, New Orleans Nézőszám: 18 591 Játékvezetők: Scott Foster, Curtis Blair, Eric Dalen, Gediminas Petraitis |
| 2024. április 16. | LeBron James 9                           | Gólpassz  | Jose Alvarado 7      | Kaseya Center, New Orleans Nézőszám: 18 591 Játékvezetők: Scott Foster, Curtis Blair, Eric Dalen, Gediminas Petraitis |

A Los Angeles Lakers már harmadjára biztosította be helyét a rájátszásban a play-in szakaszon keresztül. A szezont hetedik helyen záró New Orleans Pelicans elveszítette az először az alapszakaszon kívül játszó Zion Williamsont a mérkőzés utolsó perceiben. Williamson 40 pontot és 11 lepattanót szerzett a mérkőzés során, de miután 95–95-re állította az eredményt, el kellett hagynia a pályát. LeBron James 23 ponttal, illetve kilenc-kilenc lepattanóval és gólpasszal zárta a találkozót, Anthony Davis 20 pontot és 15 lepattanót szerzett, míg D’Angelo Russell 21 pontot, tizenötöt hárompontosból.
(9) Sacramento Kings vs. (10) Golden State Warriors
| 2024. április 16. | Golden State Warriors                    | 94–118    | Sacramento Kings    | Kaseya Center, Sacramento Nézőszám: 18 304 Játékvezetők: Mark Lindsay, Marat Kogut, James Williams, Aaron Smith |
| 2024. április 16. | (22–31, 28–23, 26–37, 18–27) Jegyzőkönyv |           |                     | Kaseya Center, Sacramento Nézőszám: 18 304 Játékvezetők: Mark Lindsay, Marat Kogut, James Williams, Aaron Smith |
| 2024. április 16. | Stephen Curry 22                         | Pont      | Keegan Murray 32    | Kaseya Center, Sacramento Nézőszám: 18 304 Játékvezetők: Mark Lindsay, Marat Kogut, James Williams, Aaron Smith |
| 2024. április 16. | Brandin Podziemski 8                     | Lepattanó | Domantas Sabonis 12 | Kaseya Center, Sacramento Nézőszám: 18 304 Játékvezetők: Mark Lindsay, Marat Kogut, James Williams, Aaron Smith |
| 2024. április 16. | Draymond Green 6                         | Gólpassz  | Domantas Sabonis 7  | Kaseya Center, Sacramento Nézőszám: 18 304 Játékvezetők: Mark Lindsay, Marat Kogut, James Williams, Aaron Smith |

A Golden State Warriors 2021 óta először nem fog szerepelni a rájátszásban, azt követően, hogy a Sacramento Kings könnyen kiejtette a csapatot. A 2023-as rájátszásban a Warriors ejtette ki a Kings csapatát, de ezúttal a másik kaliforniai csapat diadalmaskodott. A mérkőzést szakértők a Warriors-dinasztia végének nevezték, ami 2015 és 2022 között négy bajnoki címet nyert el és fel tudta mutatni az NBA történetének legtöbb győzelmet hozó szezonját. Keegan Murray 32 és De’Aaron Fox 24 pontot szereztek a győzelem során. A Kings 2023-ban vetett véget 16 évig tartó távolmaradásának a rájátszásban, ami a leghosszabb sorozat volt az NBA-ben. A Warriors nagyon gyengén játszott, tizenhatszor eladták a labdát, túl sok üres hárompontost engedtek a Kingsnek és tizenöt védekező lepattanót is elveszítettek. Klay Thompson mind a tíz próbálkozását kihagyta a mérkőzésen, ami valószínűleg utolsó találkozója volt a Warriors színeiben. Annak ellenére, hogy a harmadik negyed elején csak egy pont választotta el a két csapatot, Sacramento 19 ponttal tudott válaszolni a Golden State ötjére, amit követően soha nem volt veszélyben győzelmük.
(7) New Orleans Pelicans vs. (9) Sacramento Kings
| 2024. április 19. 20:30 | Sacramento Kings                         | 98–105    | New Orleans Pelicans | Smoothie King Center, New Orleans Nézőszám: 18 656 Játékvezetők: Courtney Kirkland, Josh Tiven, Karl Lane, J.T. Orr |
| 2024. április 19. 20:30 | (24–22, 21–32, 29–29, 24–22) Jegyzőkönyv |           |                      | Smoothie King Center, New Orleans Nézőszám: 18 656 Játékvezetők: Courtney Kirkland, Josh Tiven, Karl Lane, J.T. Orr |
| 2024. április 19. 20:30 | De’Aaron Fox 35                          | Pont      | Brandon Ingram 24    | Smoothie King Center, New Orleans Nézőszám: 18 656 Játékvezetők: Courtney Kirkland, Josh Tiven, Karl Lane, J.T. Orr |
| 2024. április 19. 20:30 | Domantas Sabonis 14                      | Lepattanó | Jonas Valančiūnas 12 | Smoothie King Center, New Orleans Nézőszám: 18 656 Játékvezetők: Courtney Kirkland, Josh Tiven, Karl Lane, J.T. Orr |
| 2024. április 19. 20:30 | Domantas Sabonis 7                       | Gólpassz  | Ingram, Murphy 6     | Smoothie King Center, New Orleans Nézőszám: 18 656 Játékvezetők: Courtney Kirkland, Josh Tiven, Karl Lane, J.T. Orr |

## Rájátszás ágrajz
|  | Első forduló | Első forduló           | Első forduló |                        |    | Főcsoport-elődöntő     | Főcsoport-elődöntő | Főcsoport-elődöntő |  |  | Főcsoportdöntő | Főcsoportdöntő | Főcsoportdöntő |  |  | NBA-döntő | NBA-döntő | NBA-döntő |  |
|  |              |                        |              |                        |    |                        |                    |                    |  |  |                |                |                |  |  |           |           |           |  |
|  | K1           | Boston Celtics*        | 4            |                        |    |                        |                    |                    |  |  |                |                |                |  |  |           |           |           |  |
|  | K1           | Boston Celtics*        | 4            |                        |    |                        |                    |                    |  |  |                |                |                |  |  |           |           |           |  |
|  | K8           | Miami Heat             | 1            |                        |    |                        |                    |                    |  |  |                |                |                |  |  |           |           |           |  |
|  | K8           | Miami Heat             | 1            |                        | K1 | Boston Celtics*        | 4                  |                    |  |  |                |                |                |  |  |           |           |           |  |
|  |              |                        |              |                        | K1 | Boston Celtics*        | 4                  |                    |  |  |                |                |                |  |  |           |           |           |  |
|  |              |                        | K4           | Cleveland Cavaliers    | 1  |                        |                    |                    |  |  |                |                |                |  |  |           |           |           |  |
|  | K4           | Cleveland Cavaliers    | K4           | Cleveland Cavaliers    | 1  | 4                      |                    |                    |  |  |                |                |                |  |  |           |           |           |  |
|  | K4           | Cleveland Cavaliers    |              |                        |    |                        |                    |                    |  |  |                |                |                |  |  |           |           |           |  |
|  | K5           | Orlando Magic*         | 3            |                        |    |                        |                    |                    |  |  |                |                |                |  |  |           |           |           |  |
|  | K5           | Orlando Magic*         | 3            |                        | K1 | Boston Celtics*        | 4                  |                    |  |  |                |                |                |  |  |           |           |           |  |
|  |              |                        |              |                        |    |                        |                    |                    |  |  |                |                |                |  |  |           |           |           |  |
|  |              |                        | K6           | Indiana Pacers         | 0  |                        |                    |                    |  |  |                |                |                |  |  |           |           |           |  |
|  | K3           | Milwaukee Bucks*       | K6           | Indiana Pacers         | 0  | 2                      |                    |                    |  |  |                |                |                |  |  |           |           |           |  |
|  | K3           | Milwaukee Bucks*       |              |                        |    |                        |                    |                    |  |  |                |                |                |  |  |           |           |           |  |
|  | K6           | Indiana Pacers         | 4            |                        |    |                        |                    |                    |  |  |                |                |                |  |  |           |           |           |  |
|  | K6           | Indiana Pacers         | 4            |                        | K6 | Indiana Pacers         | 4                  |                    |  |  |                |                |                |  |  |           |           |           |  |
|  |              |                        |              |                        | K6 | Indiana Pacers         | 4                  |                    |  |  |                |                |                |  |  |           |           |           |  |
|  |              |                        | K2           | New York Knicks        | 3  |                        |                    |                    |  |  |                |                |                |  |  |           |           |           |  |
|  | K2           | New York Knicks        | K2           | New York Knicks        | 3  | 4                      |                    |                    |  |  |                |                |                |  |  |           |           |           |  |
|  | K2           | New York Knicks        |              |                        |    |                        |                    |                    |  |  |                |                |                |  |  |           |           |           |  |
|  | K7           | Philadelphia 76ers     | 2            |                        |    |                        |                    |                    |  |  |                |                |                |  |  |           |           |           |  |
|  | K7           | Philadelphia 76ers     | 2            |                        | K1 | Boston Celtics*        | 4                  |                    |  |  |                |                |                |  |  |           |           |           |  |
|  |              |                        |              |                        |    |                        |                    |                    |  |  |                |                |                |  |  |           |           |           |  |
|  |              |                        | N5           | Dallas Mavericks*      | 1  |                        |                    |                    |  |  |                |                |                |  |  |           |           |           |  |
|  | N1           | Oklahoma City Thunder* | N5           | Dallas Mavericks*      | 1  | 4                      |                    |                    |  |  |                |                |                |  |  |           |           |           |  |
|  | N1           | Oklahoma City Thunder* |              |                        |    |                        |                    |                    |  |  |                |                |                |  |  |           |           |           |  |
|  | N8           | New Orleans Pelicans   | 0            |                        |    |                        |                    |                    |  |  |                |                |                |  |  |           |           |           |  |
|  | N8           | New Orleans Pelicans   | 0            |                        | N1 | Oklahoma City Thunder* | 2                  |                    |  |  |                |                |                |  |  |           |           |           |  |
|  |              |                        |              |                        | N1 | Oklahoma City Thunder* | 2                  |                    |  |  |                |                |                |  |  |           |           |           |  |
|  |              |                        | N5           | Dallas Mavericks*      | 4  |                        |                    |                    |  |  |                |                |                |  |  |           |           |           |  |
|  | N4           | Los Angeles Clippers*  | N5           | Dallas Mavericks*      | 4  | 2                      |                    |                    |  |  |                |                |                |  |  |           |           |           |  |
|  | N4           | Los Angeles Clippers*  |              |                        |    |                        |                    |                    |  |  |                |                |                |  |  |           |           |           |  |
|  | N5           | Dallas Mavericks*      | 4            |                        |    |                        |                    |                    |  |  |                |                |                |  |  |           |           |           |  |
|  | N5           | Dallas Mavericks*      | 4            |                        | N5 | Dallas Mavericks*      | 4                  |                    |  |  |                |                |                |  |  |           |           |           |  |
|  |              |                        |              |                        |    |                        |                    |                    |  |  |                |                |                |  |  |           |           |           |  |
|  |              |                        | N3           | Minnesota Timberwolves | 1  |                        |                    |                    |  |  |                |                |                |  |  |           |           |           |  |
|  | N3           | Minnesota Timberwolves | N3           | Minnesota Timberwolves | 1  | 4                      |                    |                    |  |  |                |                |                |  |  |           |           |           |  |
|  | N3           | Minnesota Timberwolves |              |                        |    |                        |                    |                    |  |  |                |                |                |  |  |           |           |           |  |
|  | N6           | Phoenix Suns           | 0            |                        |    |                        |                    |                    |  |  |                |                |                |  |  |           |           |           |  |
|  | N6           | Phoenix Suns           | 0            |                        | N3 | Minnesota Timberwolves | 4                  |                    |  |  |                |                |                |  |  |           |           |           |  |
|  |              |                        |              |                        | N3 | Minnesota Timberwolves | 4                  |                    |  |  |                |                |                |  |  |           |           |           |  |
|  |              |                        | N2           | Denver Nuggets         | 3  |                        |                    |                    |  |  |                |                |                |  |  |           |           |           |  |
|  | N2           | Denver Nuggets         | N2           | Denver Nuggets         | 3  | 4                      |                    |                    |  |  |                |                |                |  |  |           |           |           |  |
|  | N2           | Denver Nuggets         |              |                        |    |                        |                    |                    |  |  |                |                |                |  |  |           |           |           |  |
|  | N7           | Los Angeles Lakers     | 1            |                        |    |                        |                    |                    |  |  |                |                |                |  |  |           |           |           |  |

## Első forduló
Minden időpont EDT (UTC−04:00) szerint

### Keleti főcsoport

#### (1) Boston Celtics vs. (8) Miami Heat
| 2024. április 21. 13:00     | Miami Heat                               | 94–114    | Boston Celtics  | TD Garden, Boston Nézőszám: 19 156 Játékvezetők: Josh Tiven, Bill Kennedy, Ray Acosta |
| 2024. április 21. 13:00     | (21–26, 24–34, 14–31, 35–23) Jegyzőkönyv |           |                 | TD Garden, Boston Nézőszám: 19 156 Játékvezetők: Josh Tiven, Bill Kennedy, Ray Acosta |
| 2024. április 21. 13:00     | Bam Adebayo 24                           | Pont      | Jayson Tatum 23 | TD Garden, Boston Nézőszám: 19 156 Játékvezetők: Josh Tiven, Bill Kennedy, Ray Acosta |
| 2024. április 21. 13:00     | Adebayo, Jović 6                         | Lepattanó | Jayson Tatum 10 | TD Garden, Boston Nézőszám: 19 156 Játékvezetők: Josh Tiven, Bill Kennedy, Ray Acosta |
| 2024. április 21. 13:00     | Herro, Jaquez Jr. 4                      | Gólpassz  | Jayson Tatum 10 | TD Garden, Boston Nézőszám: 19 156 Játékvezetők: Josh Tiven, Bill Kennedy, Ray Acosta |
| A Boston Celtics vezet, 1–0 |                                          |           |                 | TD Garden, Boston Nézőszám: 19 156 Játékvezetők: Josh Tiven, Bill Kennedy, Ray Acosta |

Jayson Tatum megszerezte pályafutása első tripla-dupláját a rájátszásban, vezetésével a Celtics 114–94-re diadalmaskodott a keleti főcsoport-címvédő Miami Heat ellen. Tatum 23 pontot, 10 lepattanót és 10 gólpasszt szerzett, míg csapattársai 22 hárompontos-próbálkozásból huszonegyet értékesítettek. Derrick White 20 ponttal és négy gólpasszal járult hozzá Boston győzelméhez, összesen hat játékos szerzett legalább tíz pontot. A Heat Jimmy Butler és Terry Rozier nélkül játszotta végig a mérkőzést, soha nem vezetett és egy pontot 34 pontos hátrányba is került. Bam Adebayo szerezte a találkozó legtöbb pontját, 24-et, míg Delon Wright és Jaime Jaquez Jr. 17, illetve 16 ponttal zártak. Wright értékesítette mindegyik hárompontos-próbálkozását.
| 2024. április 24. 19:00 | Miami Heat                               | 111–101   | Boston Celtics     | TD Garden, Boston Nézőszám: 19 156 Játékvezetők: David Guthrie, Sean Wright, JB DeRosa |
| 2024. április 24. 19:00 | (28–27, 30–34, 27–18, 26–22) Jegyzőkönyv |           |                    | TD Garden, Boston Nézőszám: 19 156 Játékvezetők: David Guthrie, Sean Wright, JB DeRosa |
| 2024. április 24. 19:00 | Tyler Herro 24                           | Pont      | Jaylen Brown 33    | TD Garden, Boston Nézőszám: 19 156 Játékvezetők: David Guthrie, Sean Wright, JB DeRosa |
| 2024. április 24. 19:00 | Bam Adebayo 10                           | Lepattanó | négy játékos 8     | TD Garden, Boston Nézőszám: 19 156 Játékvezetők: David Guthrie, Sean Wright, JB DeRosa |
| 2024. április 24. 19:00 | Tyler Herro 14                           | Gólpassz  | Porziņģis, White 4 | TD Garden, Boston Nézőszám: 19 156 Játékvezetők: David Guthrie, Sean Wright, JB DeRosa |
| Döntetlen, 1–1          |                                          |           |                    | TD Garden, Boston Nézőszám: 19 156 Játékvezetők: David Guthrie, Sean Wright, JB DeRosa |

Jimmy Butler nélkül a Heat csapatrekord 23 hárompontost értékesített (53,5%-os hatékonyság) és kiegyenlítette a sorozatot. Tyler Herro 24 pontot és 14 gólpasszt szerzett, hat hárompontost értékesítve tizenegy próbálkozásból, míg Bam Adebayo 21 ponttal és tíz lepattanóval zárt, 69%-os hatékonysággal. Caleb Martin 21 pontot szerzett, öt hárompontossal. Jaylen Brown 33 ponttal segítette a Celtics-et, akik a szezonban mindössze ötödik mérkőzésüket veszítették el hazai pályán, míg Jayson Tatum 28-at szerzett. Jrue Holiday és Kristaps Porziņģis együtt tizenöt pontot szereztek, 24%-os hatékonysággal, Porziņģis –32-es plusz-minusz értékkel zárta a mérkőzést.
| 2024. április 27. 18:00     | Boston Celtics                           | 104–84    | Miami Heat              | Kaseya Center, Miami Nézőszám: 20 092 Játékvezetők: James Williams, Mark Lindsay, Jacyn Goble |
| 2024. április 27. 18:00     | (21–12, 42–27, 24–22, 17–23) Jegyzőkönyv |           |                         | Kaseya Center, Miami Nézőszám: 20 092 Játékvezetők: James Williams, Mark Lindsay, Jacyn Goble |
| 2024. április 27. 18:00     | Brown, Tatum 22                          | Pont      | Bam Adebayo 20          | Kaseya Center, Miami Nézőszám: 20 092 Játékvezetők: James Williams, Mark Lindsay, Jacyn Goble |
| 2024. április 27. 18:00     | Jayson Tatum 11                          | Lepattanó | Bam Adebayo 9           | Kaseya Center, Miami Nézőszám: 20 092 Játékvezetők: James Williams, Mark Lindsay, Jacyn Goble |
| 2024. április 27. 18:00     | Holiday, Tatum 6                         | Gólpassz  | Highsmith, Jaquez Jr. 5 | Kaseya Center, Miami Nézőszám: 20 092 Játékvezetők: James Williams, Mark Lindsay, Jacyn Goble |
| A Boston Celtics vezet, 2–1 |                                          |           |                         | Kaseya Center, Miami Nézőszám: 20 092 Játékvezetők: James Williams, Mark Lindsay, Jacyn Goble |

A Celtics 104–84-es győzelemmel válaszolt a Heat elleni vereségre. Jayson Tatum és Jaylen Brown 22 pontjával a Celtics visszaszerezte a vezetést a sorozatban, a védelmük is sokkal jobb volt, így a Miami szezonja legkevesebb pontját szerezte, csak 84-et. Tatum ezek mellett 11 lepattanót és hat gólpasszt is szerzett, míg Kristaps Porziņģis és Derrick White 18, illetve 16 ponttal zártak. A Heat 29 pontos hátrányban is volt, nehezen tudták értékesíteni támadásaikat, Bam Adebayo és Tyler Herro 38%-os hatékonysággal dobtak a mezőnyből.
| 2024. április 29. 19:30     | Boston Celtics                           | 102–88    | Miami Heat     | Kaseya Center, Miami Nézőszám: 19 600 Játékvezetők: John Goble, Courtney Kirkland, Mitchell Ervin |
| 2024. április 29. 19:30     | (34–24, 19–12, 28–23, 21–29) Jegyzőkönyv |           |                | Kaseya Center, Miami Nézőszám: 19 600 Játékvezetők: John Goble, Courtney Kirkland, Mitchell Ervin |
| 2024. április 29. 19:30     | Derrick White 38                         | Pont      | Bam Adebayo 25 | Kaseya Center, Miami Nézőszám: 19 600 Játékvezetők: John Goble, Courtney Kirkland, Mitchell Ervin |
| 2024. április 29. 19:30     | Jayson Tatum 11                          | Lepattanó | Bam Adebayo 17 | Kaseya Center, Miami Nézőszám: 19 600 Játékvezetők: John Goble, Courtney Kirkland, Mitchell Ervin |
| 2024. április 29. 19:30     | Jrue Holiday 6                           | Gólpassz  | Bam Adebayo 5  | Kaseya Center, Miami Nézőszám: 19 600 Játékvezetők: John Goble, Courtney Kirkland, Mitchell Ervin |
| A Boston Celtics vezet, 3–1 |                                          |           |                | Kaseya Center, Miami Nézőszám: 19 600 Játékvezetők: John Goble, Courtney Kirkland, Mitchell Ervin |

Derrick White karriercsúcs 38 pontot szerzett, hogy közelebb mozdítsa csapatát a továbbjutáshoz a Heat ellen. Nyolc hárompontost értékesített tizenöt próbálkozásból. A Celtics még soha nem veszített el (28–0) egy rájátszás-sorozatot, ha 3–1-es előnybe kerültek. Jayson Tatum 20 ponttal és 11 lepattanóval járult hozzá a sikerhez, míg Jaylen Brown 17 ponttal zárt. A győzelem ellenére a Celtics elveszítette Kristaps Porziņģist, egy vádlisérülés után. A Heat játékosai közül Bam Adebayo dupla-duplát szerzett, 25 ponttal és 17 lepattanóval, míg Tyler Herro 19 pontot szerzett, de ötször is eladta a labdát. Annak ellenére, hogy Caleb Martin négy hárompontost is értékesített, a csapat fennmaradó része csak ötöt tudott bedobni, 25 próbálkozásból. Sorozatban másodjára is kevesebb, mint 90 pontot dobott a Heat
| 2024. május 1. 19:30        | Miami Heat                               | 84–118    | Boston Celtics  | TD Garden, Boston Nézőszám: 19 156 Játékvezetők: Marc Davis, Ben Taylor, Brian Forte |
| 2024. május 1. 19:30        | (23–41, 23–27, 20–30, 18–20) Jegyzőkönyv |           |                 | TD Garden, Boston Nézőszám: 19 156 Játékvezetők: Marc Davis, Ben Taylor, Brian Forte |
| 2024. május 1. 19:30        | Bam Adebayo 23                           | Pont      | Brown, White 25 | TD Garden, Boston Nézőszám: 19 156 Játékvezetők: Marc Davis, Ben Taylor, Brian Forte |
| 2024. május 1. 19:30        | Nikola Jović 7                           | Lepattanó | Jayson Tatum 12 | TD Garden, Boston Nézőszám: 19 156 Játékvezetők: Marc Davis, Ben Taylor, Brian Forte |
| 2024. május 1. 19:30        | Bam Adebayo 6                            | Gólpassz  | Jrue Holiday 5  | TD Garden, Boston Nézőszám: 19 156 Játékvezetők: Marc Davis, Ben Taylor, Brian Forte |
| A Boston Celtics vezet, 4–1 |                                          |           |                 | TD Garden, Boston Nézőszám: 19 156 Játékvezetők: Marc Davis, Ben Taylor, Brian Forte |

A Celtics az egész mérkőzése dominált, minden egyes negyedet megnyertek, ezzel bebiztosítva továbbjutásukat a főcsoport-elődöntőkbe. Derrick White 25 pontot szerzett, öt hárompontossal, Jaylen Brown szintén huszonötöt szerzett. Jayson Tatum ismét dupla-duplával fejezte be a mérkőzést, 16 pontot és 12 lepattanót szerezve. A csereként játszó Sam Hauser nyolc próbálkozásból öt hárompontost értékesített. A Heatnek nehezére esett értékesíteni dobásait, mindössze három hárompontost szereztek 29 próbálkozásból, míg mezőnygól-hatékonyságuk is csak 41,4% volt. Ugyan Bam Adebayo szerzett 23 pontot, a Heat sorozatban harmadik mérkőzésén nem tudott 90 pontot dobni.

#### (2) New York Knicks vs. (7) Philadelphia 76ers
| 2024. április 20. 20:00      | Philadelphia 76ers                       | 104–111   | New York Knicks  | Madison Square Garden, New York Nézőszám: 19 812 Játékvezetők: Scott Foster, Brian Forte, Sean Corbin |
| 2024. április 20. 20:00      | (34–25, 12–33, 36–21, 22–32) Jegyzőkönyv |           |                  | Madison Square Garden, New York Nézőszám: 19 812 Játékvezetők: Scott Foster, Brian Forte, Sean Corbin |
| 2024. április 20. 20:00      | Tyrese Maxey 33                          | Pont      | Brunson, Hart 22 | Madison Square Garden, New York Nézőszám: 19 812 Játékvezetők: Scott Foster, Brian Forte, Sean Corbin |
| 2024. április 20. 20:00      | Tobias Harris 9                          | Lepattanó | Josh Hart 13     | Madison Square Garden, New York Nézőszám: 19 812 Játékvezetők: Scott Foster, Brian Forte, Sean Corbin |
| 2024. április 20. 20:00      | Joel Embiid 6                            | Gólpassz  | Jalen Brunson 7  | Madison Square Garden, New York Nézőszám: 19 812 Játékvezetők: Scott Foster, Brian Forte, Sean Corbin |
| A New York Knicks vezet, 1–0 |                                          |           |                  | Madison Square Garden, New York Nézőszám: 19 812 Játékvezetők: Scott Foster, Brian Forte, Sean Corbin |

| 2024. április 22. 19:30      | Philadelphia 76ers                       | 101–104   | New York Knicks  | Madison Square Garden, New York Nézőszám: 19 812 Játékvezetők: John Goble, Courtney Kirkland, Gediminas Petraitis |
| 2024. április 22. 19:30      | (25–18, 28–31, 21–30, 27–25) Jegyzőkönyv |           |                  | Madison Square Garden, New York Nézőszám: 19 812 Játékvezetők: John Goble, Courtney Kirkland, Gediminas Petraitis |
| 2024. április 22. 19:30      | Tyrese Maxey 35                          | Pont      | Jalen Brunson 24 | Madison Square Garden, New York Nézőszám: 19 812 Játékvezetők: John Goble, Courtney Kirkland, Gediminas Petraitis |
| 2024. április 22. 19:30      | Joel Embiid 11                           | Lepattanó | Josh Hart 15     | Madison Square Garden, New York Nézőszám: 19 812 Játékvezetők: John Goble, Courtney Kirkland, Gediminas Petraitis |
| 2024. április 22. 19:30      | Tyrese Maxey 10                          | Gólpassz  | Jalen Brunson 6  | Madison Square Garden, New York Nézőszám: 19 812 Játékvezetők: John Goble, Courtney Kirkland, Gediminas Petraitis |
| A New York Knicks vezet, 2–0 |                                          |           |                  | Madison Square Garden, New York Nézőszám: 19 812 Játékvezetők: John Goble, Courtney Kirkland, Gediminas Petraitis |

| 2024. április 25. 19:30      | New York Knicks                          | 114–125   | Philadelphia 76ers | Wells Fargo Center, Philadelphia Nézőszám: 21 116 Játékvezetők: Zach Zarba, James Williams, Kevin Cutler |
| 2024. április 25. 19:30      | (29–27, 29–28, 27–43, 29–27) Jegyzőkönyv |           |                    | Wells Fargo Center, Philadelphia Nézőszám: 21 116 Játékvezetők: Zach Zarba, James Williams, Kevin Cutler |
| 2024. április 25. 19:30      | Jalen Brunson 39                         | Pont      | Joel Embiid 50     | Wells Fargo Center, Philadelphia Nézőszám: 21 116 Játékvezetők: Zach Zarba, James Williams, Kevin Cutler |
| 2024. április 25. 19:30      | Mitchell Robinson 7                      | Lepattanó | Joel Embiid 8      | Wells Fargo Center, Philadelphia Nézőszám: 21 116 Játékvezetők: Zach Zarba, James Williams, Kevin Cutler |
| 2024. április 25. 19:30      | Jalen Brunson 13                         | Gólpassz  | Tyrese Maxey 7     | Wells Fargo Center, Philadelphia Nézőszám: 21 116 Játékvezetők: Zach Zarba, James Williams, Kevin Cutler |
| A New York Knicks vezet, 2–1 |                                          |           |                    | Wells Fargo Center, Philadelphia Nézőszám: 21 116 Játékvezetők: Zach Zarba, James Williams, Kevin Cutler |

| 2024. április 28. 13:00      | New York Knicks                          | 97–92     | Philadelphia 76ers | Wells Fargo Center, Philadelphia Nézőszám: 21 048 Játékvezetők: David Guthrie, Sean Wright, Justin Van Duyne |
| 2024. április 28. 13:00      | (17–27, 30–22, 30–27, 20–16) Jegyzőkönyv |           |                    | Wells Fargo Center, Philadelphia Nézőszám: 21 048 Játékvezetők: David Guthrie, Sean Wright, Justin Van Duyne |
| 2024. április 28. 13:00      | Jalen Brunson 47                         | Pont      | Joel Embiid 27     | Wells Fargo Center, Philadelphia Nézőszám: 21 048 Játékvezetők: David Guthrie, Sean Wright, Justin Van Duyne |
| 2024. április 28. 13:00      | Josh Hart 17                             | Lepattanó | Joel Embiid 10     | Wells Fargo Center, Philadelphia Nézőszám: 21 048 Játékvezetők: David Guthrie, Sean Wright, Justin Van Duyne |
| 2024. április 28. 13:00      | Jalen Brunson 10                         | Gólpassz  | Kyle Lowry 7       | Wells Fargo Center, Philadelphia Nézőszám: 21 048 Játékvezetők: David Guthrie, Sean Wright, Justin Van Duyne |
| A New York Knicks vezet, 3–1 |                                          |           |                    | Wells Fargo Center, Philadelphia Nézőszám: 21 048 Játékvezetők: David Guthrie, Sean Wright, Justin Van Duyne |

| 2024. április 30. 19:00      | Philadelphia 76ers                             | 112–106 (h. u.) | New York Knicks  | Madison Square Garden, New York Nézőszám: 19 812 Játékvezetők: James Capers, Curtis Blair, Nick Buchert |
| 2024. április 30. 19:00      | (26–17, 17–32, 26–21, 28–27, 15–9) Jegyzőkönyv |                 |                  | Madison Square Garden, New York Nézőszám: 19 812 Játékvezetők: James Capers, Curtis Blair, Nick Buchert |
| 2024. április 30. 19:00      | Tyrese Maxey 46                                | Pont            | Jalen Brunson 40 | Madison Square Garden, New York Nézőszám: 19 812 Játékvezetők: James Capers, Curtis Blair, Nick Buchert |
| 2024. április 30. 19:00      | Joel Embiid 16                                 | Lepattanó       | Josh Hart 9      | Madison Square Garden, New York Nézőszám: 19 812 Játékvezetők: James Capers, Curtis Blair, Nick Buchert |
| 2024. április 30. 19:00      | Joel Embiid 10                                 | Gólpassz        | Jalen Brunson 6  | Madison Square Garden, New York Nézőszám: 19 812 Játékvezetők: James Capers, Curtis Blair, Nick Buchert |
| A New York Knicks vezet, 3–2 |                                                |                 |                  | Madison Square Garden, New York Nézőszám: 19 812 Játékvezetők: James Capers, Curtis Blair, Nick Buchert |

| 2024. május 2. 21:00          | New York Knicks                          | 118–115   | Philadelphia 76ers | Wells Fargo Center, Philadelphia Nézőszám: 21 093 |
| 2024. május 2. 21:00          | (36–22, 15–32, 32–29, 35–32) Jegyzőkönyv |           |                    | Wells Fargo Center, Philadelphia Nézőszám: 21 093 |
| 2024. május 2. 21:00          | Jalen Brunson 41                         | Pont      | Joel Embiid 39     | Wells Fargo Center, Philadelphia Nézőszám: 21 093 |
| 2024. május 2. 21:00          | Josh Hart 14                             | Lepattanó | Joel Embiid 13     | Wells Fargo Center, Philadelphia Nézőszám: 21 093 |
| 2024. május 2. 21:00          | Jalen Brunson 12                         | Gólpassz  | Tyrese Maxey 5     | Wells Fargo Center, Philadelphia Nézőszám: 21 093 |
| New York Knicks győzelem, 4–2 |                                          |           |                    | Wells Fargo Center, Philadelphia Nézőszám: 21 093 |

#### (3) Milwaukee Bucks vs. (6) Indiana Pacers
| 2024. április 21. 19:00      | Indiana Pacers                           | 94–109    | Milwaukee Bucks    | Fiserv Forum, Milwaukee Nézőszám: 17 341 Játékvezetők: Zach Zarba, Tyler Ford, Marat Kogut |
| 2024. április 21. 19:00      | (21–30, 21–39, 29–14, 23–26) Jegyzőkönyv |           |                    | Fiserv Forum, Milwaukee Nézőszám: 17 341 Játékvezetők: Zach Zarba, Tyler Ford, Marat Kogut |
| 2024. április 21. 19:00      | Pascal Siakam 36                         | Pont      | Damian Lillard 35  | Fiserv Forum, Milwaukee Nézőszám: 17 341 Játékvezetők: Zach Zarba, Tyler Ford, Marat Kogut |
| 2024. április 21. 19:00      | Pascal Siakam 13                         | Lepattanó | Bobby Portis 11    | Fiserv Forum, Milwaukee Nézőszám: 17 341 Játékvezetők: Zach Zarba, Tyler Ford, Marat Kogut |
| 2024. április 21. 19:00      | Tyrese Haliburton 8                      | Gólpassz  | Patrick Beverley 8 | Fiserv Forum, Milwaukee Nézőszám: 17 341 Játékvezetők: Zach Zarba, Tyler Ford, Marat Kogut |
| A Milwaukee Bucks vezet, 1–0 |                                          |           |                    | Fiserv Forum, Milwaukee Nézőszám: 17 341 Játékvezetők: Zach Zarba, Tyler Ford, Marat Kogut |

| 2024. április 23. 20:30 | Indiana Pacers                           | 125–108   | Milwaukee Bucks   | Fiserv Forum, Milwaukee Nézőszám: 17 683 Játékvezetők: Tony Brothers, James Williams, Jacyn Goble |
| 2024. április 23. 20:30 | (30–26, 30–29, 32–28, 33–25) Jegyzőkönyv |           |                   | Fiserv Forum, Milwaukee Nézőszám: 17 683 Játékvezetők: Tony Brothers, James Williams, Jacyn Goble |
| 2024. április 23. 20:30 | Pascal Siakam 37                         | Pont      | Damian Lillard 34 | Fiserv Forum, Milwaukee Nézőszám: 17 683 Játékvezetők: Tony Brothers, James Williams, Jacyn Goble |
| 2024. április 23. 20:30 | Pascal Siakam 11                         | Lepattanó | Bobby Portis 11   | Fiserv Forum, Milwaukee Nézőszám: 17 683 Játékvezetők: Tony Brothers, James Williams, Jacyn Goble |
| 2024. április 23. 20:30 | Tyrese Haliburton 12                     | Gólpassz  | Khris Middleton 6 | Fiserv Forum, Milwaukee Nézőszám: 17 683 Játékvezetők: Tony Brothers, James Williams, Jacyn Goble |
| Döntetlen, 1–1          |                                          |           |                   | Fiserv Forum, Milwaukee Nézőszám: 17 683 Játékvezetők: Tony Brothers, James Williams, Jacyn Goble |

| 2024. április 26. 17:30      | Milwaukee Bucks                                | 118–121 (h. u.) | Indiana Pacers       | Gainbridge Fieldhouse, Indianapolis Nézőszám: 17 274 Játékvezetők: David Guthrie, Ed Malloy, Karl Lane |
| 2024. április 26. 17:30      | (22–39, 33–28, 28–23, 28–21, 7–10) Jegyzőkönyv |                 |                      | Gainbridge Fieldhouse, Indianapolis Nézőszám: 17 274 Játékvezetők: David Guthrie, Ed Malloy, Karl Lane |
| 2024. április 26. 17:30      | Khris Middleton 42                             | Pont            | Myles Turner 29      | Gainbridge Fieldhouse, Indianapolis Nézőszám: 17 274 Játékvezetők: David Guthrie, Ed Malloy, Karl Lane |
| 2024. április 26. 17:30      | Bobby Portis 18                                | Lepattanó       | Tyrese Haliburton 10 | Gainbridge Fieldhouse, Indianapolis Nézőszám: 17 274 Játékvezetők: David Guthrie, Ed Malloy, Karl Lane |
| 2024. április 26. 17:30      | Damian Lillard 8                               | Gólpassz        | Tyrese Haliburton 16 | Gainbridge Fieldhouse, Indianapolis Nézőszám: 17 274 Játékvezetők: David Guthrie, Ed Malloy, Karl Lane |
| Az Indiana Pacers vezet, 2–1 |                                                |                 |                      | Gainbridge Fieldhouse, Indianapolis Nézőszám: 17 274 Játékvezetők: David Guthrie, Ed Malloy, Karl Lane |

| 2024. április 28. 19:00      | Milwaukee Bucks                          | 113–126   | Indiana Pacers    | Gainbridge Fieldhouse, Indianapolis Nézőszám: 17 274 Játékvezetők: James Capers, Brian Forte, Brent Barnaky |
| 2024. április 28. 19:00      | (33–33, 31–34, 21–31, 28–28) Jegyzőkönyv |           |                   | Gainbridge Fieldhouse, Indianapolis Nézőszám: 17 274 Játékvezetők: James Capers, Brian Forte, Brent Barnaky |
| 2024. április 28. 19:00      | Brook Lopez 27                           | Pont      | Myles Turner 29   | Gainbridge Fieldhouse, Indianapolis Nézőszám: 17 274 Játékvezetők: James Capers, Brian Forte, Brent Barnaky |
| 2024. április 28. 19:00      | Khris Middleton 10                       | Lepattanó | Siakam, Turner 9  | Gainbridge Fieldhouse, Indianapolis Nézőszám: 17 274 Játékvezetők: James Capers, Brian Forte, Brent Barnaky |
| 2024. április 28. 19:00      | Andre Jackson Jr. 7                      | Gólpassz  | Andrew Nembhard 9 | Gainbridge Fieldhouse, Indianapolis Nézőszám: 17 274 Játékvezetők: James Capers, Brian Forte, Brent Barnaky |
| Az Indiana Pacers vezet, 3–1 |                                          |           |                   | Gainbridge Fieldhouse, Indianapolis Nézőszám: 17 274 Játékvezetők: James Capers, Brian Forte, Brent Barnaky |

| 2024. április 30. 21:30      | Indiana Pacers                           | 92–115    | Milwaukee Bucks      | Fiserv Forum, Milwaukee Nézőszám: 17 341 Játékvezetők: Scott Foster, Sean Wright, Sean Corbin |
| 2024. április 30. 21:30      | (31–23, 17–30, 19–34, 25–28) Jegyzőkönyv |           |                      | Fiserv Forum, Milwaukee Nézőszám: 17 341 Játékvezetők: Scott Foster, Sean Wright, Sean Corbin |
| 2024. április 30. 21:30      | Tyrese Haliburton 16                     | Pont      | Middleton, Portis 29 | Fiserv Forum, Milwaukee Nézőszám: 17 341 Játékvezetők: Scott Foster, Sean Wright, Sean Corbin |
| 2024. április 30. 21:30      | Obi Toppin 6                             | Lepattanó | Khris Middleton 12   | Fiserv Forum, Milwaukee Nézőszám: 17 341 Játékvezetők: Scott Foster, Sean Wright, Sean Corbin |
| 2024. április 30. 21:30      | Tyrese Haliburton 6                      | Gólpassz  | Patrick Beverley 12  | Fiserv Forum, Milwaukee Nézőszám: 17 341 Játékvezetők: Scott Foster, Sean Wright, Sean Corbin |
| Az Indiana Pacers vezet, 3–2 |                                          |           |                      | Fiserv Forum, Milwaukee Nézőszám: 17 341 Játékvezetők: Scott Foster, Sean Wright, Sean Corbin |

| 2024. május 2. 18:30         | Milwaukee Bucks                          | 98–120    | Indiana Pacers       | Gainbridge Fieldhouse, Indianapolis Nézőszám: 17 274 Játékvezetők: Tony Brothers, Courtney Kirkland, Justin Van Duyne, Aaron Smith |
| 2024. május 2. 18:30         | (24–33, 23–26, 31–34, 20–27) Jegyzőkönyv |           |                      | Gainbridge Fieldhouse, Indianapolis Nézőszám: 17 274 Játékvezetők: Tony Brothers, Courtney Kirkland, Justin Van Duyne, Aaron Smith |
| 2024. május 2. 18:30         | Damian Lillard 28                        | Pont      | Obi Toppin 21        | Gainbridge Fieldhouse, Indianapolis Nézőszám: 17 274 Játékvezetők: Tony Brothers, Courtney Kirkland, Justin Van Duyne, Aaron Smith |
| 2024. május 2. 18:30         | Bobby Portis 15                          | Lepattanó | Obi Toppin 8         | Gainbridge Fieldhouse, Indianapolis Nézőszám: 17 274 Játékvezetők: Tony Brothers, Courtney Kirkland, Justin Van Duyne, Aaron Smith |
| 2024. május 2. 18:30         | Patrick Beverley 5                       | Gólpassz  | Tyrese Haliburton 10 | Gainbridge Fieldhouse, Indianapolis Nézőszám: 17 274 Játékvezetők: Tony Brothers, Courtney Kirkland, Justin Van Duyne, Aaron Smith |
| Indiana Pacers győzelem, 4–2 |                                          |           |                      | Gainbridge Fieldhouse, Indianapolis Nézőszám: 17 274 Játékvezetők: Tony Brothers, Courtney Kirkland, Justin Van Duyne, Aaron Smith |

#### (4) Cleveland Cavaliers vs. (5) Orlando Magic
| 2024. április 20. 13:00          | Orlando Magic                            | 83–97     | Cleveland Cavaliers | Rocket Mortgage FieldHouse, Cleveland Nézőszám: 19 432 Játékvezetők: James Williams, Mark Lindsay, Pat Fraher |
| 2024. április 20. 13:00          | (26–33, 15–20, 17–20, 25–24) Jegyzőkönyv |           |                     | Rocket Mortgage FieldHouse, Cleveland Nézőszám: 19 432 Játékvezetők: James Williams, Mark Lindsay, Pat Fraher |
| 2024. április 20. 13:00          | Paolo Banchero 24                        | Pont      | Donovan Mitchell 30 | Rocket Mortgage FieldHouse, Cleveland Nézőszám: 19 432 Játékvezetők: James Williams, Mark Lindsay, Pat Fraher |
| 2024. április 20. 13:00          | Banchero, Wagner 7                       | Lepattanó | Jarrett Allen 18    | Rocket Mortgage FieldHouse, Cleveland Nézőszám: 19 432 Játékvezetők: James Williams, Mark Lindsay, Pat Fraher |
| 2024. április 20. 13:00          | Paolo Banchero 5                         | Gólpassz  | Darius Garland 8    | Rocket Mortgage FieldHouse, Cleveland Nézőszám: 19 432 Játékvezetők: James Williams, Mark Lindsay, Pat Fraher |
| A Cleveland Cavaliers vezet, 1–0 |                                          |           |                     | Rocket Mortgage FieldHouse, Cleveland Nézőszám: 19 432 Játékvezetők: James Williams, Mark Lindsay, Pat Fraher |

| 2024. április 22. 19:00          | Orlando Magic                            | 86–96     | Cleveland Cavaliers | Rocket Mortgage FieldHouse, Cleveland Nézőszám: 19 432 Játékvezetők: James Capers, Ben Taylor, Brent Barnaky |
| 2024. április 22. 19:00          | (18–30, 26–28, 21–22, 21–16) Jegyzőkönyv |           |                     | Rocket Mortgage FieldHouse, Cleveland Nézőszám: 19 432 Játékvezetők: James Capers, Ben Taylor, Brent Barnaky |
| 2024. április 22. 19:00          | Paolo Banchero 21                        | Pont      | Donovan Mitchell 23 | Rocket Mortgage FieldHouse, Cleveland Nézőszám: 19 432 Játékvezetők: James Capers, Ben Taylor, Brent Barnaky |
| 2024. április 22. 19:00          | Franz Wagner 7                           | Lepattanó | Jarrett Allen 20    | Rocket Mortgage FieldHouse, Cleveland Nézőszám: 19 432 Játékvezetők: James Capers, Ben Taylor, Brent Barnaky |
| 2024. április 22. 19:00          | Jalen Suggs 5                            | Gólpassz  | 3 játékos 4         | Rocket Mortgage FieldHouse, Cleveland Nézőszám: 19 432 Játékvezetők: James Capers, Ben Taylor, Brent Barnaky |
| A Cleveland Cavaliers vezet, 2–0 |                                          |           |                     | Rocket Mortgage FieldHouse, Cleveland Nézőszám: 19 432 Játékvezetők: James Capers, Ben Taylor, Brent Barnaky |

| 2024. április 25. 19:00          | Cleveland Cavaliers                      | 83–121    | Orlando Magic     | Kia Center, Orlando Nézőszám: 18 846 Játékvezetők: Scott Foster, Curtis Blair, Ashley Moyer-Gleich |
| 2024. április 25. 19:00          | (21–31, 24–30, 16–35, 22–25) Jegyzőkönyv |           |                   | Kia Center, Orlando Nézőszám: 18 846 Játékvezetők: Scott Foster, Curtis Blair, Ashley Moyer-Gleich |
| 2024. április 25. 19:00          | Allen, LeVert 15                         | Pont      | Paolo Banchero 31 | Kia Center, Orlando Nézőszám: 18 846 Játékvezetők: Scott Foster, Curtis Blair, Ashley Moyer-Gleich |
| 2024. április 25. 19:00          | Jarrett Allen 8                          | Lepattanó | Paolo Banchero 14 | Kia Center, Orlando Nézőszám: 18 846 Játékvezetők: Scott Foster, Curtis Blair, Ashley Moyer-Gleich |
| 2024. április 25. 19:00          | Donovan Mitchell 7                       | Gólpassz  | Franz Wagner 8    | Kia Center, Orlando Nézőszám: 18 846 Játékvezetők: Scott Foster, Curtis Blair, Ashley Moyer-Gleich |
| A Cleveland Cavaliers vezet, 2–1 |                                          |           |                   | Kia Center, Orlando Nézőszám: 18 846 Játékvezetők: Scott Foster, Curtis Blair, Ashley Moyer-Gleich |

| 2024. április 27. 13:00 | Cleveland Cavaliers                      | 89–112    | Orlando Magic    | Kia Center, Orlando Nézőszám: 18 933 Játékvezetők: John Goble, Courtney Kirkland, Kevin Cutler |
| 2024. április 27. 13:00 | (23–22, 37–29, 10–37, 19–24) Jegyzőkönyv |           |                  | Kia Center, Orlando Nézőszám: 18 933 Játékvezetők: John Goble, Courtney Kirkland, Kevin Cutler |
| 2024. április 27. 13:00 | Jarrett Allen 21                         | Pont      | Franz Wagner 34  | Kia Center, Orlando Nézőszám: 18 933 Játékvezetők: John Goble, Courtney Kirkland, Kevin Cutler |
| 2024. április 27. 13:00 | Allen, Mobley 9                          | Lepattanó | Franz Wagner 13  | Kia Center, Orlando Nézőszám: 18 933 Játékvezetők: John Goble, Courtney Kirkland, Kevin Cutler |
| 2024. április 27. 13:00 | Garland, Mitchell 6                      | Gólpassz  | Paolo Banchero 5 | Kia Center, Orlando Nézőszám: 18 933 Játékvezetők: John Goble, Courtney Kirkland, Kevin Cutler |
| Döntetlen, 2–2          |                                          |           |                  | Kia Center, Orlando Nézőszám: 18 933 Játékvezetők: John Goble, Courtney Kirkland, Kevin Cutler |

| 2024. április 30. 20:00          | Orlando Magic                            | 103–104   | Cleveland Cavaliers | Rocket Mortgage FieldHouse, Cleveland Nézőszám: 19 432 Játékvezetők: Tony Brothers, Tyler Ford, Karl Lane |
| 2024. április 30. 20:00          | (23–33, 24–15, 23–27, 33–29) Jegyzőkönyv |           |                     | Rocket Mortgage FieldHouse, Cleveland Nézőszám: 19 432 Játékvezetők: Tony Brothers, Tyler Ford, Karl Lane |
| 2024. április 30. 20:00          | Paolo Banchero 39                        | Pont      | Donovan Mitchell 28 | Rocket Mortgage FieldHouse, Cleveland Nézőszám: 19 432 Játékvezetők: Tony Brothers, Tyler Ford, Karl Lane |
| 2024. április 30. 20:00          | Wendell Carter 11                        | Lepattanó | Evan Mobley 13      | Rocket Mortgage FieldHouse, Cleveland Nézőszám: 19 432 Játékvezetők: Tony Brothers, Tyler Ford, Karl Lane |
| 2024. április 30. 20:00          | Franz Wagner 6                           | Gólpassz  | Garland, Strus 5    | Rocket Mortgage FieldHouse, Cleveland Nézőszám: 19 432 Játékvezetők: Tony Brothers, Tyler Ford, Karl Lane |
| A Cleveland Cavaliers vezet, 3–2 |                                          |           |                     | Rocket Mortgage FieldHouse, Cleveland Nézőszám: 19 432 Játékvezetők: Tony Brothers, Tyler Ford, Karl Lane |

| 2024. május 3. 19:00 | Cleveland Cavaliers                      | 96–103    | Orlando Magic     | Kia Center, Orlando Nézőszám: 19 193 Játékvezetők: Marc Davis, Josh Tiven, Gediminas Petraitis |
| 2024. május 3. 19:00 | (25–29, 24–24, 29–20, 18–30) Jegyzőkönyv |           |                   | Kia Center, Orlando Nézőszám: 19 193 Játékvezetők: Marc Davis, Josh Tiven, Gediminas Petraitis |
| 2024. május 3. 19:00 | Donovan Mitchell 50                      | Pont      | Paolo Banchero 27 | Kia Center, Orlando Nézőszám: 19 193 Játékvezetők: Marc Davis, Josh Tiven, Gediminas Petraitis |
| 2024. május 3. 19:00 | Morris, Strus 8                          | Lepattanó | Carter, Isaac 9   | Kia Center, Orlando Nézőszám: 19 193 Játékvezetők: Marc Davis, Josh Tiven, Gediminas Petraitis |
| 2024. május 3. 19:00 | Darius Garland 5                         | Gólpassz  | 3 játékos 4       | Kia Center, Orlando Nézőszám: 19 193 Játékvezetők: Marc Davis, Josh Tiven, Gediminas Petraitis |
| Döntetlen, 3–3       |                                          |           |                   | Kia Center, Orlando Nézőszám: 19 193 Játékvezetők: Marc Davis, Josh Tiven, Gediminas Petraitis |

| 2024. május 5. 13:00              | Orlando Magic                            | 94–106    | Cleveland Cavaliers | Rocket Mortgage FieldHouse, Cleveland Nézőszám: 19 432 Játékvezetők: John Goble, Bill Kennedy, Kevin Scott |
| 2024. május 5. 13:00              | (24–18, 29–25, 15–33, 26–30) Jegyzőkönyv |           |                     | Rocket Mortgage FieldHouse, Cleveland Nézőszám: 19 432 Játékvezetők: John Goble, Bill Kennedy, Kevin Scott |
| 2024. május 5. 13:00              | Paolo Banchero 38                        | Pont      | Donovan Mitchell 39 | Rocket Mortgage FieldHouse, Cleveland Nézőszám: 19 432 Játékvezetők: John Goble, Bill Kennedy, Kevin Scott |
| 2024. május 5. 13:00              | Paolo Banchero 16                        | Lepattanó | Evan Mobley 16      | Rocket Mortgage FieldHouse, Cleveland Nézőszám: 19 432 Játékvezetők: John Goble, Bill Kennedy, Kevin Scott |
| 2024. május 5. 13:00              | Franz Wagner 6                           | Gólpassz  | Donovan Mitchell 5  | Rocket Mortgage FieldHouse, Cleveland Nézőszám: 19 432 Játékvezetők: John Goble, Bill Kennedy, Kevin Scott |
| Cleveland Cavaliers győzelem, 4–3 |                                          |           |                     | Rocket Mortgage FieldHouse, Cleveland Nézőszám: 19 432 Játékvezetők: John Goble, Bill Kennedy, Kevin Scott |

### Nyugati főcsoport

#### (1) Oklahoma City Thunder vs. (8) New Orleans Pelicans
| 2024. április 21. 21:30             | New Orleans Pelicans                     | 92–94     | Oklahoma City Thunder          | Paycom Center, Oklahoma City Nézőszám: 18 203 Játékvezetők: Tony Brothers, Kevin Scott, JT Orr |
| 2024. április 21. 21:30             | (17–17, 26–26, 25–31, 24–20) Jegyzőkönyv |           |                                | Paycom Center, Oklahoma City Nézőszám: 18 203 Játékvezetők: Tony Brothers, Kevin Scott, JT Orr |
| 2024. április 21. 21:30             | Trey Murphy III 21                       | Pont      | Shai Gilgeous-Alexander 28     | Paycom Center, Oklahoma City Nézőszám: 18 203 Játékvezetők: Tony Brothers, Kevin Scott, JT Orr |
| 2024. április 21. 21:30             | Jonas Valančiūnas 20                     | Lepattanó | Chet Holmgren 11               | Paycom Center, Oklahoma City Nézőszám: 18 203 Játékvezetők: Tony Brothers, Kevin Scott, JT Orr |
| 2024. április 21. 21:30             | CJ McCollum 6                            | Gólpassz  | Gilgeous-Alexander, Williams 4 | Paycom Center, Oklahoma City Nézőszám: 18 203 Játékvezetők: Tony Brothers, Kevin Scott, JT Orr |
| Az Oklahoma City Thunder vezet, 1–0 |                                          |           |                                | Paycom Center, Oklahoma City Nézőszám: 18 203 Játékvezetők: Tony Brothers, Kevin Scott, JT Orr |

Shai Gilgeous-Alexander 28 pontos teljesítménye nagy szerepet játszott a Thunder első hazai rájátszás-győzelmében 2019 óta. Az újonc Chet Holmgren öt blokkja mellett elért egy dupla-duplát is, míg Jalen Williams 19 ponttal járult hozzá a győzelemmel. A másik oldalon CJ McCollum húsz, míg Trey Murphy III 21 ponttal zárt és Jonas Valančiūnas 13 pontja mellett 20 lepattanót is begyűjtött. A mérkőzés végig szoros volt, húszszor is előnyt váltottak a csapatok, egyszer se vezetett egyik fél sem több, mint 10 ponttal. Tizennégy másodperccel a mérkőzés vége előtt Holmgren büntetődobása két pontosra növelte az előnyt, majd Cason Wallace egy nagyon nehéz hárompontosra kényszerítette McCollumot, amit így a dobóhátvéd kihagyott.
| 2024. április 24. 21:30             | New Orleans Pelicans                     | 92–124    | Oklahoma City Thunder      | Paycom Center, Oklahoma City Nézőszám: 18 203 Játékvezetők: James Capers, Tyler Ford, Pat Fraher |
| 2024. április 24. 21:30             | (22–35, 28–28, 24–29, 18–32) Jegyzőkönyv |           |                            | Paycom Center, Oklahoma City Nézőszám: 18 203 Játékvezetők: James Capers, Tyler Ford, Pat Fraher |
| 2024. április 24. 21:30             | Jonas Valančiūnas 19                     | Pont      | Shai Gilgeous-Alexander 33 | Paycom Center, Oklahoma City Nézőszám: 18 203 Játékvezetők: James Capers, Tyler Ford, Pat Fraher |
| 2024. április 24. 21:30             | Jonas Valančiūnas 7                      | Lepattanó | Chet Holmgren 7            | Paycom Center, Oklahoma City Nézőszám: 18 203 Játékvezetők: James Capers, Tyler Ford, Pat Fraher |
| 2024. április 24. 21:30             | CJ McCollum 4                            | Gólpassz  | Jalen Williams 7           | Paycom Center, Oklahoma City Nézőszám: 18 203 Játékvezetők: James Capers, Tyler Ford, Pat Fraher |
| Az Oklahoma City Thunder vezet, 2–0 |                                          |           |                            | Paycom Center, Oklahoma City Nézőszám: 18 203 Játékvezetők: James Capers, Tyler Ford, Pat Fraher |

A második mérkőzés sokkal egyoldalúbb volt, a Thunder 124–92-re győzte le a nyolcadik helyezett Pelicanst. Gilgeous-Alexander hatékony 33 pontja nagy szerepet játszott a győzelemben, míg Holmgren huszonhat ponttal és hét lepattanóval járult hozzá csapata sikeréhez. Jalen Williams 21 pontot és hét gólpasszt szerzett, a Thunder összességében 59%-os hatékonysággal dobta hárompontosait. Sorozatban másodjára szorították 95 pont alá a Pelicanst, ellenfelük tizennyolcszor is eladta a labdát, amiből a Thunder 22 pontott szerzett. Jonas Valančiūnas szerezte csapata legtöbb pontját, 19-et, míg Brandon Ingram és Herbert Jones is 18-at tudtak felmutatni.
| 2024. április 27. 15:30             | Oklahoma City Thunder                    | 106–85    | New Orleans Pelicans | Smoothie King Center, New Orleans Nézőszám: 18 659 Játékvezetők: Marc Davis, Mitchell Ervin, Gediminas Petraitis |
| 2024. április 27. 15:30             | (23–19, 37–27, 25–23, 21–16) Jegyzőkönyv |           |                      | Smoothie King Center, New Orleans Nézőszám: 18 659 Játékvezetők: Marc Davis, Mitchell Ervin, Gediminas Petraitis |
| 2024. április 27. 15:30             | Shai Gilgeous-Alexander 24               | Pont      | Brandon Ingram 19    | Smoothie King Center, New Orleans Nézőszám: 18 659 Játékvezetők: Marc Davis, Mitchell Ervin, Gediminas Petraitis |
| 2024. április 27. 15:30             | Jalen Williams 9                         | Lepattanó | Larry Nance Jr. 13   | Smoothie King Center, New Orleans Nézőszám: 18 659 Játékvezetők: Marc Davis, Mitchell Ervin, Gediminas Petraitis |
| 2024. április 27. 15:30             | Shai Gilgeous-Alexander 8                | Gólpassz  | CJ McCollum 7        | Smoothie King Center, New Orleans Nézőszám: 18 659 Játékvezetők: Marc Davis, Mitchell Ervin, Gediminas Petraitis |
| Az Oklahoma City Thunder vezet, 3–0 |                                          |           |                      | Smoothie King Center, New Orleans Nézőszám: 18 659 Játékvezetők: Marc Davis, Mitchell Ervin, Gediminas Petraitis |

A Thunder harmadjára is domináns volt, könnyen 3–0-ás előnybe kerültek a sorozatban. Gilgeous-Alexander 24 ponttal, nyolc gólpasszal és 4 labdaszerzéssel zárta a találkozót, míg Jalen Williams és Josh Giddey is 21-et szereztek. Oklahoma ismét kiemelkedően hatékony volt, hárompontosaik 47%-át értékesítve (17/36), míg Holmgren nyolc lepattanót és négy blokkot szerzett. Ingram 29 ponttal zárt a vereség során, őt McCollum követte tizenhattal (7/22 hatékonyság). New Orleans ismét sikertelen volt hárompontosaival, mindössze próbálkozásaik 30%-át értékesítették. Huszonegy labdaeladásukból a Thunder 23 pontot tudott szerezni.
| 2024. április 29. 20:30             | Oklahoma City Thunder                    | 97–89     | New Orleans Pelicans | Smoothie King Center, New Orleans Nézőszám: 18 487 Játékvezetők: Josh Tiven, Bill Kennedy, Ed Malloy |
| 2024. április 29. 20:30             | (21–21, 23–22, 26–28, 27–18) Jegyzőkönyv |           |                      | Smoothie King Center, New Orleans Nézőszám: 18 487 Játékvezetők: Josh Tiven, Bill Kennedy, Ed Malloy |
| 2024. április 29. 20:30             | Gilgeous-Alexander, Williams 24          | Pont      | CJ McCollum 20       | Smoothie King Center, New Orleans Nézőszám: 18 487 Játékvezetők: Josh Tiven, Bill Kennedy, Ed Malloy |
| 2024. április 29. 20:30             | Shai Gilgeous-Alexander 10               | Lepattanó | Jonas Valančiūnas 13 | Smoothie King Center, New Orleans Nézőszám: 18 487 Játékvezetők: Josh Tiven, Bill Kennedy, Ed Malloy |
| 2024. április 29. 20:30             | Chet Holmgren 5                          | Gólpassz  | Brandon Ingram 6     | Smoothie King Center, New Orleans Nézőszám: 18 487 Játékvezetők: Josh Tiven, Bill Kennedy, Ed Malloy |
| Oklahoma City Thunder győzelem, 4–0 |                                          |           |                      | Smoothie King Center, New Orleans Nézőszám: 18 487 Játékvezetők: Josh Tiven, Bill Kennedy, Ed Malloy |

Az Oklahoma City a negyedik mérkőzést könnyen megnyerte, a találkozót 22 ponttal zárták, a Pelicans kilence ellenében. Először ejtettek ki egy ellenfelet vereség nélkül 2012-es rájátszás-szereplésük óta, mikor a döntőig jutottak. Shai Gilgeous-Alexander 24 pontot és tíz lepattanót szerzett, míg Jalen Williams 24 pontjából tizenegyet a negyedik negyedben szerzett. Chet Holmgren és Josh Giddey 14–14 pontot szereztek, a Thunder a liga történetének legfiatalabb csapata lett, ami meg tudott nyerni egy sorozatot a rájátszásban. Ellenfeleik közül CJ McCollum 20 pontot szerzett, a Pelicans ismét nagyon gyengén dobott a hárompontos vonal mögül (23%), nyolc távoli dobásukból négyet is Naji Marshall szerzett. Jonas Valančiūnas 19 ponttal és 13 lepattanóval zárt, de sokat szabálytalankodott, míg Brandon Ingram csak két dobását értékesítette tizennégy próbálkozásból. A sorozatot mindössze 34%-os hatékonysággal zárta.

#### (2) Denver Nuggets vs. (7) Los Angeles Lakers
| 2024. április 20. 20:30     | Los Angeles Lakers                       | 103–114   | Denver Nuggets  | Ball Arena, Denver Nézőszám: 19 731 Játékvezetők: John Goble, Mitchell Ervin, Nick Buchert |
| 2024. április 20. 20:30     | (33–25, 27–32, 18–32, 25–25) Jegyzőkönyv |           |                 | Ball Arena, Denver Nézőszám: 19 731 Játékvezetők: John Goble, Mitchell Ervin, Nick Buchert |
| 2024. április 20. 20:30     | Anthony Davis 32                         | Pont      | Nikola Jokić 32 | Ball Arena, Denver Nézőszám: 19 731 Játékvezetők: John Goble, Mitchell Ervin, Nick Buchert |
| 2024. április 20. 20:30     | Anthony Davis 14                         | Lepattanó | Nikola Jokić 12 | Ball Arena, Denver Nézőszám: 19 731 Játékvezetők: John Goble, Mitchell Ervin, Nick Buchert |
| 2024. április 20. 20:30     | LeBron James 8                           | Gólpassz  | Jamal Murray 10 | Ball Arena, Denver Nézőszám: 19 731 Játékvezetők: John Goble, Mitchell Ervin, Nick Buchert |
| A Denver Nuggets vezet, 1–0 |                                          |           |                 | Ball Arena, Denver Nézőszám: 19 731 Játékvezetők: John Goble, Mitchell Ervin, Nick Buchert |

Az előző szezon főcsoportdöntőjének újrajátszásában a Nuggets sorozatban kilencedjére diadalmaskodott a Lakers ellen, Nikola Jokić 32 pontot és 12 lepattanót szerzett, 65%-os mezőnygól-hatékonysággal. Jamal Murray 22 ponttal és tíz gólpasszal járult hozzá a csapat sikeréhez, Jokić és Murray 17 gólpasszt adtak a találkozón a labda eladása nélkül. Aaron Gordon dupla-duplával zárt a mérkőzést, míg Michael Porter Jr. 19 pontot és nyolc lepattanót tudott felmutatni. A Lakers játékosai közül LeBron James 27 pontot szerzett, míg Anthony Davis harminckettőt, a Los Angeles előnyben volt az első félidő nagy részében. A Nuggets a harmadik negyed végén egy időszakban 13 pontot tudott szerezni (ezek közül három hárompontost is Kentavious Caldwell-Pope dobott), míg ellenfelük egyet se, így átvették az irányítást a mérkőzésen.
| 2024. április 22. 22:00     | Los Angeles Lakers                       | 99–101    | Denver Nuggets  | Ball Arena, Denver Nézőszám: 19 711 Játékvezetők: Scott Foster, Curtis Blair, Sean Wright |
| 2024. április 22. 22:00     | (28–24, 31–20, 20–25, 20–32) Jegyzőkönyv |           |                 | Ball Arena, Denver Nézőszám: 19 711 Játékvezetők: Scott Foster, Curtis Blair, Sean Wright |
| 2024. április 22. 22:00     | Anthony Davis 32                         | Pont      | Nikola Jokić 27 | Ball Arena, Denver Nézőszám: 19 711 Játékvezetők: Scott Foster, Curtis Blair, Sean Wright |
| 2024. április 22. 22:00     | Anthony Davis 11                         | Lepattanó | Nikola Jokić 20 | Ball Arena, Denver Nézőszám: 19 711 Játékvezetők: Scott Foster, Curtis Blair, Sean Wright |
| 2024. április 22. 22:00     | LeBron James 12                          | Gólpassz  | Nikola Jokić 10 | Ball Arena, Denver Nézőszám: 19 711 Játékvezetők: Scott Foster, Curtis Blair, Sean Wright |
| A Denver Nuggets vezet, 2–0 |                                          |           |                 | Ball Arena, Denver Nézőszám: 19 711 Játékvezetők: Scott Foster, Curtis Blair, Sean Wright |

A Nuggets a második mérkőzésen le tudott dolgozni egy 20 pontos hátrányt, hogy az utolsó pillanatokban megnyerjék a találkozót. A Lakers egyértelműen jobb volt az első félidőben, 59–44-re vezettek a szünet előtt. Ezt követően viszont a Denver, Nikola Jokić 27 pontos, 20 lepattanós tripla-duplájával, visszaküzdötte magát a mérkőzésbe. Michael Porter Jr. 22 pontot szerzett és egyik hárompontosával kiegyenlítette a mérkőzést 1 perc 15 másodperccel a találkozó vége előtt. 99–99-es állásnál LeBron James megpróbált egy hárompontost, de az lepattant a gyűrűről. A Nuggets megszerezte a lepattanót és Jamal Murray egy leválást követő dobással meg is nyerte a mérkőzést. Murray, aki az első három negyedben csak három dobását értékesítette tizenhatból, a negyedik negyedben 75%-os hatékonysággal dobott és 20 pontjából tizennégyet ebben a játékrészben értékesített. A Lakers oldalán Davis szerezte a legtöbb pontot, harminckettőt, illetve 11 lepattanót. Ennek ellenére a negyedik negyedben egyetlen dobást se értékesített. Azt követően, hogy az első mérkőzésen kilenc próbálkozásból csak egyet tudott értékesíteni, D’Angelo Russell hét hárompontost dobott, míg James 26 ponttal és 12 gólpasszal zárt.
| 2024. április 25. 22:00     | Denver Nuggets                           | 112–105   | Los Angeles Lakers | Crypto.com Arena, Los Angeles Nézőszám: 18 997 Játékvezetők: Marc Davis, Josh Tiven, Mark Lindsay |
| 2024. április 25. 22:00     | (23–33, 26–20, 34–22, 29–30) Jegyzőkönyv |           |                    | Crypto.com Arena, Los Angeles Nézőszám: 18 997 Játékvezetők: Marc Davis, Josh Tiven, Mark Lindsay |
| 2024. április 25. 22:00     | Aaron Gordon 29                          | Pont      | Anthony Davis 33   | Crypto.com Arena, Los Angeles Nézőszám: 18 997 Játékvezetők: Marc Davis, Josh Tiven, Mark Lindsay |
| 2024. április 25. 22:00     | Gordon, Jokić 15                         | Lepattanó | Anthony Davis 15   | Crypto.com Arena, Los Angeles Nézőszám: 18 997 Játékvezetők: Marc Davis, Josh Tiven, Mark Lindsay |
| 2024. április 25. 22:00     | Jokić, Murray 9                          | Gólpassz  | LeBron James 9     | Crypto.com Arena, Los Angeles Nézőszám: 18 997 Játékvezetők: Marc Davis, Josh Tiven, Mark Lindsay |
| A Denver Nuggets vezet, 3–0 |                                          |           |                    | Crypto.com Arena, Los Angeles Nézőszám: 18 997 Játékvezetők: Marc Davis, Josh Tiven, Mark Lindsay |

A címvédő sorozatban tizenegyedik győzelmét érte el a Lakers ellen, 3–0-ás előnybe kerülve. Aaron Gordon rájátszás-karriercsúcs 29 pontot és 15 lepattanót szerzett, míg Nikola Jokić hatékonyan dobott (9/13) és csak egy gólpasszra volt egy tripla-duplától. Murray huszonkettő, míg Porter Jr. 20 ponttal járult hozzá a győzelemhez, a Denver minden egyes mérkőzésen hátrányban volt legalább tíz ponttal. Anthony Davis 33 pontot és 15 lepattanót szerzett, míg LeBron James 26 ponttal és kilenc gólpasszal zárta a találkozót. Austin Reaves 22 pontot szerzett, de a Los Angeles első tizenhat hárompontos-próbálkozásából tizenötöt kihagyott és a kezdőként játszó Russel és Hacsimura Rui mindössze öt pontot dobott a mérkőzésen.
| 2024. április 27. 20:30     | Denver Nuggets                           | 108–119   | Los Angeles Lakers | Crypto.com Arena, Los Angeles Nézőszám: 18 997 Játékvezetők: Zach Zarba, Tyler Ford, Sean Corbin |
| 2024. április 27. 20:30     | (23–28, 25–33, 32–30, 28–28) Jegyzőkönyv |           |                    | Crypto.com Arena, Los Angeles Nézőszám: 18 997 Játékvezetők: Zach Zarba, Tyler Ford, Sean Corbin |
| 2024. április 27. 20:30     | Nikola Jokić 33                          | Pont      | LeBron James 30    | Crypto.com Arena, Los Angeles Nézőszám: 18 997 Játékvezetők: Zach Zarba, Tyler Ford, Sean Corbin |
| 2024. április 27. 20:30     | Nikola Jokić 14                          | Lepattanó | Anthony Davis 23   | Crypto.com Arena, Los Angeles Nézőszám: 18 997 Játékvezetők: Zach Zarba, Tyler Ford, Sean Corbin |
| 2024. április 27. 20:30     | Nikola Jokić 14                          | Gólpassz  | Davis, Reaves 6    | Crypto.com Arena, Los Angeles Nézőszám: 18 997 Játékvezetők: Zach Zarba, Tyler Ford, Sean Corbin |
| A Denver Nuggets vezet, 3–1 |                                          |           |                    | Crypto.com Arena, Los Angeles Nézőszám: 18 997 Játékvezetők: Zach Zarba, Tyler Ford, Sean Corbin |

Annak veszélyében, hogy győzelem nélkül kiesnek a rájátszásból a Nuggets ellen, sorozatban a második évben, a Lakers végig vezetett a negyedik mérkőzésen. A győzelemmel a Lakers véget vetetett vereség-sorozatának a Denver ellen. James 30 pontot, Anthony Davis 25 pontot és 23 lepattanót szerzett. Austin Reaves és D’Angelo Russell játéka szintén fontos volt, 21 pontot szereztek mindketten. Nikola Jokić a sorozatban másodjára tripla-duplát szerzett, 33 ponttal és 14–14 gólpasszal, illetve lepattanóval. Michael Porter Jr. 27 ponttal és 11 lepattanóval járult hozzá a mérkőzéshez, míg Jamal Murray 22 pontot szerzett. A Lakers ismét legalább 10 ponttal vezetett a mérkőzés nagy részében, de ezúttal képesek is voltak megtartani azt, a Nuggets egyszer se volt hét ponton belül.
| 2024. április 29.            | Los Angeles Lakers                       | 106–108   | Denver Nuggets  | Ball Arena, Denver Nézőszám: 19 861 Játékvezetők: James Williams, Kevin Scott, Gediminas Petraitis |
| 2024. április 29.            | (24–28, 29–22, 26–31, 27–27) Jegyzőkönyv |           |                 | Ball Arena, Denver Nézőszám: 19 861 Játékvezetők: James Williams, Kevin Scott, Gediminas Petraitis |
| 2024. április 29.            | LeBron James 30                          | Pont      | Jamal Murray 32 | Ball Arena, Denver Nézőszám: 19 861 Játékvezetők: James Williams, Kevin Scott, Gediminas Petraitis |
| 2024. április 29.            | Anthony Davis 15                         | Lepattanó | Nikola Jokić 20 | Ball Arena, Denver Nézőszám: 19 861 Játékvezetők: James Williams, Kevin Scott, Gediminas Petraitis |
| 2024. április 29.            | LeBron James 11                          | Gólpassz  | Nikola Jokić 9  | Ball Arena, Denver Nézőszám: 19 861 Játékvezetők: James Williams, Kevin Scott, Gediminas Petraitis |
| Denver Nuggets győzelem, 4–1 |                                          |           |                 | Ball Arena, Denver Nézőszám: 19 861 Játékvezetők: James Williams, Kevin Scott, Gediminas Petraitis |

A kulcsfontosságú ötödik mérkőzésen a címvédő Nuggets legyőzte a Lakerst egy nagyon szoros mérkőzésen, Jamal Murray a sorozatban másodjára nyert meg egy mérkőzést a csapatának. Murray 32 pontot szerzett, amiből tizenkettőt a negyedik negyedben értékesített. Annak ellenére, hogy szokatlanul sokszor veszítette el a labdát, Nikola Jokić 25 ponttal, 20 lepattanóval és kilenc gólpasszal zárta a mérkőzést, már másodjára csak egy assziszttal lemaradva harmadik tripla-duplájáról. Porter Jr. ismét jól játszott, 26 pontot szerezve és hét próbálkozásából öt hárompontost értékesítve. Ismét LeBron James szerezte a Lakers legtöbb pontját, harmincat, illetve 11 gólpasszt adott. Anthony Davis hatékonyan játszott, 17 ponttal és 15 lepattanóval zárva a találkozót. Austin Reaves 19 pontot dobott, 54,5%-os hatékonysággal, de csak egy hárompontosát értékesítette négyből. D’Angelo Russell ismét gyengén játszott a hárompontos vonal mögül, tíz próbálkozásból csak kettőt dobott be, azt követően, hogy az előző mérkőzésen hatékonysága 50%-os volt.

#### (3) Minnesota Timberwolves vs. (6) Phoenix Suns
| 2024. április 20. 15:30             | Phoenix Suns                             | 95–120    | Minnesota Timberwolves | Target Center, Minneapolis Nézőszám: 19 478 Játékvezetők: Marc Davis, Ben Taylor, Aaron Smith |
| 2024. április 20. 15:30             | (28–27, 23–34, 21–31, 23–28) Jegyzőkönyv |           |                        | Target Center, Minneapolis Nézőszám: 19 478 Játékvezetők: Marc Davis, Ben Taylor, Aaron Smith |
| 2024. április 20. 15:30             | Kevin Durant 31                          | Pont      | Anthony Edwards 33     | Target Center, Minneapolis Nézőszám: 19 478 Játékvezetők: Marc Davis, Ben Taylor, Aaron Smith |
| 2024. április 20. 15:30             | Kevin Durant 7                           | Lepattanó | Rudy Gobert 16         | Target Center, Minneapolis Nézőszám: 19 478 Játékvezetők: Marc Davis, Ben Taylor, Aaron Smith |
| 2024. április 20. 15:30             | Bradley Beal 6                           | Gólpassz  | Mike Conley 7          | Target Center, Minneapolis Nézőszám: 19 478 Játékvezetők: Marc Davis, Ben Taylor, Aaron Smith |
| A Minnesota Timberwolves vezet, 1–0 |                                          |           |                        | Target Center, Minneapolis Nézőszám: 19 478 Játékvezetők: Marc Davis, Ben Taylor, Aaron Smith |

Anthony Edwards 33 pontjából tizennyolcat egy kulcsfontosságú harmadik negyedben szerzett, 1–0-ás előnybe helyezve a Timberwolvest. Edwards vezetésével a Timberwolves egy 19–4 eredményű időszakot tudott felmutatni a harmadik negyedben, a Suns egyetlen mezőnygólt se tudott szerezni a játékrész utolsó hét percében. Karl-Anthony Towns 19 pontot szerzett, míg Nickeil Alexander-Walker tizennyolccal járult hozzá a sikerhez a padról. Rudy Gobert védekezése ismét kulcsfontosságú volt, 14 pontot és 16 lepattanót szerzett. Annak ellenére, hogy Kevin Durant és Bradley Beal is nagyon hatékonyan dobott a mezőnyből, a Timberwolves sokkal gyakrabban szerezte meg a lepattanókat (52–28) és a szigorított területen belül is sokkal több pontot szereztek (52–34). Minnesota cserepadja 41 pontot szerzett, a Suns tizennyolcához képest.
| 2024. április 23. 19:30             | Phoenix Suns                             | 93–105    | Minnesota Timberwolves | Target Center, Minneapolis Nézőszám: 19 310 Játékvezetők: Zach Zarba, Josh Tiven, Dedric Taylor |
| 2024. április 23. 19:30             | (21–24, 30–26, 20–28, 22–27) Jegyzőkönyv |           |                        | Target Center, Minneapolis Nézőszám: 19 310 Játékvezetők: Zach Zarba, Josh Tiven, Dedric Taylor |
| 2024. április 23. 19:30             | Devin Booker 20                          | Pont      | Jaden McDaniels 25     | Target Center, Minneapolis Nézőszám: 19 310 Játékvezetők: Zach Zarba, Josh Tiven, Dedric Taylor |
| 2024. április 23. 19:30             | Jusuf Nurkić 14                          | Lepattanó | Rudy Gobert 9          | Target Center, Minneapolis Nézőszám: 19 310 Játékvezetők: Zach Zarba, Josh Tiven, Dedric Taylor |
| 2024. április 23. 19:30             | Bradley Beal 6                           | Gólpassz  | Anthony Edwards 8      | Target Center, Minneapolis Nézőszám: 19 310 Játékvezetők: Zach Zarba, Josh Tiven, Dedric Taylor |
| A Minnesota Timberwolves vezet, 2–0 |                                          |           |                        | Target Center, Minneapolis Nézőszám: 19 310 Játékvezetők: Zach Zarba, Josh Tiven, Dedric Taylor |

Jaden McDaniels szerezte a legtöbb pontot a mérkőzésen, 25-öt, ami a játékosnak karriercsúcs teljesítmény volt a rájátszásban és ismét kiemelkedően védekezett, nagy szerepet játszva a Timberwolves 105–93-as győzelmében. Rudy Gobert és Mike Conley mindketten 18 pontot szereztek, miközben a Suns megpróbálta semlegesíteni Anthony Edwards-t, aki így 15 pontot és öt gólpasszt szerzett, elég gyenge hatékonysággal (3/12). A Phoenix kései próbálkozásai ellenére a Minnesota 11 pontot tudott szerezni egy időszakban a negyedik negyedben, míg a Suns egyet se, így bebiztosítva a csapat történetének második 2–0-ás előnyét egy rájátszás-sorozatban. Kevin Durant, Devin Booker és Bradley Beal mind gyenge teljesítményt mutattak fel, összesen mindössze 40%-os hatékonysággal dobtak a mezőnyből (18/45). A Timberwolves kihasználta a Suns labdaeladásait, 31 pontot szerezve 20 Phoenix-hibából, míg ellenfelük csak kettőt 14-ből.
| 2024. április 26. 22:30             | Minnesota Timberwolves                   | 126–109   | Phoenix Suns    | Footprint Center, Phoenix Nézőszám: 17 071 Játékvezetők: Tony Brothers, Kevin Scott, JB DeRosa |
| 2024. április 26. 22:30             | (34–32, 25–21, 36–20, 31–36) Jegyzőkönyv |           |                 | Footprint Center, Phoenix Nézőszám: 17 071 Játékvezetők: Tony Brothers, Kevin Scott, JB DeRosa |
| 2024. április 26. 22:30             | Anthony Edwards 36                       | Pont      | Bradley Beal 28 | Footprint Center, Phoenix Nézőszám: 17 071 Játékvezetők: Tony Brothers, Kevin Scott, JB DeRosa |
| 2024. április 26. 22:30             | Rudy Gobert 14                           | Lepattanó | Jusuf Nurkić 7  | Footprint Center, Phoenix Nézőszám: 17 071 Játékvezetők: Tony Brothers, Kevin Scott, JB DeRosa |
| 2024. április 26. 22:30             | Mike Conley 7                            | Gólpassz  | Devin Booker 8  | Footprint Center, Phoenix Nézőszám: 17 071 Játékvezetők: Tony Brothers, Kevin Scott, JB DeRosa |
| A Minnesota Timberwolves vezet, 3–0 |                                          |           |                 | Footprint Center, Phoenix Nézőszám: 17 071 Játékvezetők: Tony Brothers, Kevin Scott, JB DeRosa |

Egy ismét kiemelkedő teljesítménnyel Anthony Edwards 2004 óta első rájátszás-sorozat győzelmük küszöbére segítette a Timberwolvest. Edwards 36 pontjából tizennyolcat a negyedik negyedben szerzett, míg Rudy Gobert 19 pontot és 14 lepattanót tudott felmutatni, a Minnesota soha nem volt hátrányban. Sorozatban a harmadik mérkőzésen a Wolves kiemelkedően játszott a harmadik negyedben, amit jól lehetett látni Nickeil Alexander-Walker négy hárompontosából, aminek segítségével 22 ponttal vezetett az északi csapat a negyedik negyed kezdetén. Bradley Beal 28, Kevin Durant 25, Devin Booker pedig 23 pontot szerzett a találkozón, míg a csapat fennmaradó része csak 33-at. Ennek ellenében a Timberwolves hat játékosa is legalább tíz pontot szerzett, illetve lepattanókban is ismét dominálták a Sunst (50–28).
| 2024. április 28. 21:30              | Minnesota Timberwolves                   | 122–116   | Phoenix Suns    | Footprint Center, Phoenix Nézőszám: 17 071 Játékvezetők: Scott Foster, Curtis Blair, Pat Fraher |
| 2024. április 28. 21:30              | (25–26, 31–35, 34–31, 32–24) Jegyzőkönyv |           |                 | Footprint Center, Phoenix Nézőszám: 17 071 Játékvezetők: Scott Foster, Curtis Blair, Pat Fraher |
| 2024. április 28. 21:30              | Anthony Edwards 40                       | Pont      | Devin Booker 49 | Footprint Center, Phoenix Nézőszám: 17 071 Játékvezetők: Scott Foster, Curtis Blair, Pat Fraher |
| 2024. április 28. 21:30              | Karl-Anthony Towns 10                    | Lepattanó | Kevin Durant 9  | Footprint Center, Phoenix Nézőszám: 17 071 Játékvezetők: Scott Foster, Curtis Blair, Pat Fraher |
| 2024. április 28. 21:30              | Mike Conley 7                            | Gólpassz  | Devin Booker 6  | Footprint Center, Phoenix Nézőszám: 17 071 Játékvezetők: Scott Foster, Curtis Blair, Pat Fraher |
| Minnesota Timberwolves győzelem, 4–0 |                                          |           |                 | Footprint Center, Phoenix Nézőszám: 17 071 Játékvezetők: Scott Foster, Curtis Blair, Pat Fraher |

Edwards negyven pontos mérkőzése bebiztosította, hogy a csapat történetében először a Timberwolves vereség nélkül fog továbbjutni egy sorozatból. Ezek mellett kilenc lepattanót és hat gólpasszt is szerzett az első sikeres sorozat-győzelem során 2004 óta. Szinte az egész találkozó idején négy ponton belül voltak a csapatok, egyik se vezetett több, mint hat ponttal. A Suns oldalán Booker 49 pontot szerzett, míg Durant 33-at, de egyetlen csapattársuk se tudott legalább tíz pontot szerezni, míg Bradley Beal kipontozódott a negyedik negyedben, csak kilenc szerzett pont után. Minnesota ismét sokkal jobban szedte a lepattanókat (44–33). Az első csapat lett ebben a szezonban a Minnesota, ami továbbjutott az első fordulóból.

#### (4) Los Angeles Clippers vs. (5) Dallas Mavericks
| 2024. április 21. 15:30           | Dallas Mavericks                        | 97–109    | Los Angeles Clippers | Crypto.com Arena, Los Angeles Nézőszám: 19 370 Játékvezetők: David Guthrie, Ed Malloy, Karl Lane |
| 2024. április 21. 15:30           | (22–34, 8–22, 34–31, 33–22) Jegyzőkönyv |           |                      | Crypto.com Arena, Los Angeles Nézőszám: 19 370 Játékvezetők: David Guthrie, Ed Malloy, Karl Lane |
| 2024. április 21. 15:30           | Luka Dončić 33                          | Pont      | James Harden 28      | Crypto.com Arena, Los Angeles Nézőszám: 19 370 Játékvezetők: David Guthrie, Ed Malloy, Karl Lane |
| 2024. április 21. 15:30           | Luka Dončić 13                          | Lepattanó | Ivica Zubac 15       | Crypto.com Arena, Los Angeles Nézőszám: 19 370 Játékvezetők: David Guthrie, Ed Malloy, Karl Lane |
| 2024. április 21. 15:30           | Luka Dončić 6                           | Gólpassz  | James Harden 8       | Crypto.com Arena, Los Angeles Nézőszám: 19 370 Játékvezetők: David Guthrie, Ed Malloy, Karl Lane |
| A Los Angeles Clippers vezet, 1–0 |                                         |           |                      | Crypto.com Arena, Los Angeles Nézőszám: 19 370 Játékvezetők: David Guthrie, Ed Malloy, Karl Lane |

| 2024. április 23. 22:00 | Dallas Mavericks                         | 96–93     | Los Angeles Clippers | Crypto.com Arena, Los Angeles Nézőszám: 19 370 Játékvezetők: Marc Davis, Kevin Scott, Brian Forte |
| 2024. április 23. 22:00 | (23–19, 22–22, 20–25, 31–27) Jegyzőkönyv |           |                      | Crypto.com Arena, Los Angeles Nézőszám: 19 370 Játékvezetők: Marc Davis, Kevin Scott, Brian Forte |
| 2024. április 23. 22:00 | Luka Dončić 32                           | Pont      | George, Harden 22    | Crypto.com Arena, Los Angeles Nézőszám: 19 370 Játékvezetők: Marc Davis, Kevin Scott, Brian Forte |
| 2024. április 23. 22:00 | Dereck Lively II 9                       | Lepattanó | Ivica Zubac 12       | Crypto.com Arena, Los Angeles Nézőszám: 19 370 Játékvezetők: Marc Davis, Kevin Scott, Brian Forte |
| 2024. április 23. 22:00 | Luka Dončić 9                            | Gólpassz  | James Harden 8       | Crypto.com Arena, Los Angeles Nézőszám: 19 370 Játékvezetők: Marc Davis, Kevin Scott, Brian Forte |
| Döntetlen, 1–1          |                                          |           |                      | Crypto.com Arena, Los Angeles Nézőszám: 19 370 Játékvezetők: Marc Davis, Kevin Scott, Brian Forte |

| 2024. április 26. 20:00       | Los Angeles Clippers                     | 90–101    | Dallas Mavericks | American Airlines Center, Dallas Nézőszám: 20 402 Játékvezetők: James Capers, Bill Kennedy, Justin Van Duyne |
| 2024. április 26. 20:00       | (23–18, 18–36, 26–24, 23–23) Jegyzőkönyv |           |                  | American Airlines Center, Dallas Nézőszám: 20 402 Játékvezetők: James Capers, Bill Kennedy, Justin Van Duyne |
| 2024. április 26. 20:00       | Harden, Powell 21                        | Pont      | Luka Dončić 22   | American Airlines Center, Dallas Nézőszám: 20 402 Játékvezetők: James Capers, Bill Kennedy, Justin Van Duyne |
| 2024. április 26. 20:00       | Kawhi Leonard 9                          | Lepattanó | Luka Dončić 10   | American Airlines Center, Dallas Nézőszám: 20 402 Játékvezetők: James Capers, Bill Kennedy, Justin Van Duyne |
| 2024. április 26. 20:00       | George, Harden 5                         | Gólpassz  | Luka Dončić 9    | American Airlines Center, Dallas Nézőszám: 20 402 Játékvezetők: James Capers, Bill Kennedy, Justin Van Duyne |
| A Dallas Mavericks vezet, 2–1 |                                          |           |                  | American Airlines Center, Dallas Nézőszám: 20 402 Játékvezetők: James Capers, Bill Kennedy, Justin Van Duyne |

| 2024. április 28. 15:30 | Los Angeles Clippers                     | 116–111   | Dallas Mavericks | American Airlines Center, Dallas Nézőszám: 20 411 Játékvezetők: Tony Brothers, Ben Taylor, Nick Buchert |
| 2024. április 28. 15:30 | (39–16, 27–33, 16–29, 34–33) Jegyzőkönyv |           |                  | American Airlines Center, Dallas Nézőszám: 20 411 Játékvezetők: Tony Brothers, Ben Taylor, Nick Buchert |
| 2024. április 28. 15:30 | George, Harden 33                        | Pont      | Kyrie Irving 40  | American Airlines Center, Dallas Nézőszám: 20 411 Játékvezetők: Tony Brothers, Ben Taylor, Nick Buchert |
| 2024. április 28. 15:30 | George, Harden 6                         | Lepattanó | Luka Dončić 10   | American Airlines Center, Dallas Nézőszám: 20 411 Játékvezetők: Tony Brothers, Ben Taylor, Nick Buchert |
| 2024. április 28. 15:30 | Paul George 8                            | Gólpassz  | Luka Dončić 10   | American Airlines Center, Dallas Nézőszám: 20 411 Játékvezetők: Tony Brothers, Ben Taylor, Nick Buchert |
| Döntetlen, 2–2          |                                          |           |                  | American Airlines Center, Dallas Nézőszám: 20 411 Játékvezetők: Tony Brothers, Ben Taylor, Nick Buchert |

| 2024. május 1. 22:00          | Dallas Mavericks                         | 123–93    | Los Angeles Clippers | Crypto.com Arena, Los Angeles Nézőszám: 19 370 Játékvezetők: Zach Zarba, James Williams, Mitchell Ervin |
| 2024. május 1. 22:00          | (25–24, 31–22, 33–23, 34–24) Jegyzőkönyv |           |                      | Crypto.com Arena, Los Angeles Nézőszám: 19 370 Játékvezetők: Zach Zarba, James Williams, Mitchell Ervin |
| 2024. május 1. 22:00          | Luka Dončić 35                           | Pont      | George, Zubac 15     | Crypto.com Arena, Los Angeles Nézőszám: 19 370 Játékvezetők: Zach Zarba, James Williams, Mitchell Ervin |
| 2024. május 1. 22:00          | Dončić, Lively II 7                      | Lepattanó | Paul George 11       | Crypto.com Arena, Los Angeles Nézőszám: 19 370 Játékvezetők: Zach Zarba, James Williams, Mitchell Ervin |
| 2024. május 1. 22:00          | Luka Dončić 10                           | Gólpassz  | James Harden 7       | Crypto.com Arena, Los Angeles Nézőszám: 19 370 Játékvezetők: Zach Zarba, James Williams, Mitchell Ervin |
| A Dallas Mavericks vezet, 3–2 |                                          |           |                      | Crypto.com Arena, Los Angeles Nézőszám: 19 370 Játékvezetők: Zach Zarba, James Williams, Mitchell Ervin |

| 2024. május 3. 21:30           | Los Angeles Clippers                      | 101–114   | Dallas Mavericks   | American Airlines Center, Dallas Nézőszám: 20 625 Játékvezetők: John Goble, Tyler Ford, Sean Wright |
| 2024. május 3. 21:30           | (26–'34, 26–18, 20–35, 29–27) Jegyzőkönyv |           |                    | American Airlines Center, Dallas Nézőszám: 20 625 Játékvezetők: John Goble, Tyler Ford, Sean Wright |
| 2024. május 3. 21:30           | Norman Powell 20                          | Pont      | Kyrie Irving 30    | American Airlines Center, Dallas Nézőszám: 20 625 Játékvezetők: John Goble, Tyler Ford, Sean Wright |
| 2024. május 3. 21:30           | George, Zubac 11                          | Lepattanó | Dereck Lively II 9 | American Airlines Center, Dallas Nézőszám: 20 625 Játékvezetők: John Goble, Tyler Ford, Sean Wright |
| 2024. május 3. 21:30           | James Harden 13                           | Gólpassz  | Luka Dončić 13     | American Airlines Center, Dallas Nézőszám: 20 625 Játékvezetők: John Goble, Tyler Ford, Sean Wright |
| Dallas Mavericks győzelem, 4–2 |                                           |           |                    | American Airlines Center, Dallas Nézőszám: 20 625 Játékvezetők: John Goble, Tyler Ford, Sean Wright |

## Főcsoport-elődöntők

### Keleti főcsoport

#### (1) Boston Celtics vs. (4) Cleveland Cavaliers
| 2024. május 7. 19:00        | Cleveland Cavaliers                      | 95–120    | Boston Celtics  | TD Garden, Boston Nézőszám: 19 156 Játékvezetők: Scott Foster, Curtis Blair, Mitchell Ervin |
| 2024. május 7. 19:00        | (34–40, 15–19, 28–33, 18–28) Jegyzőkönyv |           |                 | TD Garden, Boston Nézőszám: 19 156 Játékvezetők: Scott Foster, Curtis Blair, Mitchell Ervin |
| 2024. május 7. 19:00        | Donovan Mitchell 33                      | Pont      | Jaylen Brown 32 | TD Garden, Boston Nézőszám: 19 156 Játékvezetők: Scott Foster, Curtis Blair, Mitchell Ervin |
| 2024. május 7. 19:00        | Evan Mobley 13                           | Lepattanó | Jayson Tatum 11 | TD Garden, Boston Nézőszám: 19 156 Játékvezetők: Scott Foster, Curtis Blair, Mitchell Ervin |
| 2024. május 7. 19:00        | Garland, Mitchell 5                      | Gólpassz  | Tatum, White 5  | TD Garden, Boston Nézőszám: 19 156 Játékvezetők: Scott Foster, Curtis Blair, Mitchell Ervin |
| A Boston Celtics vezet, 1–0 |                                          |           |                 | TD Garden, Boston Nézőszám: 19 156 Játékvezetők: Scott Foster, Curtis Blair, Mitchell Ervin |

Jaylen Brown 32 pontot dobott 67%-os hatékonysággal, míg Derrick White 12 próbálkozásából hét hárompontost értékesített és 25 ponttal zárt a mérkőzést, ami egy könnyű győzelem volt a Celtics számára. Jayson Tatum 18 ponttal és 11 lepattanóval járult hozzá a győzelemhez, míg Payton Pritchard tizenhattal, csereként. A Boston ezzel már húsz mérkőzésig tartó veretlen sorozattal rendelkezett, mikor ellenfelük kevesebb, mint 100 pontot szerzett. Donovan Mitchell szerezte a mérkőzés legtöbb pontját, 33-at, míg Evan Mobley 67%-os hatékonysággal dobott és egy dupla-duplával zárt. Darius Garland 14 ponttal rendelkezett, a Cleveland mindössze 11 hárompontost értékesített negyvenkét próbálkozásból, míg a Celtics tizennyolcat negyvenhatból.
| 2024. május 9. 19:00 | Cleveland Cavaliers                      | 118–94    | Boston Celtics  | TD Garden, Boston Nézőszám: 19 156 Játékvezetők: John Goble, Bill Kennedy, Nick Buchert |
| 2024. május 9. 19:00 | (30–24, 24–30, 36–24, 28–16) Jegyzőkönyv |           |                 | TD Garden, Boston Nézőszám: 19 156 Játékvezetők: John Goble, Bill Kennedy, Nick Buchert |
| 2024. május 9. 19:00 | Donovan Mitchell 29                      | Pont      | Jayson Tatum 25 | TD Garden, Boston Nézőszám: 19 156 Játékvezetők: John Goble, Bill Kennedy, Nick Buchert |
| 2024. május 9. 19:00 | Evan Mobley 10                           | Lepattanó | Jayson Tatum 7  | TD Garden, Boston Nézőszám: 19 156 Játékvezetők: John Goble, Bill Kennedy, Nick Buchert |
| 2024. május 9. 19:00 | Donovan Mitchell 8                       | Gólpassz  | Jayson Tatum 6  | TD Garden, Boston Nézőszám: 19 156 Játékvezetők: John Goble, Bill Kennedy, Nick Buchert |
| Döntetlen, 1–1       |                                          |           |                 | TD Garden, Boston Nézőszám: 19 156 Játékvezetők: John Goble, Bill Kennedy, Nick Buchert |

Azt követően, hogy csúnyán kikaptak az első mérkőzésen, a Cavaliers 24 pontos sikert aratott az első helyezett Celtics ellen, kiegyenlítve a sorozatot. Donovan Mitchell nyolc gólpasszt szerzett és 29 pontjából tizenhatot a harmadik negyedben értékesített, magabiztos előnybe helyezve a Cavaliers. A negyedik negyedben akár 29 ponttal is vezettek. Evan Mobley sorozatban harmadjára szerzett dupla-duplát, míg a cserepadról beálló Caris LeVert 21 pontot dobott, a Cavaliers nagyon hatékony volt a hárompontos vonal mögül. Jayson Tatum és Jaylen Brown 25 és 19 pontot szereztek, Derrick White soha nem került ritmusba, csak tíz pontot dobott. White és Brown együtt 14 próbálkozásból csak egy hárompontost értékesítettek, ami 7%-os hatékonyságnak felel meg.
| 2024. május 11. 20:30       | Boston Celtics                           | 106–93    | Cleveland Cavaliers | Rocket Mortgage FieldHouse, Cleveland Nézőszám: 19 432 Játékvezetők: Zach Zarba, James Williams, Mark Lindsay |
| 2024. május 11. 20:30       | (30–28, 27–20, 27–21, 22–24) Jegyzőkönyv |           |                     | Rocket Mortgage FieldHouse, Cleveland Nézőszám: 19 432 Játékvezetők: Zach Zarba, James Williams, Mark Lindsay |
| 2024. május 11. 20:30       | Jayson Tatum 33                          | Pont      | Donovan Mitchell 33 | Rocket Mortgage FieldHouse, Cleveland Nézőszám: 19 432 Játékvezetők: Zach Zarba, James Williams, Mark Lindsay |
| 2024. május 11. 20:30       | Jayson Tatum 13                          | Lepattanó | Evan Mobley 8       | Rocket Mortgage FieldHouse, Cleveland Nézőszám: 19 432 Játékvezetők: Zach Zarba, James Williams, Mark Lindsay |
| 2024. május 11. 20:30       | Jayson Tatum 6                           | Gólpassz  | Darius Garland 6    | Rocket Mortgage FieldHouse, Cleveland Nézőszám: 19 432 Játékvezetők: Zach Zarba, James Williams, Mark Lindsay |
| A Boston Celtics vezet, 2–1 |                                          |           |                     | Rocket Mortgage FieldHouse, Cleveland Nézőszám: 19 432 Játékvezetők: Zach Zarba, James Williams, Mark Lindsay |

A sorozat harmadik mérkőzésén a Celtics visszaszerezte a vezetést egy domináns, viszonylag könnyű győzelem során. A negyedik negyedig minden játékrészben a bostoniak szerezték a legtöbb pontot. Jayson Tatum először szerzett a sorozatban több, mint 30 pontot, míg Jaylen Brown 28 pontja 76%-os hatékonyságból született. Jrue Holiday, aki eddig elég gyengén dobott, 18 pontjából tizenötöt az első félidőben dobott, 70%-os hatékonysággal, míg Tatum 33 pontjához 13 lepattanót és hat gólpasszt adott. Annak ellenére, hogy Donovan Mitchell 33 pontot és hét hárompontost dobott, a Cavaliers nem tudott versenyben maradni a második félidőben. Evan Mobley és Caris LeVert is több, mint 15 pontot dobott, a Cleveland kezdőinek fennmaradó része csak 30%-os hatékonysággal szerzett pontot.
| 2024. május 13. 19:00       | Boston Celtics                           | 109–102   | Cleveland Cavaliers | Rocket Mortgage FieldHouse, Cleveland Nézőszám: 19 432 Játékvezetők: Marc Davis, Courtney Kirkland, Tyler Ford |
| 2024. május 13. 19:00       | (37–30, 25–27, 26–21, 21–24) Jegyzőkönyv |           |                     | Rocket Mortgage FieldHouse, Cleveland Nézőszám: 19 432 Játékvezetők: Marc Davis, Courtney Kirkland, Tyler Ford |
| 2024. május 13. 19:00       | Jayson Tatum 33                          | Pont      | Darius Garland 30   | Rocket Mortgage FieldHouse, Cleveland Nézőszám: 19 432 Játékvezetők: Marc Davis, Courtney Kirkland, Tyler Ford |
| 2024. május 13. 19:00       | Jayson Tatum 11                          | Lepattanó | Evan Mobley 9       | Rocket Mortgage FieldHouse, Cleveland Nézőszám: 19 432 Játékvezetők: Marc Davis, Courtney Kirkland, Tyler Ford |
| 2024. május 13. 19:00       | Holiday, Tatum 5                         | Gólpassz  | Garland, Strus 7    | Rocket Mortgage FieldHouse, Cleveland Nézőszám: 19 432 Játékvezetők: Marc Davis, Courtney Kirkland, Tyler Ford |
| A Boston Celtics vezet, 3–1 |                                          |           |                     | Rocket Mortgage FieldHouse, Cleveland Nézőszám: 19 432 Játékvezetők: Marc Davis, Courtney Kirkland, Tyler Ford |

A Celtics 109–102-re legyőzte a Cavalierst és a kiesés szélére taszította a csapatot. Jayson Tatum és Jaylen Brown együtt hatvan pontot szerzett és visszaverte a Cavaliers kései támadásait, a Celtics 21 pontjából 15-öt szerezve. A páros 18 büntetődobásból tizenhatot értékesített, a Cavaliers mindössze hetet tudott dobni az egész mérkőzésen. Jrue Holiday értékesítette hárompontosai 50%-át, 12 pontot szerezve a vonal mögül. Darius Garland fontos szerepet játszott a mérkőzésen, hiszen a Cavaliers sérülés miatt nem tudta játszatni Donovan Mitchellt és Jarrett Allent. Evan Mobley és Caris LeVert is 19 pontot szerzett, míg Max Strus kilenc próbálkozásából öt hárompontost is értékesített.
| 2024. május 15.              | Cleveland Cavaliers                      | 98–113    | Boston Celtics  | TD Garden, Boston Nézőszám: 19 156 |
| 2024. május 15.              | (28–28, 24–30, 26–27, 20–28) Jegyzőkönyv |           |                 | TD Garden, Boston Nézőszám: 19 156 |
| 2024. május 15.              | Evan Mobley 33                           | Pont      | Jayson Tatum 25 | TD Garden, Boston Nézőszám: 19 156 |
| 2024. május 15.              | Mobley, Strus 7                          | Lepattanó | Al Horford 15   | TD Garden, Boston Nézőszám: 19 156 |
| 2024. május 15.              | Garland, Strus 9                         | Gólpassz  | Jayson Tatum 9  | TD Garden, Boston Nézőszám: 19 156 |
| Boston Celtics győzelem, 4–1 |                                          |           |                 | TD Garden, Boston Nézőszám: 19 156 |

A sérülésekkel szenvedő Cavaliers nem tudta legyőzni a Celtics-et, 113–98-as végeredménnyel kiestek. Jayson Tatum és Al Horford dupla-duplákat szereztek, Tatum 25 pontot és négy labdaszerzést szerzett, egy gólpasszra volt egy tripla-duplától. Horford hat hárompontost értékesített, 15 lepattanó és három blokk mellett. Derrick White 18 ponttal járult hozzá a továbbjutás bebiztosításához. Evan Mobley szezoncsúcs 33 pontot szerzett, míg a rájátszásban korábban alig játszott Marcus Morris Sr. 25 pontot szerzett, 77%-os hatékonysággal és öt hárompontost is bedobva. Darius Garland nem játszott jól, csak dobásai 24%-át értékesítette.

#### (2) New York Knicks vs. (6) Indiana Pacers
| 2024. május 6. 19:30         | Indiana Pacers                           | 117–121   | New York Knicks  | Madison Square Garden, New York Nézőszám: 19 812 Játékvezetők: Zach Zarba, Tyler Ford, Sean Wright |
| 2024. május 6. 19:30         | (24–27, 31–22, 32–33, 30–39) Jegyzőkönyv |           |                  | Madison Square Garden, New York Nézőszám: 19 812 Játékvezetők: Zach Zarba, Tyler Ford, Sean Wright |
| 2024. május 6. 19:30         | Myles Turner 23                          | Pont      | Jalen Brunson 43 | Madison Square Garden, New York Nézőszám: 19 812 Játékvezetők: Zach Zarba, Tyler Ford, Sean Wright |
| 2024. május 6. 19:30         | három játékos 6                          | Lepattanó | Josh Hart 13     | Madison Square Garden, New York Nézőszám: 19 812 Játékvezetők: Zach Zarba, Tyler Ford, Sean Wright |
| 2024. május 6. 19:30         | Tyrese Haliburton 8                      | Gólpassz  | Josh Hart 8      | Madison Square Garden, New York Nézőszám: 19 812 Játékvezetők: Zach Zarba, Tyler Ford, Sean Wright |
| A New York Knicks vezet, 1–0 |                                          |           |                  | Madison Square Garden, New York Nézőszám: 19 812 Játékvezetők: Zach Zarba, Tyler Ford, Sean Wright |

Jalen Brunson sorozatban negyedjére is legalább 40 pontot szerzett, segítségével a Knicks ledolgozott egy kilenc pontos hátrányt a negyedik negyedben, megnyerve a mérkőzést. Negyvenhárom pontjából 21-et az utolsó játékrészben dobott, míg Donte DiVincenzo 25 pontot szerzett és az ő hárompontosa helyezte előnybe a Knicks csapatát negyven másodperccel a mérkőzés vége előtt. Josh Hart 69%-os hatékonysággal értékesítette próbálkozásait és 24 ponttal zárt, 13 lepattanó mellett, a mérkőzés minden másopdercében játszva. Myles Turner szerezte az Indiana legtöbb pontját, 23-at, míg Pascal Siakam tizenkilenccel zárta a találkozót. A Pacers padja fontos szerepet játszott a mérkőzésen, 46 pontot szereztek, míg a New Yorké csak hármat. Tyrese Haliburton nyolc gólpasszal és négy labdaszerzéssel járult hozzá a mérkőzéshez, de a negyedik negyedben egy pontja se volt és háromszor is eladta a labdát.
| 2024. május 8. 20:00         | Indiana Pacers                           | 121–130   | New York Knicks      | Madison Square Garden, New York Nézőszám: 19 812 Játékvezetők: Marc Davis, Josh Tiven, JB DeRosa |
| 2024. május 8. 20:00         | (36–36, 37–27, 18–36, 30–31) Jegyzőkönyv |           |                      | Madison Square Garden, New York Nézőszám: 19 812 Játékvezetők: Marc Davis, Josh Tiven, JB DeRosa |
| 2024. május 8. 20:00         | Tyrese Haliburton 34                     | Pont      | Jalen Brunson 29     | Madison Square Garden, New York Nézőszám: 19 812 Játékvezetők: Marc Davis, Josh Tiven, JB DeRosa |
| 2024. május 8. 20:00         | Pascal Siakam 9                          | Lepattanó | Josh Hart 15         | Madison Square Garden, New York Nézőszám: 19 812 Játékvezetők: Marc Davis, Josh Tiven, JB DeRosa |
| 2024. május 8. 20:00         | T. J. McConnell 12                       | Gólpassz  | Isaiah Hartenstein 8 | Madison Square Garden, New York Nézőszám: 19 812 Játékvezetők: Marc Davis, Josh Tiven, JB DeRosa |
| A New York Knicks vezet, 2–0 |                                          |           |                      | Madison Square Garden, New York Nézőszám: 19 812 Játékvezetők: Marc Davis, Josh Tiven, JB DeRosa |

A Knicks egyre több sérüléstől szenvedett, a mérkőzés előtt bejelentették, hogy Mitchell Robinson ki fogja hagyni a rájátszás fennmaradó részét. Azt követően, hogy az első félidőt lábsérülés miatt kihagyta, Jalen Brunson visszatért a második játékrészre és a Knicks egy időszakban 21 pontot szerzett, csak négyet kapva. Az irányító 29 pontot dobott, 61%-os hatékonysággal, míg OG Anunoby és Donte DiVincenzo is huszonnyolccal zárták a találkozót. Anunoby a harmadik negyedben megsérült, elhagyta a pályát. Josh Hart sorozatban harmadjára végigjátszotta az egész mérkőzést és 15 lepattanót szerzett, illetve 67%-os hatékonysággal dobott. A Pacers oldalán Tyrese Haliburton szerezte a mérkőzés legtöbb pontját, 34-et, kilenc gólpassz mellett. Az Indiana padja 46 pontot szerzett, sorozatban a második mérkőzésen, Obi Toppin ebből húszat vállalt magára, míg T.J. McConnell tizenkét gólpasszt osztott ki.
| 2024. május 10. 19:00        | New York Knicks                          | 106–111   | Indiana Pacers       | Gainbridge Fieldhouse, Indianapolis Nézőszám: 17 274 Játékvezetők: James Capers, Kevin Scott, Brent Barnaky |
| 2024. május 10. 19:00        | (20–29, 38–34, 32–22, 16–26) Jegyzőkönyv |           |                      | Gainbridge Fieldhouse, Indianapolis Nézőszám: 17 274 Játékvezetők: James Capers, Kevin Scott, Brent Barnaky |
| 2024. május 10. 19:00        | Donte DiVincenzo 35                      | Pont      | Tyrese Haliburton 35 | Gainbridge Fieldhouse, Indianapolis Nézőszám: 17 274 Játékvezetők: James Capers, Kevin Scott, Brent Barnaky |
| 2024. május 10. 19:00        | Josh Hart 18                             | Lepattanó | Myles Turner 10      | Gainbridge Fieldhouse, Indianapolis Nézőszám: 17 274 Játékvezetők: James Capers, Kevin Scott, Brent Barnaky |
| 2024. május 10. 19:00        | Jalen Brunson 6                          | Gólpassz  | Tyrese Haliburton 7  | Gainbridge Fieldhouse, Indianapolis Nézőszám: 17 274 Játékvezetők: James Capers, Kevin Scott, Brent Barnaky |
| A New York Knicks vezet, 2–1 |                                          |           |                      | Gainbridge Fieldhouse, Indianapolis Nézőszám: 17 274 Játékvezetők: James Capers, Kevin Scott, Brent Barnaky |

Andrew Nembhard, aki 46 percig egyetlen pontot se dobott, 16 másodperccel a mérkőzés vége előtt egy hárompontossal előnybe helyezte a Pacerst, bebiztosítva a kulcsfontosságú 111–106-os győzelmet a csapatnak. Tyrese Haliburton 35 ponttal és hét gólpasszal zárt, a negyedik negyedben csapata kilenc pontos hátrányt tudott ledolgozni, hogy elkerülje a 3–0-ás hátrányt a sorozatban. Pascal Siakam 26 pontot és hét lepattanót szerzett, hatékonyan dobott, míg Myles Turner 21 pontot és tíz lepattanót tudott szerezni. Donte DiVincenzo szerezte a Knicks legtöbb pontját, 35-öt, amibe tartozott hét hárompontos is. Josh Hart 18 lepattanóval zárt, míg Brunson 26 ponttal. Alec Burks, aki a mérkőzés előtt mindössze egy percet játszott a rájátszásban, 14 pontot szerzett a padról.
| 2024. május 12. 15:30 | New York Knicks                          | 89–121    | Indiana Pacers       | Gainbridge Fieldhouse, Indianapolis Nézőszám: 17 274 Játékvezetők: Tony Brothers, Ben Taylor, Ed Malloy |
| 2024. május 12. 15:30 | (14–34, 27–35, 22–32, 26–20) Jegyzőkönyv |           |                      | Gainbridge Fieldhouse, Indianapolis Nézőszám: 17 274 Játékvezetők: Tony Brothers, Ben Taylor, Ed Malloy |
| 2024. május 12. 15:30 | Alec Burks 20                            | Pont      | Tyrese Haliburton 20 | Gainbridge Fieldhouse, Indianapolis Nézőszám: 17 274 Játékvezetők: Tony Brothers, Ben Taylor, Ed Malloy |
| 2024. május 12. 15:30 | Achiuwa, Sims 6                          | Lepattanó | Aaron Nesmith 12     | Gainbridge Fieldhouse, Indianapolis Nézőszám: 17 274 Játékvezetők: Tony Brothers, Ben Taylor, Ed Malloy |
| 2024. május 12. 15:30 | Jalen Brunson 5                          | Gólpassz  | T.J. McConnell 10    | Gainbridge Fieldhouse, Indianapolis Nézőszám: 17 274 Játékvezetők: Tony Brothers, Ben Taylor, Ed Malloy |
| Döntetlen, 2–2        |                                          |           |                      | Gainbridge Fieldhouse, Indianapolis Nézőszám: 17 274 Játékvezetők: Tony Brothers, Ben Taylor, Ed Malloy |

Az Indiana az első negyedben 20 pontos előnyre tett szert, a győzelem során akár 43 ponttal is vezettek a Knicks ellen, hogy kiegyenlítsék a sorozatot. A Pacers 57%-os hatékonysággal dobott, 14 hárompontost értékesítve. Tyrese Haliburton 20 ponttal, hat lepattanóval és öt gólpasszal zárt, míg Aaron Nesmith 12 lepattanóval. A padról T.J. McConnell 15 pontot és tíz gólpasszt szerzett, míg Obi Toppin 14 ponttal járult hozzá a sikerhez. A Knicks mindössze 34%-os hatékonysággal dobott a mezőnyből, 19%-ossal a hárompontos vonal mögül. Jalen Brunson volt a csapat egyetlen kezdője, aki legalább tíz pontot szerzett, de ő is csak hat mezőnygólt értékesített, összes (öt) hárompontosát kihagyva. A Knicks padjáról Alec Burks 20 pontot dobott, Miles McBride pedig 16-ot.
| 2024. május 14. 20:00        | Indiana Pacers                           | 91–121    | New York Knicks       | Madison Square Garden, New York Nézőszám: 19 812 |
| 2024. május 14. 20:00        | (32–38, 22–31, 21–27, 16–25) Jegyzőkönyv |           |                       | Madison Square Garden, New York Nézőszám: 19 812 |
| 2024. május 14. 20:00        | Pascal Siakam 22                         | Pont      | Jalen Brunson 44      | Madison Square Garden, New York Nézőszám: 19 812 |
| 2024. május 14. 20:00        | Pascal Siakam 8                          | Lepattanó | Isaiah Hartenstein 17 | Madison Square Garden, New York Nézőszám: 19 812 |
| 2024. május 14. 20:00        | Haliburton, McConnell 5                  | Gólpassz  | Jalen Brunson 7       | Madison Square Garden, New York Nézőszám: 19 812 |
| A New York Knicks vezet, 3–2 |                                          |           |                       | Madison Square Garden, New York Nézőszám: 19 812 |

A negyedik mérkőzésen nagy vereséget szenvedő Knicks egy nagy különbségű győzelemmel válaszolt a következő mérkőzésen, egy győzelemre kerültek első főcsoportdöntő-szereplésüktől 24 év után. Jalen Brunson 44 pontot és hét gólpasszt szerzett, ötödik 40 pontos mérkőzése volt a rájátszásban. Josh Hart 18 ponttal és 11 lepattanóval zárt, míg Miles McBride és Alec Burks együtt 35 pontot szereztek, 8/15-ös hárompontos-hatékonysággal. A New York nagyon jól szedte a lepattanókat is, 53–29-es arányban az Pacers ellen, amiből húszat az ellenfél félpályáján szereztek (Isaiah Hartenstein önmaga tizenkettőt). Pascal Siakam 22 pontot szerzett, míg Myles Turner tizenhatot és Tyrese Haliburton tizenhármat.
| 2024. május 17. 20:30 | New York Knicks                          | 103–116   | Indiana Pacers      | Gainbridge Fieldhouse, Indianapolis Nézőszám: 17 274 Játékvezetők: Zach Zarba, John Goble, David Guthrie |
| 2024. május 17. 20:30 | (30–29, 21–32, 24–27, 28–28) Jegyzőkönyv |           |                     | Gainbridge Fieldhouse, Indianapolis Nézőszám: 17 274 Játékvezetők: Zach Zarba, John Goble, David Guthrie |
| 2024. május 17. 20:30 | Jalen Brunson 31                         | Pont      | Pascal Siakam 25    | Gainbridge Fieldhouse, Indianapolis Nézőszám: 17 274 Játékvezetők: Zach Zarba, John Goble, David Guthrie |
| 2024. május 17. 20:30 | Achiuwa, Hart 8                          | Lepattanó | Myles Turner 8      | Gainbridge Fieldhouse, Indianapolis Nézőszám: 17 274 Játékvezetők: Zach Zarba, John Goble, David Guthrie |
| 2024. május 17. 20:30 | Isaiah Hartenstein 6                     | Gólpassz  | Tyrese Haliburton 9 | Gainbridge Fieldhouse, Indianapolis Nézőszám: 17 274 Játékvezetők: Zach Zarba, John Goble, David Guthrie |
| Döntetlen, 3–3        |                                          |           |                     | Gainbridge Fieldhouse, Indianapolis Nézőszám: 17 274 Játékvezetők: Zach Zarba, John Goble, David Guthrie |

Pascal Siakam 25 ponttal és hét lepattanóval zárta a mérkőzést, míg Myles Turner 17 pontot és nyolc lepattanót szerzett. A Pacers ezzel sorozatban hatodik mérkőzését nyerte meg hazai pályán a rájátszásban. Haliburton, Nembhard és McConnell mind 15 pontot értékesítettek, összesen 19 gólpasszt adtak, mindössze két eladott labdával. Az Indiana dominált lepattanók szempontjából (47–35), illetve a büntetőterületen belül (62–38) is. A második félidőben 23 ponttal is vezettek. Jalen Brunson 31 pontot szerzett, öt gólpasszal, de kihagyta utolsó tizenegy próbálkozását az első félidőben. Miles McBride és Donte DiVincenzo 20, illetve 17 pontot kaptak, míg Josh Hart megsérült a találkozón.
| 2024. május 19. 15:30        | Indiana Pacers                           | 130–109   | New York Knicks     | Madison Square Garden, New York Nézőszám: 19 812 Játékvezetők: Marc Davis, James Capers, Bill Kennedy |
| 2024. május 19. 15:30        | (39–27, 31–28, 31–29, 29–25) Jegyzőkönyv |           |                     | Madison Square Garden, New York Nézőszám: 19 812 Játékvezetők: Marc Davis, James Capers, Bill Kennedy |
| 2024. május 19. 15:30        | Tyrese Haliburton 26                     | Pont      | Donte DiVincenzo 39 | Madison Square Garden, New York Nézőszám: 19 812 Játékvezetők: Marc Davis, James Capers, Bill Kennedy |
| 2024. május 19. 15:30        | Nembhard, Sheppard, Turner 5             | Lepattanó | Hart, Hartenstein 8 | Madison Square Garden, New York Nézőszám: 19 812 Játékvezetők: Marc Davis, James Capers, Bill Kennedy |
| 2024. május 19. 15:30        | T. J. McConnell 7                        | Gólpassz  | Jalen Brunson 9     | Madison Square Garden, New York Nézőszám: 19 812 Játékvezetők: Marc Davis, James Capers, Bill Kennedy |
| Indiana Pacers győzelem, 4–3 |                                          |           |                     | Madison Square Garden, New York Nézőszám: 19 812 Játékvezetők: Marc Davis, James Capers, Bill Kennedy |

Az Indiana a hetedik mérkőzések történetének egyik legjobb első félidején alapozva könnyen legyőzte a New York-i csapatot, hogy az első idegenbeli győzelemmel a sorozat során a főcsoportdöntőbe jusson, 2014 óta először. A Pacers győzelmében nagy szerepet vállalt Tyrese Haliburton, 26 pontot szerzett, a csapata az első félidőben 38 próbálkozásból 29-et értékesített (76%). Ez a hatékonyság rekordnak számít az óta, hogy az NBA negyedenként számon tartja a mérkőzés részleteit (1997). Hatékonyságuk a második félidőben se gyengült sokat, a 67,1%, amivel a találkozót zárták, szintén NBA-rekord volt. Pascal Siakam és Andrew Nembhard 20–20 pontot dobtak, míg Aaron Nesmith egyetlen dobását se hagyta ki a mérkőzésen. Jalen Brunson megsérült a találkozó második félidejében, de így is kiosztott kilenc gólpasszt csapattársainak, akik a Knicks-et érte sok sérülés miatt nem tudtak ellenállni a Pacers kiemelkedő játékának.

### Nyugati főcsoport

#### (1) Oklahoma City Thunder vs. (5) Dallas Mavericks
| 2024. május 7. 21:30                | Dallas Mavericks                         | 95–117    | Oklahoma City Thunder          | Paycom Arena, Oklahoma City Nézőszám: 18 203 Játékvezetők: Tony Brothers, Ben Taylor, Brian Forte |
| 2024. május 7. 21:30                | (23–23, 30–39, 26–27, 16–28) Jegyzőkönyv |           |                                | Paycom Arena, Oklahoma City Nézőszám: 18 203 Játékvezetők: Tony Brothers, Ben Taylor, Brian Forte |
| 2024. május 7. 21:30                | Kyrie Irving 20                          | Pont      | Shai Gilgeous-Alexander 29     | Paycom Arena, Oklahoma City Nézőszám: 18 203 Játékvezetők: Tony Brothers, Ben Taylor, Brian Forte |
| 2024. május 7. 21:30                | Daniel Gafford 11                        | Lepattanó | Williams, Gilgeous-Alexander 9 | Paycom Arena, Oklahoma City Nézőszám: 18 203 Játékvezetők: Tony Brothers, Ben Taylor, Brian Forte |
| 2024. május 7. 21:30                | Luka Dončić 9                            | Gólpassz  | Shai Gilgeous-Alexander 9      | Paycom Arena, Oklahoma City Nézőszám: 18 203 Játékvezetők: Tony Brothers, Ben Taylor, Brian Forte |
| Az Oklahoma City Thunder vezet, 1–0 |                                          |           |                                | Paycom Arena, Oklahoma City Nézőszám: 18 203 Játékvezetők: Tony Brothers, Ben Taylor, Brian Forte |

Shai Gilgeous-Alexander 29 pontot, kilenc lepattanót és kilenc gólpasszt szerzett, a Thunder 117–95 arányban verte meg a Dallast az első találkozón. Chet Holmgren 19 ponttal és hét lepattanóval járult hozzá a győzelemhez, míg Jalen Williams tizennyolccal, amiből tizet a negyedik negyedben dobott. Aaron Wiggins 16 pontjából tizenkettőt az első félidőben szerzett. 8 perc 29 másodperccel a mérkőzés vége előtt a Dallas kilenc pontra csökkentette hátrányát, de az azt követő időszakban az OKC 15 pontot tudott szerezni, a Mavericks csak kettőt. Kyrie Irving 20 pontot dobott, míg Daniel Gafford dupla-duplával és öt blokkal zárt, de Luka Dončićnak nehéz estéje volt, 19 pontja ellenére ötször is eladta a labdát és hatékonysága 6/19 volt.
| 2024. május 9. 21:30 | Dallas Mavericks                         | 119–110   | Oklahoma City Thunder      | Paycom Arena, Oklahoma City Nézőszám: 18 203 Játékvezetők: Scott Foster, James Williams, Ed Malloy |
| 2024. május 9. 21:30 | (36–32, 32–30, 31–27, 20–21) Jegyzőkönyv |           |                            | Paycom Arena, Oklahoma City Nézőszám: 18 203 Játékvezetők: Scott Foster, James Williams, Ed Malloy |
| 2024. május 9. 21:30 | Dončić, Washington 29                    | Pont      | Shai Gilgeous-Alexander 33 | Paycom Arena, Oklahoma City Nézőszám: 18 203 Játékvezetők: Scott Foster, James Williams, Ed Malloy |
| 2024. május 9. 21:30 | P. J. Washington 11                      | Lepattanó | Shai Gilgeous-Alexander 12 | Paycom Arena, Oklahoma City Nézőszám: 18 203 Játékvezetők: Scott Foster, James Williams, Ed Malloy |
| 2024. május 9. 21:30 | Kyrie Irving 11                          | Gólpassz  | Shai Gilgeous-Alexander 8  | Paycom Arena, Oklahoma City Nézőszám: 18 203 Játékvezetők: Scott Foster, James Williams, Ed Malloy |
| Döntetlen, 1–1       |                                          |           |                            | Paycom Arena, Oklahoma City Nézőszám: 18 203 Játékvezetők: Scott Foster, James Williams, Ed Malloy |

Luka Dončić és P. J. Washington 29–29 pontjával a Mavericks ismét nyerni tudott egy vereség után, már harmadjára a rájátszásban, mindig elkerülve a második vereséget sorozatban. Az első félidő nagy részében a Dallas irányította a mérkőzést, bár a harmadik negyedben rövid időre elveszítették előnyüket, amit követően viszont könnyen be tudták biztosítani a sikert, mindig legalább négy pont távolságra tartva a Thundert. Dončić és Washington együtt 12 hárompontost értékesített (63%-os hatékonysággal), míg Kyrie Irving tizenegy gólpasszt osztott ki, a cserepadról Tim Hardaway Jr. 17 pontot szerzett. Shai Gilgeous-Alexander 33 pontot, 12 lepattanót és nyolc gólpasszt szerzett, minden kategóriában ő szerezte csapata legtöbbjét. Jalen Williams húsz ponttal tudta segíteni a Thundert, akik először kaptak több, mint 100 pontot a rájátszásban.
| 2024. május 11. 15:30         | Oklahoma City Thunder                    | 101–105   | Dallas Mavericks    | American Airlines Center, Dallas Nézőszám: 20 325 Játékvezetők: John Goble, Bill Kennedy, Gediminas Petraitis |
| 2024. május 11. 15:30         | (23–26, 29–25, 26–31, 23–23) Jegyzőkönyv |           |                     | American Airlines Center, Dallas Nézőszám: 20 325 Játékvezetők: John Goble, Bill Kennedy, Gediminas Petraitis |
| 2024. május 11. 15:30         | Shai Gilgeous-Alexander 31               | Pont      | P. J. Washington 27 | American Airlines Center, Dallas Nézőszám: 20 325 Játékvezetők: John Goble, Bill Kennedy, Gediminas Petraitis |
| 2024. május 11. 15:30         | Shai Gilgeous-Alexander 10               | Lepattanó | Luka Dončić 15      | American Airlines Center, Dallas Nézőszám: 20 325 Játékvezetők: John Goble, Bill Kennedy, Gediminas Petraitis |
| 2024. május 11. 15:30         | Jalen Williams 8                         | Gólpassz  | Kyrie Irving 7      | American Airlines Center, Dallas Nézőszám: 20 325 Játékvezetők: John Goble, Bill Kennedy, Gediminas Petraitis |
| A Dallas Mavericks vezet, 2–1 |                                          |           |                     | American Airlines Center, Dallas Nézőszám: 20 325 Játékvezetők: John Goble, Bill Kennedy, Gediminas Petraitis |

A Mavericks, Dončić, Irving és Washington vezetésével, megnyerték első hazai mérkőzésüket a sorozatban, 2–1-es előnybe kerülve a Thunder ellen. Dončić 22 pontot és 15 lepattanót szerzett, míg Irving szintén 22 pontot és hét gólpasszt. Washington 27 ponttal zárt, a harmadik negyedben nagy szerepe volt az előny bebiztosításában. Az újonc Dereck Lively II tizenkét büntetődobásából nyolcat értékesített, miután az Oklahoma tudatosan elkezdett ellene szabálytalankodni. Shai Gilgeous-Alexander 31 pontot tudott szerezni, öt blokk mellett, de az utolsó negyedben mindössze egy dobást értékesített és háromszor is eladta a labdát, míg Jalen Williams és Chet Holmgren 16, illetve 13 pontot szereztek.
| 2024. május 13. 21:30 | Oklahoma City Thunder                    | 100–96    | Dallas Mavericks      | American Airlines Center, Dallas Nézőszám: 20 607 Játékvezetők: Zach Zarba, David Guthrie, Curtis Blair |
| 2024. május 13. 21:30 | (20–30, 23–24, 22–15, 35–27) Jegyzőkönyv |           |                       | American Airlines Center, Dallas Nézőszám: 20 607 Játékvezetők: Zach Zarba, David Guthrie, Curtis Blair |
| 2024. május 13. 21:30 | Shai Gilgeous-Alexander 34               | Pont      | P. J. Washington 21   | American Airlines Center, Dallas Nézőszám: 20 607 Játékvezetők: Zach Zarba, David Guthrie, Curtis Blair |
| 2024. május 13. 21:30 | Gilgeous-Alexander, Holmgren 9           | Lepattanó | Dončić, Washington 12 | American Airlines Center, Dallas Nézőszám: 20 607 Játékvezetők: Zach Zarba, David Guthrie, Curtis Blair |
| 2024. május 13. 21:30 | Jalen Williams 6                         | Gólpassz  | Luka Dončić 10        | American Airlines Center, Dallas Nézőszám: 20 607 Játékvezetők: Zach Zarba, David Guthrie, Curtis Blair |
| Döntetlen, 2–2        |                                          |           |                       | American Airlines Center, Dallas Nézőszám: 20 607 Játékvezetők: Zach Zarba, David Guthrie, Curtis Blair |

A kulcsfontosságú negyedik mérkőzésen Shai Gilgeous-Alexander rájátszás-karriercsúcs 34 pontot szerzett, a Thunder kiegyenlítette a sorozatot. Az Oklahoma City játékosai közül Chet Holmgren (18 pont) és Luguentz Dort (17 pont) is értékesített fontos hárompontosokat, hat pontos hátrányt ledolgozva a negyedik negyedben. Luka Dončić tripla-duplája ellenére a szlovén és Kyrie Irving nem tudott hatékonyan dobni, együtt mindössze 27 pontot szereztek, 32%-os hatékonysággal a mezőnyből. Derrick Jones Jr.-nak 17 pontja és négy blokkja volt, míg P. J. Washington 21 pontot és 12 lepattanót szerzett. A Dallasnak ezek mellett problémája volt a büntetődobásokkal is, hatékonyságuk mindössze 52% volt, a Thunder 95,8%-ához képest.
| 2024. május 15.               | Dallas Mavericks                         | 104–92    | Oklahoma City Thunder      | Paycom Arena, Oklahoma City Nézőszám: 18 203 |
| 2024. május 15.               | (24–22, 30–22, 25–23, 25–25) Jegyzőkönyv |           |                            | Paycom Arena, Oklahoma City Nézőszám: 18 203 |
| 2024. május 15.               | Luka Dončić 31                           | Pont      | Shai Gilgeous-Alexander 30 | Paycom Arena, Oklahoma City Nézőszám: 18 203 |
| 2024. május 15.               | három játékos 10                         | Lepattanó | három játékos 6            | Paycom Arena, Oklahoma City Nézőszám: 18 203 |
| 2024. május 15.               | Luka Dončić 11                           | Gólpassz  | Shai Gilgeous-Alexander 8  | Paycom Arena, Oklahoma City Nézőszám: 18 203 |
| A Dallas Mavericks vezet, 3–2 |                                          |           |                            | Paycom Arena, Oklahoma City Nézőszám: 18 203 |

Azt követően, hogy az első négy mérkőzésen csak 22 pontot átlagolt, 39%-os hatékonysággal, Luka Dončić az ötödik mérkőzésen egy 31 pontos tripla-duplát tudott felmutatni, 54,5%-os hatékonysággal, 3–2-es előnybe helyezve a Dallas-t az alapszakasz győztese ellen. A Mavericks hamar hátrányba került, de már az első negyed közepén meg tudták szerezni az előnyt és ezt követően egyszer se voltak hátrányba a mérkőzésen. Derrick Jones Jr. 19 pontot szerzett, míg Kyrie Irving 12 pontot adott a sikerhez. P. J. Washington és Dereck Lively II is dupla-duplával zártak. Shai Gilgeous-Alexander 30 pontot szerzett és kiosztott nyolc gólpasszt, de a Thunder egyetlen játékosa se dobott több, mint 13 pontot.
| 2024. május 18. 20:00          | Oklahoma City Thunder                    | 116–117   | Dallas Mavericks    | American Airlines Center, Dallas Nézőszám: 20 555 Játékvezetők: Tony Brothers, Josh Tiven, Mitchell Ervin |
| 2024. május 18. 20:00          | (30–23, 34–25, 26–35, 26–34) Jegyzőkönyv |           |                     | American Airlines Center, Dallas Nézőszám: 20 555 Játékvezetők: Tony Brothers, Josh Tiven, Mitchell Ervin |
| 2024. május 18. 20:00          | Shai Gilgeous-Alexander 36               | Pont      | Luka Dončić 29      | American Airlines Center, Dallas Nézőszám: 20 555 Játékvezetők: Tony Brothers, Josh Tiven, Mitchell Ervin |
| 2024. május 18. 20:00          | Jalen Williams 9                         | Lepattanó | Dereck Lively II 15 | American Airlines Center, Dallas Nézőszám: 20 555 Játékvezetők: Tony Brothers, Josh Tiven, Mitchell Ervin |
| 2024. május 18. 20:00          | Gilgeous-Alexander, Williams 8           | Gólpassz  | Luka Dončić 10      | American Airlines Center, Dallas Nézőszám: 20 555 Játékvezetők: Tony Brothers, Josh Tiven, Mitchell Ervin |
| Dallas Mavericks győzelem, 4–2 |                                          |           |                     | American Airlines Center, Dallas Nézőszám: 20 555 Játékvezetők: Tony Brothers, Josh Tiven, Mitchell Ervin |

A Mavericks ledolgozott egy 17 pontos hátrányt a második félidőben, hogy három év alatt másodjára a főcsoportdöntőbe jussanak. Luka Dončić 29 pontot szerzett, sorozatban harmadik tripla-duplája részeként, míg Kyrie Irving és Derrick Jones Jr. 22–22 ponttal fejezték be a mérkőzést. P. J. Washington minden egyes pontját a negyedik negyed végén szerezte, fontos szerepet játszva csapata sikerében. Dereck Lively II 15 lepattanót gyűjtött be, ami megmutatkozott a két csapat közötti lepattanó különbségben is (47–31). Shai Gilgeous-Alexander rájátszás-csúcs 36 pontot szerzett, míg Jalen Williams és Chet Holmgren 22, illetve 21 pontot szerzett. Húsz másodperccel a mérkőzés vége előtt Holmgren előnybe helyezte csapatát, de Gilgeous-Alexander szabálytalan volt Washington ellen egy hárompontos-próbálkozás közben, így a játékos büntetőket dobhatott 2,5 másodperccel a mérkőzés vége előtt, megnyerve a találkozót.

#### (2) Denver Nuggets vs. (3) Minnesota Timberwolves
| 2024. május 4. 19:00                | Minnesota Timberwolves                   | 106–99    | Denver Nuggets  | Ball Arena, Denver Nézőszám: 19 915 Játékvezetők: James Capers, Courtney Kirkland, Justin Van Duyne |
| 2024. május 4. 19:00                | (23–25, 17–19, 33–27, 33–28) Jegyzőkönyv |           |                 | Ball Arena, Denver Nézőszám: 19 915 Játékvezetők: James Capers, Courtney Kirkland, Justin Van Duyne |
| 2024. május 4. 19:00                | Anthony Edwards 43                       | Pont      | Nikola Jokić 32 | Ball Arena, Denver Nézőszám: 19 915 Játékvezetők: James Capers, Courtney Kirkland, Justin Van Duyne |
| 2024. május 4. 19:00                | Rudy Gobert 13                           | Lepattanó | Nikola Jokić 8  | Ball Arena, Denver Nézőszám: 19 915 Játékvezetők: James Capers, Courtney Kirkland, Justin Van Duyne |
| 2024. május 4. 19:00                | Mike Conley 10                           | Gólpassz  | Nikola Jokić 9  | Ball Arena, Denver Nézőszám: 19 915 Játékvezetők: James Capers, Courtney Kirkland, Justin Van Duyne |
| A Minnesota Timberwolves vezet, 1–0 |                                          |           |                 | Ball Arena, Denver Nézőszám: 19 915 Játékvezetők: James Capers, Courtney Kirkland, Justin Van Duyne |

A két csapat egy évvel korábban az első fordulóban találkozott, a Nuggets akkor 4–1-re nyert. A Timberwolves 20 év elteltével először szerepelt a főcsoport-elődöntőben és Anthony Edwards 43 pontja segítségével meg is nyerték az első mérkőzést. Edwards nagyon hatékony volt, 29 próbálkozásából 17-et értékesített a mezőnyből (59%). Naz Reid a cserepadról beállva 14 pontot szerzett a negyedik negyedben (összesen tizenhatot), ami nagy szerepet játszott abban, hogy a játékrész egy időszakában a Timberwolves 18 pontot szerzett, a Nuggets pedig csak hetet. Mike Conley 14 pontot és tíz gólpasszt szerzett, míg Karl-Anthony Towns 20 pontot szerzett, 8/13-as hatékonysággal. A Timberwolves 71%-os mezőnygól-hatékonysággal dobott a második félidőben. Nikola Jokić 32 pontot tudott szerezni és közel állt egy tripla-duplához is, de ez nem volt elég a győzelemhez. A szerb center nem bolt hatékony és hétszer is eladta a labdát. Jamal Murray összes pontját (17) a második félidőben szerezte. Ez volt az első alkalom, hogy a Timberwolves sorozatban öt mérkőzést megnyert a rájátszásban és 2022 óta a Nuggets mindössze harmadik veresége a szakaszban hazai pályán.
| 2024. május 6. 22:00                | Minnesota Timberwolves                   | 106–80    | Denver Nuggets  | Ball Arena, Denver Nézőszám: 19 942 Játékvezetők: Marc Davis, David Guthrie, Pat Fraher |
| 2024. május 6. 22:00                | (28–20, 33–15, 21–25, 24–20) Jegyzőkönyv |           |                 | Ball Arena, Denver Nézőszám: 19 942 Játékvezetők: Marc Davis, David Guthrie, Pat Fraher |
| 2024. május 6. 22:00                | Edwards, Towns 27                        | Pont      | Aaron Gordon 20 | Ball Arena, Denver Nézőszám: 19 942 Játékvezetők: Marc Davis, David Guthrie, Pat Fraher |
| 2024. május 6. 22:00                | Karl-Anthony Towns 12                    | Lepattanó | Nikola Jokić 16 | Ball Arena, Denver Nézőszám: 19 942 Játékvezetők: Marc Davis, David Guthrie, Pat Fraher |
| 2024. május 6. 22:00                | Kyle Anderson 8                          | Gólpassz  | Nikola Jokić 8  | Ball Arena, Denver Nézőszám: 19 942 Játékvezetők: Marc Davis, David Guthrie, Pat Fraher |
| A Minnesota Timberwolves vezet, 2–0 |                                          |           |                 | Ball Arena, Denver Nézőszám: 19 942 Játékvezetők: Marc Davis, David Guthrie, Pat Fraher |

A Timberwolves már az első félidőben nagy előnyre tett szert, a játékrész végére már 26 pontos előnybe kerültek és 2–0-ra növelték előnyüket a sorozatban. A gyermeke születése miatt távolmaradó Rudy Gobert nélkül is 80 pontra szorította a Nuggets-et a Timberwolves, 2020 óta ez volt a legkevesebb, amit a coloradói csapat egy mérkőzésen szerzett (alapszakaszt is beleértve). Anthony Edwards és Karl-Anthony Towns együtt 54 pontot szereztek, 21/32-es hatékonysággal értékesítve próbálkozásaikat. Kyle Anderson, aki Gobert helyét vette át a kezdőben, hét támadó lepattanót is leszedett, nyolc gólpassz mellett. A Nuggets játékosai közül Aaron Gordon szerezte a legtöbb pontot, húszat, míg Nikola Jokić 16 lepattanót szerzett, de tizenhárom próbálkozásából mindössze ötöt értékesített. A Denver kezdői mind nehezen tudtak pontot szerezni a Timberwolves kiemelkedő védekezésének köszönhetően, Jamal Murray például csak nyolc pontot dobott a mérkőzés során (3/18 hatékonyság) és négyszer is eladta a labdát.
| 2024. május 10. 21:30               | Denver Nuggets                           | 117–90    | Minnesota Timberwolves | Target Center, Minneapolis Nézőszám: 19 733 Játékvezetők: Tony Brothers, Josh Tiven, Jacyn Goble |
| 2024. május 10. 21:30               | (28–20, 28–21, 37–25, 24–24) Jegyzőkönyv |           |                        | Target Center, Minneapolis Nézőszám: 19 733 Játékvezetők: Tony Brothers, Josh Tiven, Jacyn Goble |
| 2024. május 10. 21:30               | Jokić, Murray 24                         | Pont      | Anthony Edwards 19     | Target Center, Minneapolis Nézőszám: 19 733 Játékvezetők: Tony Brothers, Josh Tiven, Jacyn Goble |
| 2024. május 10. 21:30               | Nikola Jokić 14                          | Lepattanó | Conley, Edwards 6      | Target Center, Minneapolis Nézőszám: 19 733 Játékvezetők: Tony Brothers, Josh Tiven, Jacyn Goble |
| 2024. május 10. 21:30               | Nikola Jokić 9                           | Gólpassz  | Mike Conley 6          | Target Center, Minneapolis Nézőszám: 19 733 Játékvezetők: Tony Brothers, Josh Tiven, Jacyn Goble |
| A Minnesota Timberwolves vezet, 2–1 |                                          |           |                        | Target Center, Minneapolis Nézőszám: 19 733 Játékvezetők: Tony Brothers, Josh Tiven, Jacyn Goble |

A Timberwolves először kapott ki a rájátszás során, a Nuggets Nikola Jokić és Jamal Murray összesen 48 pontjával könnyen nyerni tudott. Murray 24 pontjából tizennyolcat az első félidőben szerzett, ami nagy szerepet játszott abban, hogy ritmusba kerüljön a Denver. A csapat egy ponton 34 pontot előnyben is volt. Jokić 50% fölött dobott a mezőnyből és csak egy gólpasszra volt egy tripla-duplától. Michael Porter Jr. 21 ponttal zárt, a Nuggets nagyon hatékony volt a hárompontos vonal mögül (14/29, 48%). Anthony Edwards öt mérkőzés után először kevesebb, mint 25 pontot tudott szerezni. Karl-Anthony Towns öt próbálkozásából értékesített négy hárompontost, a Timberwolves legnagyobb vereségét szenvedte a szezonban.
| 2024. május 12. 20:00 | Denver Nuggets                           | 115–107   | Minnesota Timberwolves | Target Center, Minneapolis Nézőszám: 19 583 Játékvezetők: Scott Foster, Kevin Scott, Karl Lane |
| 2024. május 12. 20:00 | (29–24, 35–25, 26–30, 25–28) Jegyzőkönyv |           |                        | Target Center, Minneapolis Nézőszám: 19 583 Játékvezetők: Scott Foster, Kevin Scott, Karl Lane |
| 2024. május 12. 20:00 | Nikola Jokić 35                          | Pont      | Anthony Edwards 44     | Target Center, Minneapolis Nézőszám: 19 583 Játékvezetők: Scott Foster, Kevin Scott, Karl Lane |
| 2024. május 12. 20:00 | Gordon, Jokić 7                          | Lepattanó | Rudy Gobert 14         | Target Center, Minneapolis Nézőszám: 19 583 Játékvezetők: Scott Foster, Kevin Scott, Karl Lane |
| 2024. május 12. 20:00 | Jamal Murray 8                           | Gólpassz  | Mike Conley 9          | Target Center, Minneapolis Nézőszám: 19 583 Játékvezetők: Scott Foster, Kevin Scott, Karl Lane |
| Döntetlen, 2–2        |                                          |           |                        | Target Center, Minneapolis Nézőszám: 19 583 Játékvezetők: Scott Foster, Kevin Scott, Karl Lane |

Anthony Edwards csapat-rájátszásrekord 44 pontot szerzett a mérkőzésen, de ez nem volt elég, hogy elkerüljék a vereséget. Nikola Jokić és Aaron Gordon vezetésével a Nuggets kiegyenlítette a sorozatot. Jokić 35 pontot, hét lepattanót és hét gólpasszt szerzett, három labdaszerzés mellett, míg Gordon tizenkét próbálkozásából tizenegyet értékesített (91,7%). Jamal Murray 19 pontot és nyolc gólpasszal járult hozzá a győzelemhez. Edwards próbálkozásai 64%-át értékesítette, öt hárompontos mellett. Naz Reid kivételével a Timberwolves minden kezdője szerzett legalább tíz pontot, bár Karl-Anthony Towns az első félidőben csak egy dobást értékesített. Towns és Rudy Gobert szerezték a legtöbb lepattanót a mérkőzésen, tizenkettőt és tizennégyet.
| 2024. május 14.             | Minnesota Timberwolves                   | 97–112    | Denver Nuggets  | Ball Arena, Denver Nézőszám: 19 992 |
| 2024. május 14.             | (26–28, 18–22, 30–38, 23–24) Jegyzőkönyv |           |                 | Ball Arena, Denver Nézőszám: 19 992 |
| 2024. május 14.             | Karl-Anthony Towns 23                    | Pont      | Nikola Jokić 40 | Ball Arena, Denver Nézőszám: 19 992 |
| 2024. május 14.             | Rudy Gobert 11                           | Lepattanó | Aaron Gordon 10 | Ball Arena, Denver Nézőszám: 19 992 |
| 2024. május 14.             | Anthony Edwards 9                        | Gólpassz  | Nikola Jokić 13 | Ball Arena, Denver Nézőszám: 19 992 |
| A Denver Nuggets vezet, 3–2 |                                          |           |                 | Ball Arena, Denver Nézőszám: 19 992 |

A liga legjobb védelme ellen Nikola Jokić 68%-os hatékonysággal dobott és 40 ponttal, 13 gólpasszal és a labda eladása nélkül zárta a mérkőzést, hozzásegítve a Nuggets-et az előny megszerzéséhez a sorozatban, ahol néhány nappal korábban még 2–0-ás hátrányban voltak. Jamal Murray 16 pontot dobott 50%-os hatékonysággal, Aaron Gordon dupla-duplát ért el, míg Kentavious Caldwell-Pope öt próbálkozásából négy hárompontost értékesített. Rudy Gobert 18 pontot és 11 lepattanót szerzett, 100%-os hatékonysággal, míg Karl-Anthony Towns 23 ponttal zárt. Anthony Edwards viszonylag gyengén játszott, az első félidőben kilenc próbálkozásából nyolcat kihagyott, így a mérkőzést csak 18 ponttal fejezte be. A Timberwolves a szezonban először kapott ki sorozatban háromszor.
| 2024. május 16. 20:30 | Denver Nuggets                          | 70–115    | Minnesota Timberwolves | Target Center, Minneapolis Nézőszám: 19 187 |
| 2024. május 16. 20:30 | (14–31, 26–28, 21–27, 9–29) Jegyzőkönyv |           |                        | Target Center, Minneapolis Nézőszám: 19 187 |
| 2024. május 16. 20:30 | Nikola Jokić 22                         | Pont      | Anthony Edwards 27     | Target Center, Minneapolis Nézőszám: 19 187 |
| 2024. május 16. 20:30 | Nikola Jokić 9                          | Lepattanó | Rudy Gobert 14         | Target Center, Minneapolis Nézőszám: 19 187 |
| 2024. május 16. 20:30 | Jamal Murray 5                          | Gólpassz  | Conley, Towns 5        | Target Center, Minneapolis Nézőszám: 19 187 |
| Döntetlen, 3–3        |                                         |           |                        | Target Center, Minneapolis Nézőszám: 19 187 |

A kiesés szélén álló Timberwolves szezonja legtöbb mérkőzését játszotta, a Nuggets mindössze 70 pontot tudott szerezni védelmük ellen, ami az elmúlt hat év legkevesebb pontja volt egy mérkőzésen az NBA-ben. Anthony Edwards 27 pontot szerzett, 43-as +/– értékkel, míg Jaden McDaniels 80%-os hatékonysággal dobott 21-et. A sérülésből visszatérő Mike Conley 13 ponttal zárt, míg Rudy Gobert, Karl-Anthony Towns és Naz Reid együtt 38 lepattanót szereztek, a Minnesota összesen hatvankettővel zárt, a Nuggets 43-jával szemben. A Timberwolves cserepadja 36 pontot szerzett, míg a Nuggets-é kilencet, a negyedik negyedben volt egy néhány perces időszak, amikor a Timberwolves úgy dobott 24 pontot, hogy a Nuggets egyet se tudott szerezni. A negyedik negyedben ötven ponttal is vezetett a minnesotai csapat a címvédő ellen. Nikola Jokić és Aaron Gordon együtt 34 pontot szereztek, 50%-os hatékonysággal, míg a Nuggets többi játékosa 22%-os volt mezőnyből, Jamal Murray tizennyolc próbálkozásából tizennégyet kihagyott.
| 2024. május 19. 20:00                | Minnesota Timberwolves                   | 98–90     | Denver Nuggets  | Ball Arena, Denver Nézőszám: 20 022 Játékvezetők: Scott Foster, David Guthrie, Curtis Blair, Gediminas Petraitis |
| 2024. május 19. 20:00                | (19–24, 19–29, 28–14, 32–23) Jegyzőkönyv |           |                 | Ball Arena, Denver Nézőszám: 20 022 Játékvezetők: Scott Foster, David Guthrie, Curtis Blair, Gediminas Petraitis |
| 2024. május 19. 20:00                | McDaniels, Towns 23                      | Pont      | Jamal Murray 35 | Ball Arena, Denver Nézőszám: 20 022 Játékvezetők: Scott Foster, David Guthrie, Curtis Blair, Gediminas Petraitis |
| 2024. május 19. 20:00                | Karl-Anthony Towns 12                    | Lepattanó | Nikola Jokić 19 | Ball Arena, Denver Nézőszám: 20 022 Játékvezetők: Scott Foster, David Guthrie, Curtis Blair, Gediminas Petraitis |
| 2024. május 19. 20:00                | Anthony Edwards 7                        | Gólpassz  | Nikola Jokić 7  | Ball Arena, Denver Nézőszám: 20 022 Játékvezetők: Scott Foster, David Guthrie, Curtis Blair, Gediminas Petraitis |
| Minnesota Timberwolves győzelem, 4–3 |                                          |           |                 | Ball Arena, Denver Nézőszám: 20 022 Játékvezetők: Scott Foster, David Guthrie, Curtis Blair, Gediminas Petraitis |

Ugyan az első félidőben nagyon gyengén játszott a Timberwolves, egy kiemelkedő második félidő elég volt a minnesotai csapatnak a főcsoportdöntőbe jutáshoz, pontosan 20 éve először. Az első negyedben a Wolves sztárja Anthony Edwards nem tudott formába lendülni, de a második félidőben elkezdett jobban játszani és végül 16 ponttal, nyolc lepattanóval és hét gólpasszal fejezte be a mérkőzést, illetve értékesített egy hárompontost, ami a mérkőzés vége előtt egy perccel tíz pontra növelte csapata előnyét. A félidőben 15, a harmadik negyed elején a Timberwolves 20 pontos hátrányban is volt. Annak ellenére, hogy Jamal Murray 35 (az első félidőben 24) és Nikola Jokić 34 ponttal zárta a találkozót, a Timberwolves 60 pontot dobott a második félidőben, míg a Nuggets csak 37-et, így az első két játékrészben elkönyvelt előnyük nem sokat számított. Karl-Anthony Towns 23 pontot és 12 lepattanót szerzett, míg Jaden McDaniels ugyanennyi ponttal zárt, 70%-os hatékonysággal. A Timberwolves hat játékosa is legalább tíz pontot dobott, ismét 100 pont alá szorította a címvédőt a minnesotai csapat.

## Főcsoportdöntők

### Keleti főcsoport

#### (1) Boston Celtics vs. (6) Indiana Pacers
| 2024. május 21. 20:00       | Indiana Pacers                                  | 128–133 (h. u.) | Boston Celtics  | TD Garden, Boston Nézőszám: 19 156 Játékvezetők: Tony Brothers, David Guthrie, Tyler Ford |
| 2024. május 21. 20:00       | (31–34, 33–30, 29–30, 24–23, 11–16) Jegyzőkönyv |                 |                 | TD Garden, Boston Nézőszám: 19 156 Játékvezetők: Tony Brothers, David Guthrie, Tyler Ford |
| 2024. május 21. 20:00       | Tyrese Haliburton 25                            | Pont            | Jayson Tatum 36 | TD Garden, Boston Nézőszám: 19 156 Játékvezetők: Tony Brothers, David Guthrie, Tyler Ford |
| 2024. május 21. 20:00       | Pascal Siakam 12                                | Lepattanó       | Jayson Tatum 12 | TD Garden, Boston Nézőszám: 19 156 Játékvezetők: Tony Brothers, David Guthrie, Tyler Ford |
| 2024. május 21. 20:00       | Tyrese Haliburton 10                            | Gólpassz        | Derrick White 9 | TD Garden, Boston Nézőszám: 19 156 Játékvezetők: Tony Brothers, David Guthrie, Tyler Ford |
| A Boston Celtics vezet, 1–0 |                                                 |                 |                 | TD Garden, Boston Nézőszám: 19 156 Játékvezetők: Tony Brothers, David Guthrie, Tyler Ford |

Az alapszakasz két legtöbb pontot dobó csapata első mérkőzésén Jayson Tatum 36 pontja kulcsfontosságú volt a Celtics győzelméhez. A mérkőzés elején Boston 12 pontot dobott úgy, hogy a Pacers egyet se, de az indianai csapat 10 másodperccel a mérkőzés vége előtt már három ponttal vezetett. Jaylen Brown ezt követően ki tudta egyenlíteni a mérkőzést, majd a hosszabbításban Tatum önmaga szerzett hat pontot a Pacers nulla pontjával szemben, végleg előnybe helyezve a Celtics-et. Jrue Holiday szezoncsúcs 28 pontot szerzett, míg Derrick White kilenc gólpasszt adott. A Pacers játékosai közül heten is szereztek legalább tíz pontot, de huszonkétszer is eladták a labdát, amiből a Boston 32 pontot szerzett. Tyrese Haliburton 25 ponttal és tíz gólpasszal zárt, míg Pascal Siakam és Myles Turner együtt 47 ponttal és 22 lepattanóval.
| 2024. május 23. 20:00       | Indiana Pacers                           | 110–126   | Boston Celtics  | TD Garden, Boston Nézőszám: 19 156 Játékvezetők: Scott Foster, James Williams, Sean Wright |
| 2024. május 23. 20:00       | (27–25, 24–32, 29–36, 30–33) Jegyzőkönyv |           |                 | TD Garden, Boston Nézőszám: 19 156 Játékvezetők: Scott Foster, James Williams, Sean Wright |
| 2024. május 23. 20:00       | Pascal Siakam 28                         | Pont      | Jaylen Brown 40 | TD Garden, Boston Nézőszám: 19 156 Játékvezetők: Scott Foster, James Williams, Sean Wright |
| 2024. május 23. 20:00       | három játékos 5                          | Lepattanó | Al Horford 10   | TD Garden, Boston Nézőszám: 19 156 Játékvezetők: Scott Foster, James Williams, Sean Wright |
| 2024. május 23. 20:00       | Tyrese Haliburton 8                      | Gólpassz  | Jrue Holiday 10 | TD Garden, Boston Nézőszám: 19 156 Játékvezetők: Scott Foster, James Williams, Sean Wright |
| A Boston Celtics vezet, 2–0 |                                          |           |                 | TD Garden, Boston Nézőszám: 19 156 Játékvezetők: Scott Foster, James Williams, Sean Wright |

| 2024. május 25. 20:30       | Boston Celtics                           | 114–111   | Indiana Pacers     | Gainbridge Fieldhouse, Indianapolis Nézőszám: 17 274 Játékvezetők: Marc Davis, John Goble, Courtney Kirkland |
| 2024. május 25. 20:30       | (32–31, 25–38, 24–21, 33–21) Jegyzőkönyv |           |                    | Gainbridge Fieldhouse, Indianapolis Nézőszám: 17 274 Játékvezetők: Marc Davis, John Goble, Courtney Kirkland |
| 2024. május 25. 20:30       | Jayson Tatum 36                          | Pont      | Andrew Nembhard 32 | Gainbridge Fieldhouse, Indianapolis Nézőszám: 17 274 Játékvezetők: Marc Davis, John Goble, Courtney Kirkland |
| 2024. május 25. 20:30       | Jayson Tatum 10                          | Lepattanó | Myles Turner 10    | Gainbridge Fieldhouse, Indianapolis Nézőszám: 17 274 Játékvezetők: Marc Davis, John Goble, Courtney Kirkland |
| 2024. május 25. 20:30       | Jayson Tatum 8                           | Gólpassz  | Andrew Nembhard 9  | Gainbridge Fieldhouse, Indianapolis Nézőszám: 17 274 Játékvezetők: Marc Davis, John Goble, Courtney Kirkland |
| A Boston Celtics vezet, 3–0 |                                          |           |                    | Gainbridge Fieldhouse, Indianapolis Nézőszám: 17 274 Játékvezetők: Marc Davis, John Goble, Courtney Kirkland |

| 2024. május 27. 20:00        | Boston Celtics                           | 105–102   | Indiana Pacers     | Gainbridge Fieldhouse, Indianapolis Nézőszám: 17 274 Játékvezetők: Zach Zarba, James Capers, Pat Fraher |
| 2024. május 27. 20:00        | (29–27, 29–30, 22–26, 25–19) Jegyzőkönyv |           |                    | Gainbridge Fieldhouse, Indianapolis Nézőszám: 17 274 Játékvezetők: Zach Zarba, James Capers, Pat Fraher |
| 2024. május 27. 20:00        | Jaylen Brown 29                          | Pont      | Andrew Nembhard 24 | Gainbridge Fieldhouse, Indianapolis Nézőszám: 17 274 Játékvezetők: Zach Zarba, James Capers, Pat Fraher |
| 2024. május 27. 20:00        | Jayson Tatum 13                          | Lepattanó | Pascal Siakam 10   | Gainbridge Fieldhouse, Indianapolis Nézőszám: 17 274 Játékvezetők: Zach Zarba, James Capers, Pat Fraher |
| 2024. május 27. 20:00        | Jayson Tatum 8                           | Gólpassz  | Andrew Nembhard 10 | Gainbridge Fieldhouse, Indianapolis Nézőszám: 17 274 Játékvezetők: Zach Zarba, James Capers, Pat Fraher |
| Boston Celtics győzelem, 4–0 |                                          |           |                    | Gainbridge Fieldhouse, Indianapolis Nézőszám: 17 274 Játékvezetők: Zach Zarba, James Capers, Pat Fraher |

### Nyugati főcsoport

#### (3) Minnesota Timberwolves vs. (5) Dallas Mavericks
| 2024. május 22. 20:30         | Dallas Mavericks                         | 108–105   | Minnesota Timberwolves | Target Center, Minneapolis Nézőszám: 19 433 Játékvezetők: Marc Davis, Kevin Scott, Mark Lindsay |
| 2024. május 22. 20:30         | (27–33, 32–29, 23–21, 26–22) Jegyzőkönyv |           |                        | Target Center, Minneapolis Nézőszám: 19 433 Játékvezetők: Marc Davis, Kevin Scott, Mark Lindsay |
| 2024. május 22. 20:30         | Luka Dončić 33                           | Pont      | Jaden McDaniels 24     | Target Center, Minneapolis Nézőszám: 19 433 Játékvezetők: Marc Davis, Kevin Scott, Mark Lindsay |
| 2024. május 22. 20:30         | Dereck Lively II 11                      | Lepattanó | Anthony Edwards 11     | Target Center, Minneapolis Nézőszám: 19 433 Játékvezetők: Marc Davis, Kevin Scott, Mark Lindsay |
| 2024. május 22. 20:30         | Luka Dončić 8                            | Gólpassz  | Anthony Edwards 8      | Target Center, Minneapolis Nézőszám: 19 433 Játékvezetők: Marc Davis, Kevin Scott, Mark Lindsay |
| A Dallas Mavericks vezet, 1–0 |                                          |           |                        | Target Center, Minneapolis Nézőszám: 19 433 Játékvezetők: Marc Davis, Kevin Scott, Mark Lindsay |

Kyrie Irving harminc pontjából huszonnégyet az első félidőben szerzett, míg Luka Dončić harmincháromból tizenötöt a negyedik negyedben értékesített, ami elég volt a csapatnak az előny megszerzésére a sorozatban. Három és fél perccel a mérkőzés vége előtt a Dallas négy pontos hátrányban volt, amit követően nyolc pontot tudtak szerezni, míg a Timberwolves egyet se, amiben nagy szerepet játszott P. J. Washington hárompontosa. Annak ellenére, hogy csak hárompontosaik 24%-át értékesítették (6/25), a Dallas sokkal jobb volt a büntetőterületen belül (62–38), illetve 17 büntetődobásukból tizenhatot értékesítettek, a Timberwolves csak 61%-ot. Dereck Lively II tizenegy lepattanót gyűjtött be, illetve hibátlan volt a mezőnyből (4/4), míg Dončić nyolc gólpasszal és három labdaszerzéssel zárt. A másik oldalon Jaden McDaniels kilenc próbálkozásból hat járompontost értékesített, sorozatban harmadjára szerezve legalább 20 pontot. Anthony Edwards és Karl-Anthony Towns nem tudta felvenni a mérkőzés ritmusát, a páros 35 pontot szerzett 33%-os hatékonysággal (12/36).
| 2024. május 24. 20:30         | Dallas Mavericks                         | 109–108   | Minnesota Timberwolves | Target Center, Minneapolis Játékvezetők: Zach Zarba, Josh Tiven, Mitchell Ervin, Gediminas Petraitis |
| 2024. május 24. 20:30         | (26–32, 22–28, 31–26, 30–22) Jegyzőkönyv |           |                        | Target Center, Minneapolis Játékvezetők: Zach Zarba, Josh Tiven, Mitchell Ervin, Gediminas Petraitis |
| 2024. május 24. 20:30         | Luka Dončić 32                           | Pont      | Naz Reid 23            | Target Center, Minneapolis Játékvezetők: Zach Zarba, Josh Tiven, Mitchell Ervin, Gediminas Petraitis |
| 2024. május 24. 20:30         | Luka Dončić 10                           | Lepattanó | Rudy Gobert 10         | Target Center, Minneapolis Játékvezetők: Zach Zarba, Josh Tiven, Mitchell Ervin, Gediminas Petraitis |
| 2024. május 24. 20:30         | Luka Dončić 13                           | Gólpassz  | Anthony Edwards 7      | Target Center, Minneapolis Játékvezetők: Zach Zarba, Josh Tiven, Mitchell Ervin, Gediminas Petraitis |
| A Dallas Mavericks vezet, 2–0 |                                          |           |                        | Target Center, Minneapolis Játékvezetők: Zach Zarba, Josh Tiven, Mitchell Ervin, Gediminas Petraitis |

| 2024. május 26. 20:00         | Minnesota Timberwolves                   | 107–116   | Dallas Mavericks   | American Airlines Center, Dallas Nézőszám: 20 511 Játékvezetők: Tony Brothers, Ben Taylor, Curtis Blair |
| 2024. május 26. 20:00         | (28–33, 24–27, 35–27, 20–29) Jegyzőkönyv |           |                    | American Airlines Center, Dallas Nézőszám: 20 511 Játékvezetők: Tony Brothers, Ben Taylor, Curtis Blair |
| 2024. május 26. 20:00         | Anthony Edwards 26                       | Pont      | Dončić, Irving 33  | American Airlines Center, Dallas Nézőszám: 20 511 Játékvezetők: Tony Brothers, Ben Taylor, Curtis Blair |
| 2024. május 26. 20:00         | Karl-Anthony Towns 11                    | Lepattanó | P. J. Washington 8 | American Airlines Center, Dallas Nézőszám: 20 511 Játékvezetők: Tony Brothers, Ben Taylor, Curtis Blair |
| 2024. május 26. 20:00         | Anthony Edwards 9                        | Gólpassz  | Luka Dončić 5      | American Airlines Center, Dallas Nézőszám: 20 511 Játékvezetők: Tony Brothers, Ben Taylor, Curtis Blair |
| A Dallas Mavericks vezet, 3–0 |                                          |           |                    | American Airlines Center, Dallas Nézőszám: 20 511 Játékvezetők: Tony Brothers, Ben Taylor, Curtis Blair |

| 2024. május 28. 20:30         | Minnesota Timberwolves                   | 105–100   | Dallas Mavericks | American Airlines Center, Dallas Nézőszám: 20 477 Játékvezetők: Scott Foster, Bill Kennedy, Ed Malloy |
| 2024. május 28. 20:30         | (27–20, 22–29, 29–24, 27–27) Jegyzőkönyv |           |                  | American Airlines Center, Dallas Nézőszám: 20 477 Játékvezetők: Scott Foster, Bill Kennedy, Ed Malloy |
| 2024. május 28. 20:30         | Anthony Edwards 29                       | Pont      | Luka Dončić 28   | American Airlines Center, Dallas Nézőszám: 20 477 Játékvezetők: Scott Foster, Bill Kennedy, Ed Malloy |
| 2024. május 28. 20:30         | Edwards, Gobert 10                       | Lepattanó | Luka Dončić 15   | American Airlines Center, Dallas Nézőszám: 20 477 Játékvezetők: Scott Foster, Bill Kennedy, Ed Malloy |
| 2024. május 28. 20:30         | Anthony Edwards 9                        | Gólpassz  | Luka Dončić 10   | American Airlines Center, Dallas Nézőszám: 20 477 Játékvezetők: Scott Foster, Bill Kennedy, Ed Malloy |
| A Dallas Mavericks vezet, 3–1 |                                          |           |                  | American Airlines Center, Dallas Nézőszám: 20 477 Játékvezetők: Scott Foster, Bill Kennedy, Ed Malloy |

| 2024. május 30. 20:30          | Dallas Mavericks                         | 124–103   | Minnesota Timberwolves | Target Center, Minneapolis Nézőszám: 19 333 Játékvezetők: Marc Davis, John Goble, Kevin Scott |
| 2024. május 30. 20:30          | (35–19, 34–21, 28–33, 27–30) Jegyzőkönyv |           |                        | Target Center, Minneapolis Nézőszám: 19 333 Játékvezetők: Marc Davis, John Goble, Kevin Scott |
| 2024. május 30. 20:30          | Dončić, Irving 36                        | Pont      | Towns, Edwards 28      | Target Center, Minneapolis Nézőszám: 19 333 Játékvezetők: Marc Davis, John Goble, Kevin Scott |
| 2024. május 30. 20:30          | Luka Dončić 10                           | Lepattanó | Karl-Anthony Towns 12  | Target Center, Minneapolis Nézőszám: 19 333 Játékvezetők: Marc Davis, John Goble, Kevin Scott |
| 2024. május 30. 20:30          | Dončić, Irving 5                         | Gólpassz  | Anthony Edwards 6      | Target Center, Minneapolis Nézőszám: 19 333 Játékvezetők: Marc Davis, John Goble, Kevin Scott |
| Dallas Mavericks győzelem, 4–1 |                                          |           |                        | Target Center, Minneapolis Nézőszám: 19 333 Játékvezetők: Marc Davis, John Goble, Kevin Scott |

## Döntő: (1) Boston Celtics vs. (5) Dallas Mavericks
| 2024. június 6. 20:30       | Dallas Mavericks                         | 89–107    | Boston Celtics  | TD Garden, Boston Nézőszám: 19 156 Játékvezetők: Zach Zarba, Josh Tiven, Courtney Kirkland |
| 2024. június 6. 20:30       | (20–37, 22–26, 24–23, 23–21) Jegyzőkönyv |           |                 | TD Garden, Boston Nézőszám: 19 156 Játékvezetők: Zach Zarba, Josh Tiven, Courtney Kirkland |
| 2024. június 6. 20:30       | Luka Dončić 30                           | Pont      | Jaylen Brown 22 | TD Garden, Boston Nézőszám: 19 156 Játékvezetők: Zach Zarba, Josh Tiven, Courtney Kirkland |
| 2024. június 6. 20:30       | Luka Dončić 10                           | Lepattanó | Jayson Tatum 11 | TD Garden, Boston Nézőszám: 19 156 Játékvezetők: Zach Zarba, Josh Tiven, Courtney Kirkland |
| 2024. június 6. 20:30       | Kyrie Irving 2                           | Gólpassz  | három játékos 5 | TD Garden, Boston Nézőszám: 19 156 Játékvezetők: Zach Zarba, Josh Tiven, Courtney Kirkland |
| A Boston Celtics vezet, 1–0 |                                          |           |                 | TD Garden, Boston Nézőszám: 19 156 Játékvezetők: Zach Zarba, Josh Tiven, Courtney Kirkland |

| 2024. június 9. 20:00       | Dallas Mavericks                         | 98–105    | Boston Celtics  | TD Garden, Boston Nézőszám: 19 156 Játékvezetők: Tony Brothers, John Goble, Bill Kennedy |
| 2024. június 9. 20:00       | (28–25, 23–29, 23–29, 24–22) Jegyzőkönyv |           |                 | TD Garden, Boston Nézőszám: 19 156 Játékvezetők: Tony Brothers, John Goble, Bill Kennedy |
| 2024. június 9. 20:00       | Luka Dončić 32                           | Pont      | Jrue Holiday 26 | TD Garden, Boston Nézőszám: 19 156 Játékvezetők: Tony Brothers, John Goble, Bill Kennedy |
| 2024. június 9. 20:00       | Luka Dončić 11                           | Lepattanó | Jrue Holiday 11 | TD Garden, Boston Nézőszám: 19 156 Játékvezetők: Tony Brothers, John Goble, Bill Kennedy |
| 2024. június 9. 20:00       | Luka Dončić 11                           | Gólpassz  | Jayson Tatum 12 | TD Garden, Boston Nézőszám: 19 156 Játékvezetők: Tony Brothers, John Goble, Bill Kennedy |
| A Boston Celtics vezet, 2–0 |                                          |           |                 | TD Garden, Boston Nézőszám: 19 156 Játékvezetők: Tony Brothers, John Goble, Bill Kennedy |

| 2024. június 12. 20:30      | Boston Celtics                           | 106–99    | Dallas Mavericks    | American Airlines Center, Dallas Nézőszám: 20 311 Játékvezetők: Marc Davis, James Capers, Kevin Scott |
| 2024. június 12. 20:30      | (30–31, 20–20, 35–19, 21–29) Jegyzőkönyv |           |                     | American Airlines Center, Dallas Nézőszám: 20 311 Játékvezetők: Marc Davis, James Capers, Kevin Scott |
| 2024. június 12. 20:30      | Jayson Tatum 31                          | Pont      | Kyrie Irving 35     | American Airlines Center, Dallas Nézőszám: 20 311 Játékvezetők: Marc Davis, James Capers, Kevin Scott |
| 2024. június 12. 20:30      | Jaylen Brown 8                           | Lepattanó | Dereck Lively II 13 | American Airlines Center, Dallas Nézőszám: 20 311 Játékvezetők: Marc Davis, James Capers, Kevin Scott |
| 2024. június 12. 20:30      | Jaylen Brown 8                           | Gólpassz  | Luka Dončić 6       | American Airlines Center, Dallas Nézőszám: 20 311 Játékvezetők: Marc Davis, James Capers, Kevin Scott |
| A Boston Celtics vezet, 3–0 |                                          |           |                     | American Airlines Center, Dallas Nézőszám: 20 311 Játékvezetők: Marc Davis, James Capers, Kevin Scott |

| 2024. június 14. 20:30      | Boston Celtics                           | 84–122    | Dallas Mavericks    | American Airlines Center, Dallas Nézőszám: 20 277 Játékvezetők: Scott Foster, David Guthrie, James Williams |
| 2024. június 14. 20:30      | (21–34, 14–27, 25–31, 24–30) Jegyzőkönyv |           |                     | American Airlines Center, Dallas Nézőszám: 20 277 Játékvezetők: Scott Foster, David Guthrie, James Williams |
| 2024. június 14. 20:30      | Jayson Tatum 15                          | Pont      | Luka Dončić 29      | American Airlines Center, Dallas Nézőszám: 20 277 Játékvezetők: Scott Foster, David Guthrie, James Williams |
| 2024. június 14. 20:30      | Jayson Tatum 5                           | Lepattanó | Dereck Lively II 12 | American Airlines Center, Dallas Nézőszám: 20 277 Játékvezetők: Scott Foster, David Guthrie, James Williams |
| 2024. június 14. 20:30      | Al Horford 4                             | Gólpassz  | Kyrie Irving 6      | American Airlines Center, Dallas Nézőszám: 20 277 Játékvezetők: Scott Foster, David Guthrie, James Williams |
| A Boston Celtics vezet, 3–1 |                                          |           |                     | American Airlines Center, Dallas Nézőszám: 20 277 Játékvezetők: Scott Foster, David Guthrie, James Williams |

| 2024. június 17. 20:30       | Dallas Mavericks                         | 88–106    | Boston Celtics  | TD Garden, Boston Nézőszám: 19 156 Játékvezetők: Zach Zarba, John Goble, Bill Kennedy |
| 2024. június 17. 20:30       | (18–28, 28–39, 21–19, 21–20) Jegyzőkönyv |           |                 | TD Garden, Boston Nézőszám: 19 156 Játékvezetők: Zach Zarba, John Goble, Bill Kennedy |
| 2024. június 17. 20:30       | Luka Dončić 28                           | Pont      | Jayson Tatum 31 | TD Garden, Boston Nézőszám: 19 156 Játékvezetők: Zach Zarba, John Goble, Bill Kennedy |
| 2024. június 17. 20:30       | Luka Dončić 12                           | Lepattanó | Jrue Holiday 11 | TD Garden, Boston Nézőszám: 19 156 Játékvezetők: Zach Zarba, John Goble, Bill Kennedy |
| 2024. június 17. 20:30       | Kyrie Irving 9                           | Gólpassz  | Jayson Tatum 11 | TD Garden, Boston Nézőszám: 19 156 Játékvezetők: Zach Zarba, John Goble, Bill Kennedy |
| Boston Celtics győzelem, 4–1 |                                          |           |                 | TD Garden, Boston Nézőszám: 19 156 Játékvezetők: Zach Zarba, John Goble, Bill Kennedy |

## Statisztika
Frissítve: 2024. május 23-i mérkőzések
| Kategória    | Egy mérkőzésen          | Egy mérkőzésen        | Egy mérkőzésen | Átlag         | Átlag                 | Átlag | Átlag |
| Kategória    | Játékos                 | Csapat                | Statisztika    | Játékos       | Csapat                | Átl.  | M.    |
| ------------ | ----------------------- | --------------------- | -------------- | ------------- | --------------------- | ----- | ----- |
| Pont         | Joel Embiid             | Philadelphia 76ers    | 50             | Joel Embiid   | Philadelphia 76ers    | 33,0  | 6     |
| Pont         | Donovan Mitchell        | Cleveland Cavaliers   | 50             | Joel Embiid   | Philadelphia 76ers    | 33,0  | 6     |
| Lepattanó    | Anthony Davis           | Los Angeles Lakers    | 23             | Anthony Davis | Los Angeles Lakers    | 15,6  | 5     |
| Gólpassz     | Tyrese Haliburton       | Indiana Pacers        | 16             | Luka Dončić   | Dallas Mavericks      | 9,0   | 13    |
| Labdaszerzés | Kelly Oubre Jr.         | Philadelphia 76ers    | 5              | LeBron James  | Los Angeles Lakers    | 2,4   | 5     |
| Blokk        | Chet Holmgren           | Oklahoma City Thunder | 5              | Chet Holmgren | Oklahoma City Thunder | 2,5   | 10    |
| Blokk        | Daniel Gafford          | Dallas Mavericks      | 5              | Chet Holmgren | Oklahoma City Thunder | 2,5   | 10    |
| Blokk        | Evan Mobley (2×)        | Cleveland Cavaliers   | 5              | Chet Holmgren | Oklahoma City Thunder | 2,5   | 10    |
| Blokk        | Shai Gilgeous-Alexander | Oklahoma City Thunder | 5              | Chet Holmgren | Oklahoma City Thunder | 2,5   | 10    |